# Germania
La Germania (in tedesco Deutschland), ufficialmente Repubblica Federale di Germania (in tedesco Bundesrepublik Deutschland, , [ˈbʊndəsrepʊˌbliːk ˈdɔɪ̯ʧˌlant]), è uno Stato membro dell'Unione europea situato nell'Europa occidentale. È una repubblica parlamentare federale suddivisa in sedici Stati (Bundesländer) con capitale, nonché maggiore città per numero di abitanti, Berlino. Con oltre 84 milioni di abitanti, è lo Stato più popoloso dell'Unione europea, il 3° più popoloso d'Europa dopo la Russia e la Turchia, e il 19º del mondo. Bagnata a nord-ovest dal mare del Nord e a nord-est dal mar Baltico, confina a nord con la Danimarca, a est con la Polonia e la Repubblica Ceca, a sud con Austria e Svizzera, e a ovest con Francia, Lussemburgo, Belgio e Paesi Bassi. Il territorio della Germania copre una superficie di 357 578 km² ed è caratterizzato da un clima atlantico nella parte nord-occidentale e continentale nella parte sud-orientale. È anche il secondo Paese del mondo per numero di immigrati dopo gli Stati Uniti.
La regione denominata oggi Germania fu abitata da diversi popoli germanici, conosciuti e documentati già dal 100 a.C. A partire dal X secolo questi territori tedeschi hanno dato contributo alla parte centrale del Sacro Romano Impero che si protrasse sotto varie forme fino al 1806. Nel corso del XVI secolo, il nord della Germania divenne il centro della Riforma protestante. Come moderno Stato nazionale, il Paese venne unificato nel 1871 dopo la Guerra franco-prussiana.
Prima potenza economica d'Europa, terza al mondo dopo Stati Uniti d'America e Cina; è la terza più grande economia in termini di PIL nominale e la quinta in termini di parità di potere d'acquisto. È membro dell'ONU, della NATO, dell'Unione europea, del G7, del G4 ed è firmatario del protocollo di Kyoto. È il terzo più grande paese esportatore ed importatore al mondo dopo la Cina e gli Stati Uniti. In termini assoluti, la Germania assegna il secondo più grande bilancio annuale in aiuti allo sviluppo internazionale, mentre le sue spese militari la classificano come settima. Il Paese ha sviluppato un elevato standard di vita e detiene una posizione chiave negli affari europei oltre ad una moltitudine di strette partnership a livello globale. La Germania è riconosciuta come capolista in vari settori scientifici e tecnologici.

## Etimologia del nome
Il nome in lingua italiana dello stato deriva dal latino Germania, probabilmente di origine gallica, già presente in fonti romane del III secolo a.C. riguardanti le popolazioni del Nord della Repubblica.
Giulio Cesare usò la parola Germani per indicare le popolazioni al confine del Reno nel Commentarii de bello Gallico (58-49 a.C.). Oltre che nella lingua italiana, il termine viene usato anche nella lingua inglese (esonimo Germany ed etnico German).
L'endonimo (Deutschland) deriva dall'alto tedesco antico diutisc, derivato a sua volta dal proto-germanico*Þiudiskaz ("della gente"), nome composto da *þeudō ("popolo") + suffisso *-iskaz. Probabilmente deriva dal proto-indoeuropeo *teuta ("popolo"). Da questo gruppo etimologico derivano deutsch e Theodiscus (termine del latino medievale usato per indicare i popoli parlanti lingue germaniche durante l'Alto Medioevo), da cui deriva l'etnico in lingua italiana tedesco e teutonico.

## Storia

### Popolazioni tedesche

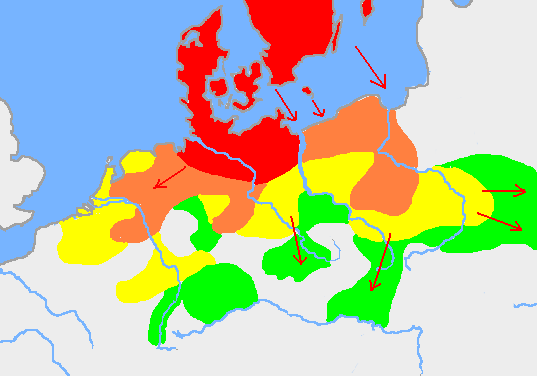
Espansione dei Germani (750 a.C.-1 d.C.).

La Germania era abitata prima dell'arrivo dei Germani prevalentemente da tribù celtiche in particolare nelle regioni meridionali.
Provenienti dalla Scandinavia meridionale e dalla Germania settentrionale, alcune tribù germaniche iniziarono l'espansione verso sud, est e ovest intorno al V secolo a.C., entrando in contatto con le tribù celtiche della Gallia e con popolazioni baltiche e slave dell'Europa orientale. Poco si conosce delle fasi iniziali e più antiche della storia germanica, se non per mezzo degli interscambi e interazioni con l'Impero romano, ricerche etimologiche o ritrovamenti di reperti archeologici.
Sotto l'Impero di Augusto (27 a.C. - 14 d.C.), il generale romano Nerone Claudio Druso, suo figlio adottivo, invase e conquistò la Germania (termine usato dai Romani per definire il vasto territorio compreso tra il Reno e l'Elba mentre più ad est era la Sarmazia). Fu in questo periodo che le tribù germaniche entrarono maggiormente in contatto con la cultura, le conoscenze e le tattiche militari romane, pur mantenendo la loro identità tribale. Anche se non avvenne mai l'effettiva romanizzazione della maggior parte delle tribù germaniche, tra il 12 a.C. e il 9 d.C. il Paese si trovò sotto il dominio delle legioni e diverse trasformazioni culturali avvennero tra i suoi abitanti, che iniziarono a diventare sedentari e adottarono diverse innovazioni tecnologiche, civili e militari, portate dagli invasori. Nel 9 d.C. tre legioni romane guidate dal Governatore Quintilio Varo vennero annientate da un esercito formato dalla coalizione di diverse tribù germaniche guidate da Arminio, principe dei Cherusci, nell'imboscata della foresta di Teutoburgo.
Successivamente il generale Germanico, figlio di Druso, invase nuovamente il Paese con un numeroso esercito, realizzando operazioni per via terrestre, fluviale e marittima. Dopo una serie di massacri e anche affrontando situazioni molto rischiose, i romani riuscirono a schiacciare la lega ribelle guidata da Arminio in due battaglie presso il corso del fiume Visurgis (Weser). In seguito ai danni provocati da una tempesta quando l'esercito tornava in Gallia attraverso il Mare del Nord, Germanico venne richiamato dall'allora imperatore Tiberio e inviato in missione verso l'Armenia, quando era ormai sul punto di riconquistare i territori precedentemente occupati fino all'Elba. Pertanto, il territorio oltre il corso del Reno e del Danubio rimase al di fuori del mondo romano, eccettuato un tratto della striscia litoranea e la regione degli "Agri Decumates" (conquistata effettivamente alcuni decenni più tardi, odierno Baden-Württemberg).
Ai tempi di Tacito, verso il 100 d.C., alcune tribù germaniche abitavano stabilmente lungo la riva destra del Reno e a nord del Danubio (il limes renano), occupando la maggior parte delle regioni dell'odierna Germania. Molte di queste popolazioni si trovavano, in un modo o nell'altro, sotto l'influenza romana.
Il III secolo vide l'emergere di un gran numero di confederazioni di tribù germaniche: Alemanni, Franchi, Sassoni e Turingi. A partire dal 260, le popolazioni germaniche ruppero il limes attraversando i fiumi e compiendo devastazioni, ma furono respinte e massacrate dai Romani ripetutamente. Soltanto tra la fine del IV secolo d.C. e l'inizio del secolo seguente diverse tribù riuscirono, in ondate successive, a oltrepassare le frontiere, diffondendosi e stabilendosi nelle terre sotto il controllo romano.

### Sacro Romano Impero (962-1806)

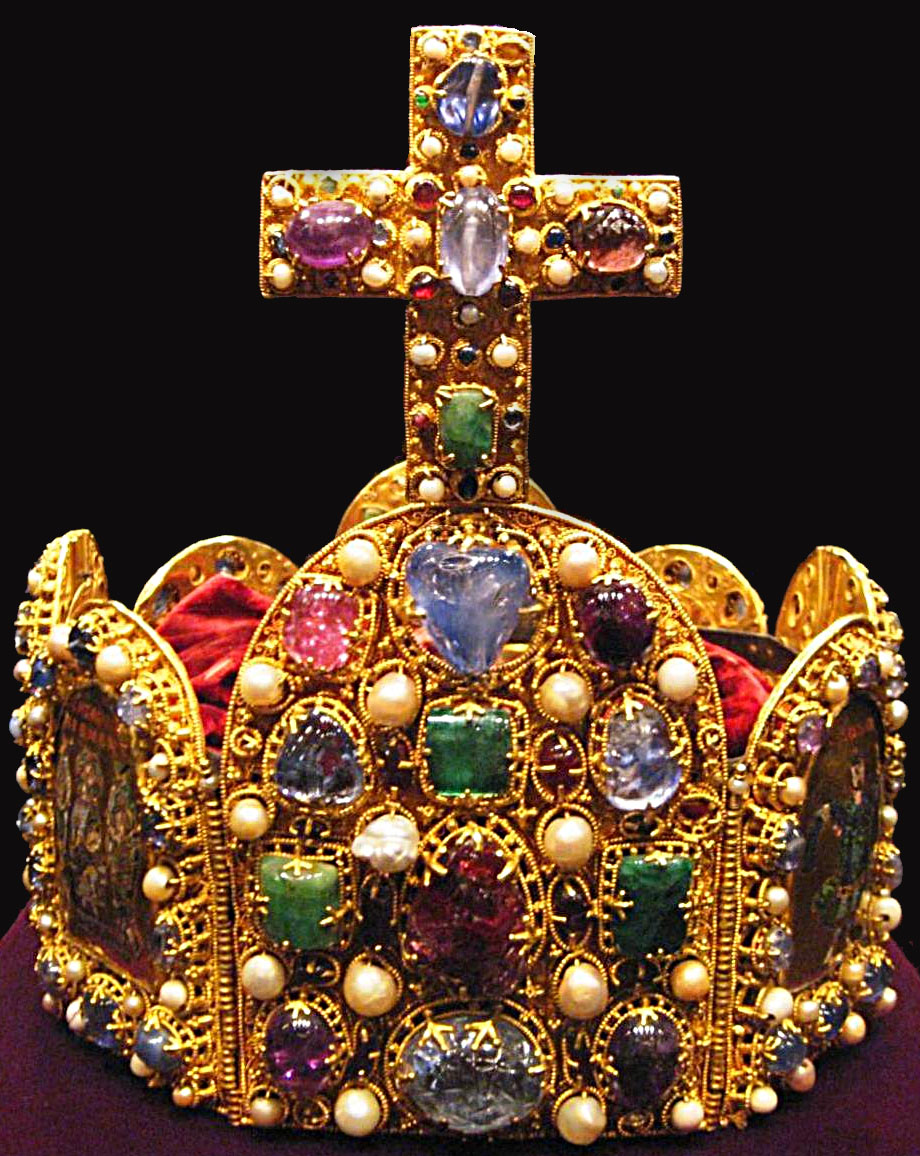
Corona imperiale del Sacro Romano Impero.

Questa regione dell'Europa fu dominata da un impero medievale risultante dalla divisione dell'Impero carolingio nell'843 (precedentemente fondato da Carlo Magno il 25 dicembre 800), ed esistito sotto varie forme fino al 1806, con un territorio che si estendeva dal fiume Oder nel nord fino alla costa mediterranea a sud. Spesso denominato come Sacro Romano Impero (o l'Antico Impero), venne pure chiamato Sacro Romano Impero Germanico (Imperium Romanum Sacrum Nationis Germanicæ) a partire dal 1448, ma ufficialmente dal 1512 con la sua Riforma, per adeguare il titolo ad un territorio più ridotto.

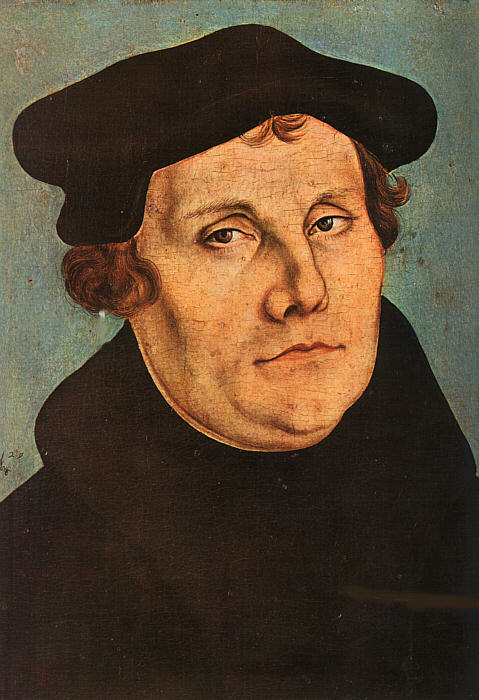
Martin Lutero (1483-1546) iniziò la Riforma protestante.

Sotto il regno della Dinastia ottoniana (919-1024), i ducati di Lorena, Sassonia, Franconia, Svevia, Turingia e Baviera vennero consolidati, e i re germanici vennero incoronati come imperatori di queste regioni dal 962. Sotto il regno degli imperatori della dinastia salica (1024-1125), il Sacro Romano Impero assorbì il nord Italia e la Borgogna. Sotto gli imperatori Hohenstaufen (1138-1254), i principi tedeschi aumentarono la loro influenza più a sud e ad est in territori abitati da popolazioni slave. Le città del nord prosperarono sotto la Lega anseatica.
Con la Bolla d'oro del 1356 si gettarono le basi di una definitiva forma istituzionale che durò fino allo scioglimento dell'Impero. A partire dal XV secolo, gli imperatori appartennero esclusivamente (ad eccezione del periodo 1742-1745, quando la funzione imperiale venne svolta da un membro del casato bavarese dei Wittelsbach) alla dinastia degli Asburgo d'Austria.
Il monaco Martin Lutero pubblicò le sue 95 tesi nel 1517 sulla porta del monastero di Wittenberg, in cui lui era monaco, sfidando le pratiche della Chiesa cattolica romana e avviando la riforma protestante. Una distinta Chiesa luterana divenne la religione ufficiale in numerosi Stati dopo il 1530. Conflitti religiosi portarono alla Guerra dei trent'anni (1618-1648), che devastò le terre tedesche. La popolazione degli stati tedeschi si ridusse di circa il 30%. La Pace di Vestfalia (1648) concluse la guerra religiosa, ma l'Impero era di fatto diviso in numerosi principati indipendenti (circa 350 Stati sovrani). Dal 1740 in poi, il dualismo tra la monarchia asburgica austriaca e il Regno di Prussia dominò la Storia tedesca. Nel 1806 l'Impero venne sciolto come conseguenza delle guerre napoleoniche.

### Restaurazione e Rivoluzione (1814-1871)

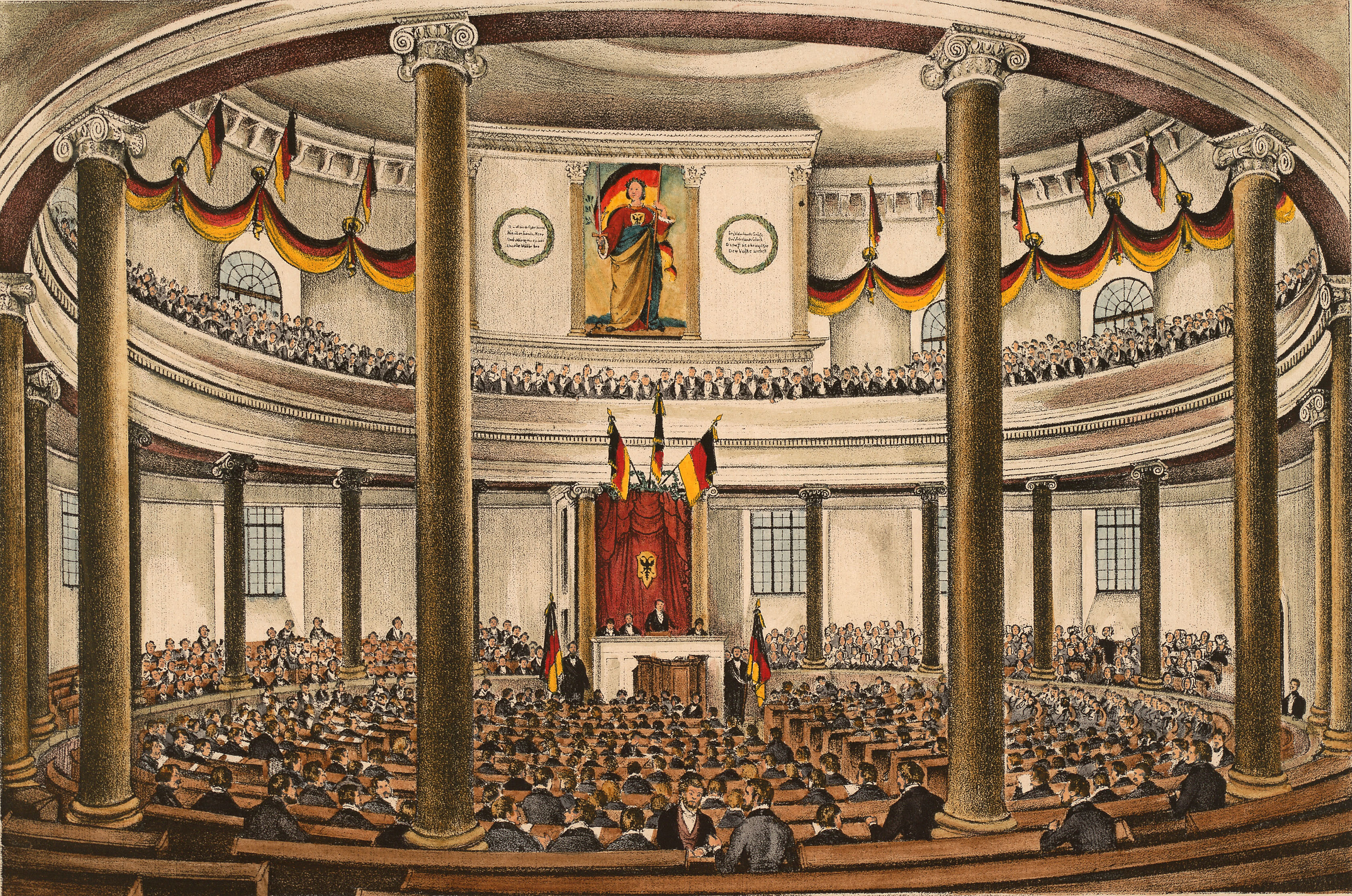
Il parlamento di Francoforte sul Meno nel 1848

Dopo la caduta di Napoleone Bonaparte, il Congresso di Vienna, convocato nel 1814, fondò la Confederazione germanica (Deutscher Bund), formata da 39 Stati sovrani. Disaccordi con la politica di restauro portarono all'aumento dei movimenti liberali. Questi, tuttavia, vennero seguiti da nuove misure di repressione da parte dello statista austriaco Metternich. La Zollverein, un'unione doganale, promosse profondamente l'unità economica degli Stati tedeschi con a capo la Prussia. Durante questo periodo, molti tedeschi erano stati influenzati dagli ideali della Rivoluzione francese, e il nazionalismo prese maggior vigore, soprattutto tra i giovani intellettuali. Per la prima volta, i colori del nero, rosso e oro sono stati scelti per rappresentare il movimento che, più tardi, divennero i colori nazionali.
Alla luce di una serie di movimenti rivoluzionari in Europa che, con successo, avevano istituito una repubblica in Francia, iniziò la rivoluzione del 1848. Il re inizialmente assecondò le richieste liberali. Re Federico Guglielmo IV di Prussia al quale era stato offerto il titolo di imperatore, ma con una perdita di potere, respinse la corona e la proposta di costituzione, portando ad una temporanea battuta d'arresto dei movimenti liberali. Il conflitto tra re Guglielmo I di Germania e l'ala più liberale del parlamento scoppiò nel corso delle riforme militari nel 1862 ed il re nominò Otto von Bismarck come nuovo Primo Ministro della Prussia. Bismarck condusse con successo la guerra in Danimarca nel 1864, e la vittoria prussiana nella guerra austro-prussiana del 1866 permise un'espansione territoriale e la creazione della Confederazione Tedesca del Nord (Norddeutscher Bund), escludendo di fatto l'Austria, un tempo guida del mondo germanico, dagli affari dei restanti Stati tedeschi.

### Impero tedesco (1871-1918)

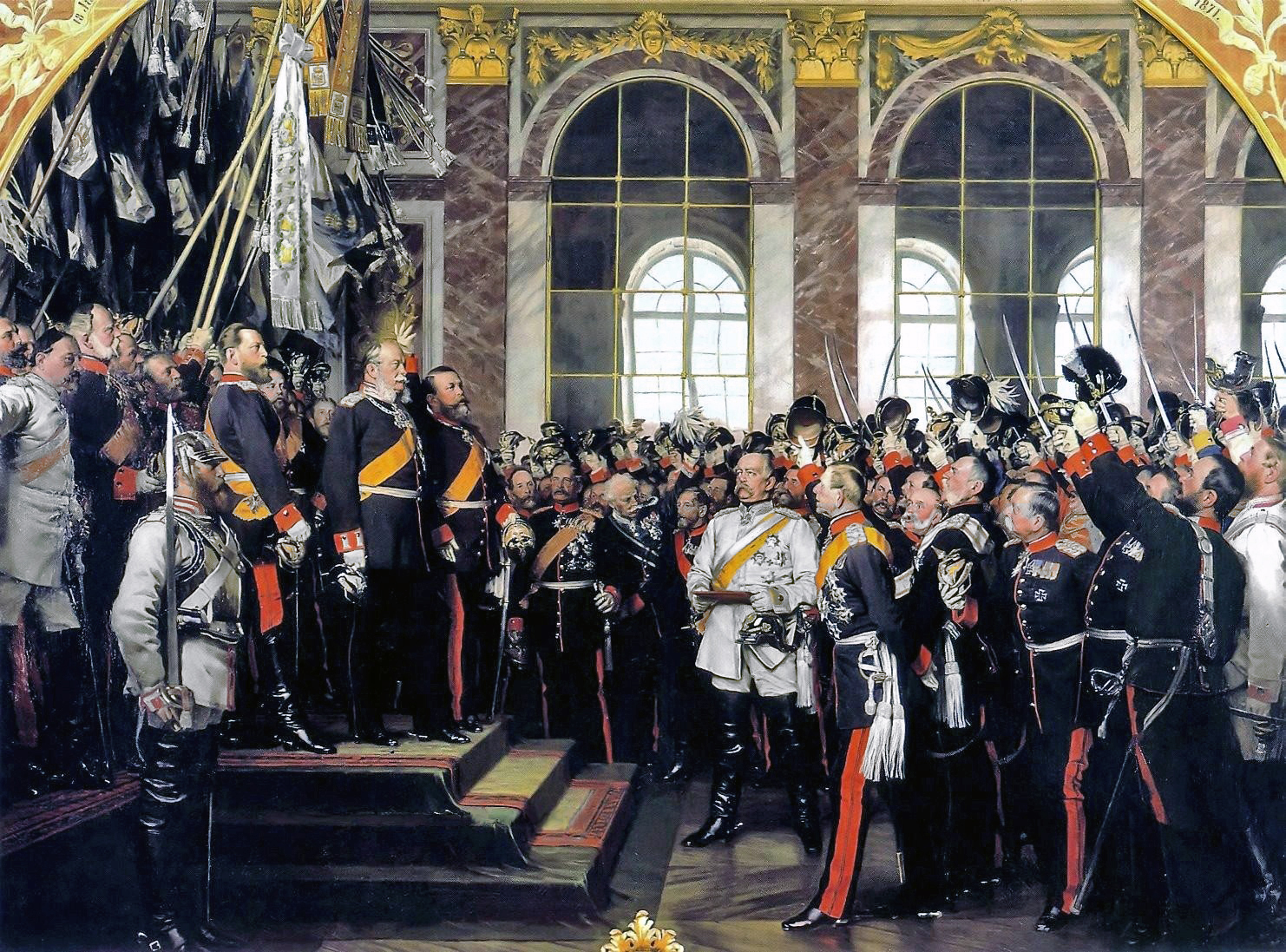
I più importanti politici della moderna Germania a Versailles (Parigi) nel 1871 dopo la vittoriosa guerra contro la Francia, con Otto von Bismarck in uniforme bianca al centro nella cerimonia della proclamazione dell'Impero Tedesco (secondo Reich).

L'unificazione della Germania come moderno Stato nazionale risale al 1871. Grazie a vittoriose politiche militari contro Austria e Francia (guerra franco-prussiana), il 18 gennaio 1871 venne proclamata l'unione federale (Secondo Reich) degli Stati tedeschi a Versailles, in piena capitale francese; Guglielmo I venne proclamato da Re di Prussia ad imperatore di Germania. La nuova entità politica rappresentava l'unificazione di tutte le regioni a lingua tedesca, ad eccezione dell'Austria (soprannominata Kleindeutschland, "Piccola Germania") e della Svizzera.
Nel periodo seguente all'unificazione del 1871 (denominato "Gründerzeit"), la Germania diventò la principale potenza economica del continente, e l'imperatore Guglielmo I uno degli uomini potenti del mondo. Il successore, Guglielmo II, nel 1884 avviò un'attiva politica imperialista entrando in attrito con i Paesi limitrofi: i tradizionali Paesi amici della Germania non rinnovarono l'alleanza, mentre la Francia istituì nuove relazioni con gli imperi britannico e russo. La Germania divenne sempre più isolata, eccetto i suoi contatti con l'Impero austro-ungarico e il regno d'Italia.

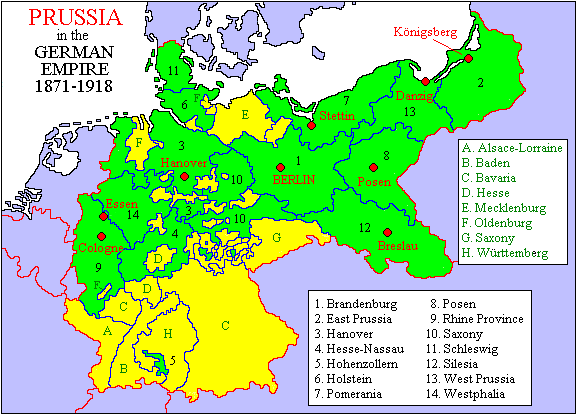
La Prussia all'epoca dell'Impero tedesco (1871-1918).

L'imperialismo tedesco rivendicò un proprio dominio coloniale. In conseguenza dell'atmosfera politica creatasi con la Conferenza di Berlino, alla Germania furono assegnati diversi possedimenti, tra cui Togo, Camerun, Tanzania, Namibia e Papua Nuova Guinea. La spartizione dell'Africa causò tensioni tra la Germania e le grandi potenze, come nel caso del Marocco (1912).
L'assassinio dell'erede al trono Austro-Ungarico Francesco Ferdinando il 28 giugno 1914 scatenò la Grande Guerra, dalla quale la Germania uscì sconfitta e venne ritenuta la principale responsabile del conflitto. Alla fine delle ostilità, i tedeschi contarono 2 milioni di morti e la sconfitta portò ad una grave crisi economica nel 1918. A novembre, l'imperatore Guglielmo II fu costretto ad abdicare a favore di una repubblica. Nel giugno 1919 il neo governo fu costretto a firmare il trattato di Versailles, percepito dalla popolazione come un'umiliante guerra economica e psicologica, che foraggiò la nascita di movimenti comunisti ("spartachismo") e nazisti, responsabili di diversi tentativi di colpo di Stato.

### Repubblica di Weimar (1919-1933)
Dopo il successo della rivoluzione tedesca del novembre 1918, venne proclamata la repubblica in tutti gli Stati e a livello federale. La nuova costituzione del Reich entrò in vigore con la firma da parte del Presidente della Repubblica di Weimar Friedrich Ebert l'11 agosto 1919. Il periodo che va dal 1919 al 1933 è conosciuto come Repubblica di Weimar. Il Partito Comunista Tedesco, istituito da Rosa Luxemburg e Karl Liebknecht nel 1918, tentò di rovesciare con un'insurrezione armata il nuovo governo socialista, ma senza successo. Nel gennaio 1919 fu poi fondato il Partito Tedesco dei Lavoratori, conosciuto in seguito come Partito Nazionalsocialista Tedesco dei Lavoratori (o Partito Nazista).
La Germania soffrì pesantemente degli effetti della Grande depressione, delle dure condizioni dettate dal trattato di Versailles e della lunga instabilità politica. Nell'estate del 1931 collassò la Danat-Bank, la seconda banca tedesca, evento che segnò l'inizio della crisi in Germania. Vennero istituite truppe paramilitari da parte di più partiti e vi furono migliaia di omicidi a sfondo politico. I paramilitari intimidivano gli elettori e seminavano violenza e rabbia tra gente che soffriva di un elevato tasso di disoccupazione e povertà. Furono queste le condizioni che portarono alla nomina, da parte del presidente del Reich Paul von Hindenburg, di Adolf Hitler come Cancelliere del Reich il 30 gennaio 1933.

### Terzo Reich (1933-1945)

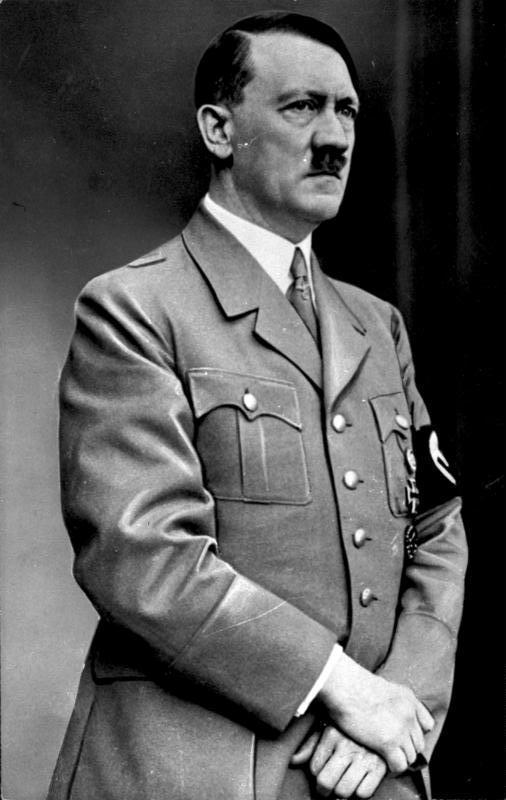
Adolf Hitler, cancelliere durante il Terzo Reich.

Il 27 febbraio 1933 il Reichstag venne dato alle fiamme, e di tale atto terroristico si ritennero responsabili i comunisti. Ciò spinse all'approvazione di un decreto di emergenza con il quale vennero aboliti i diritti democratici di base. L'attivazione di una legge diede ad Adolf Hitler pieno governo e potere legislativo, acquisendo il totale controllo della Germania. Solo il Partito socialdemocratico della Germania votò contro; i comunisti non erano in grado di presentare opposizione, in quanto i loro 81 seggi in parlamento erano stati annullati sulla base del decreto conseguente all'incendio del Reichstag.
Si creò uno Stato centralizzato totalitario con un unico partito. L'industria venne strettamente regolamentata con quote ed esigenze, spostando l'economia verso una produzione di guerra.
Nel 1935, in seguito ad un referendum di autodeterminazione, la Saar si riunisce alla Germania nazista.
Nel 1936 le truppe tedesche rioccupano la Renania smilitarizzata fin dal Trattato di Versailles del 1919. Incoraggiato, Hitler perseguì dal 1938 una politica di espansionismo per la fondazione di una Grande Germania (dal tedesco Großdeutschland).
Nel marzo 1938, con l'Anschluss, la Germania nazista annette l'Austria.
Per evitare l'apertura di due fronti di guerra, Hitler siglò il patto Molotov-Ribbentrop con l’Unione Sovietica, patto che venne poi infranto dalla stessa Germania.
Nel 1939 le crescenti tensioni provenienti da nazionalismo, militarismo ed esigenze di annessioni territoriali portarono alla guerra lampo (Blitzkrieg) del 1º settembre contro la Polonia, congiuntamente all'Unione Sovietica, a cui seguì due giorni dopo la dichiarazione di guerra da parte di Regno Unito e Francia, che segnarono l'inizio della seconda guerra mondiale. La Germania, dopo l'Invasione della Polonia, in seguito ad un periodo di stallo politico e militare meglio noto come la Strana guerra, fra il 1939 e il 1940, diede inizio, nel 1940, ad una serie di campagne militari definite Blitzkrieg, che portarono all'invasione di numerosi stati dell'Europa, come la Danimarca e la Norvegia, aprendo la Battaglia dell'Atlantico, e successivamente alla Campagna di Francia, che fra il 10 maggio e il 22 giugno 1940, portò alla conquista di Belgio, Paesi Bassi e Lussemburgo, e infine, alla capitolazione della Francia, che ebbero come conseguenza l'occupazione militare di tali Paesi da parte delle truppe tedesche, l'annessione di alcuni territori al Terzo Reich, e che segnarono anche l'inizio della Battaglia d'Inghilterra, il primo fallimento strategico-militare tedesco nel corso del conflitto, che spinse Adolf Hitler a seguire una linea politica di espansione dell'influenza politico-militare tedesca verso est.
Infatti, nella prima metà del 1941, con l'invasione di molti stati della Penisola Balcanica, fra cui la Jugoslavia e la Grecia, insieme all'Italia fascista di Benito Mussolini, e la stipula di alleanze con Ungheria, Romania e Bulgaria, il Terzo Reich diresse la sua attenzione nei confronti dell'Unione Sovietica di Iosif Stalin, ideologicamente opposta alla Germania nazista.
Il 22 giugno 1941, la Germania violò il Patto Molotov-Ribbentrop, aprendo il fronte orientale e dando avvio all'invasione dell'URSS (Operazione Barbarossa). Pochi mesi dopo, il 7 dicembre, il Giappone attaccò la base statunitense a Pearl Harbor, e la Germania dichiarò guerra agli Stati Uniti due giorni dopo. L'avanzata della Wehrmacht nei territori occidentali dell'URSS, nelle sue prime fasi, ottenne numerosi successi militari contro l'Armata Rossa di Stalin, fra cui numerose vittorie, dovute anche alla disorganizzazione e all'effetto sorpresa avuto sulla macchina militare e bellica sovietica, ancora impreparata ad un conflitto su larga scala, come la Battaglia di Smolensk, la battaglia di Uman' e la Battaglia di Kiev, e l'ultima costituì la più grande vittoria riportata sul fronte orientale nel corso del conflitto, che portarono alla conquista e alla conseguente occupazione militare tedesca di numerose ed estese regioni dell'URSS, come la Bielorussia, con Minsk, i Paesi Baltici, e l'Ucraina con Kiev, quest'ultima ricca di approvvigionamenti cerealicoli e di grano, indispensabili per la condotta della guerra, e di molte altre risorse naturali, petrolifere ed industriali destinati alla produzione bellica del Reich.
Nella seconda metà del 1941, la battaglia di Mosca segnò una dura battuta d'arresto della fulminea avanzata della Wehrmacht, e l'inizio delle complicazioni dovute al rigido inverno russo bloccarono definitivamente l'avanzata tedesca. Questa riprese soltanto nella primavera del 1942 con l'Operazione Blu che aveva l'obiettivo di impadronirsi delle risorse industriali e petrolifere sovietiche situate nella Russia meridionale e nel Caucaso. Dopo una serie iniziale di successi, la Germania subì una durissima sconfitta da parte dell'Armata Rossa nella Battaglia di Stalingrado, terminata nel 1943. Le numerose perdite subite compromisero in modo definitivo le sorti della guerra per le Potenze dell'Asse e la dura ritirata della Wehrmacht, dopo la definitiva sconfitta nella Battaglia di Kursk, lasciò definitivamente l'iniziativa alla controffensiva sovietica, anche a causa dell'apertura di un secondo fronte, con l'inizio della Campagna d'Italia contro le Potenze Alleate occidentali che, dopo lo Sbarco in Sicilia, misero a dura prova la resistenza della macchina bellica germanica.
Il 6 giugno 1944, con il D-Day, gli Alleati avviarono lo sbarco in Normandia, riaprendo il Fronte Occidentale chiuso dal 1940, fortemente voluto da Stalin al fine di aprire un terzo fronte per alleggerire la pressione tedesca sul fronte orientale contro l'URSS, e che portò, nel giro di pochi mesi, alla riconquista della Francia, e all'invasione della Germania da ovest.
Nel 1945, dopo il fallimento dell'Offensiva delle Ardenne, gli Alleati erano penetrati nel Terzo Reich da ovest, paralizzando la regione della Ruhr, il cuore dell'industria e della produzione bellica tedesca, mentre l'Armata Rossa, dopo aver condotto, nel 1944, numerose operazioni militari che portarono alla riconquista dei territori occidentali dell'URSS ed alla rottura dell'Assedio di Leningrado iniziato nel 1941, dopo l'Operazione Bagration e l'Operazione Vistola-Oder, giunse sulla sponda orientale dell'Oder minacciando Berlino. La Germania nazista si ritrovò in crisi su tutti i fronti, e dopo il collasso della Linea Gotica e la Guerra di liberazione italiana dall'occupazione nazi-fascista nell'aprile 1945, caddero prima Vienna, poi Berlino, il 2 maggio, e infine Praga, nelle mani dell'Armata Rossa, con gli Alleati ormai giunti sulla sponda occidentale dell'Elba. Adolf Hitler si suicidò il 30 aprile 1945 a Berlino, insieme ad altri esponenti del suo governo e delle alte sfere dell'esercito, affidando a Karl Dönitz della Kriegsmarine il potere, con il compito di arrendersi; il Terzo Reich fu costretto a negoziare e a firmare una resa incondizionata con le Potenze Alleate, l'8 maggio 1945, ponendo fine alla Seconda Guerra Mondiale in Europa, e alla Germania nazionalsocialista. In questo conflitto, i tedeschi contarono 5,3 milioni di morti militari e 2,5 milioni di morti fra i civili.
In quello che più tardi divenne noto come l'Olocausto, il regime del Terzo Reich sterminò alcuni milioni di persone, in primo luogo ebrei, ma anche comunisti, romaní, omosessuali, massoni, dissidenti politici, sacerdoti, predicatori, religiosi, testimoni di Geova, disabili nei lager. Durante l'Olocausto fino a 17 milioni di persone vennero assassinate, tra cui sei milioni di ebrei e tre milioni di polacchi. La seconda guerra mondiale ed il genocidio nazista furono responsabili di circa 35 milioni di morti in Europa, dal 1933 al 1945.

### Divisione e riunificazione (1945-1990)

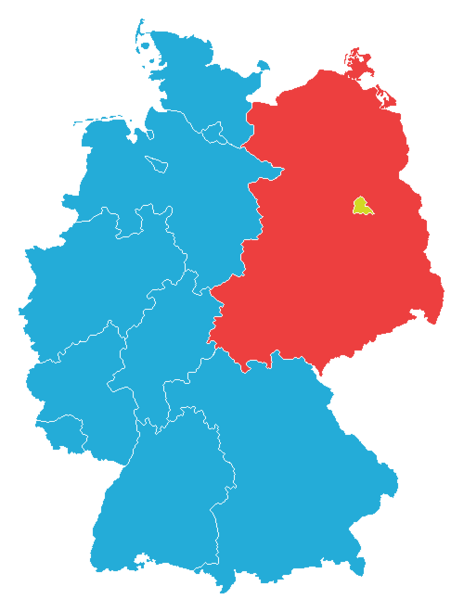
La Germania divisa, in blu la Repubblica Federale Tedesca, in rosso la Repubblica Democratica Tedesca, in giallo Berlino Ovest.

La guerra causò la morte di quasi dieci milioni di soldati e civili tedeschi, grandi perdite territoriali, l'espulsione di circa 15 milioni di tedeschi dagli ex territori orientali e dagli altri paesi e la distruzione delle più grandi città. Il territorio rimasto venne spartito tra gli alleati in quattro zone di occupazione militare; il territorio di Berlino in quattro settori.
Le perdite territoriali in favore di Polonia e URSS riguardarono regioni storiche della Germania, come la Pomerania Occidentale con la città di Stettino, una porzione del Brandeburgo, corrispondente oggi al Voivodato di Lubusz in Polonia, e quasi tutta la Slesia, con città importanti come Breslavia.
Diversa fu la sorte della regione storica dell'ex-Prussia Orientale, che venne spartita tra Polonia e URSS: la parte meridionale con la regione della Masuria andò alla Polonia, mentre la parte restante fu ceduta all'URSS, con la città di Königsberg, oggi Kaliningrad, nella Oblast' omonima in Russia.
Le zone occidentali, controllate da Francia, Regno Unito e Stati Uniti, vennero unite il 23 maggio 1949, dando vita alla Repubblica Federale di Germania (Bundesrepublik Deutschland o BRD); il 7 ottobre 1949 la zona d'occupazione sovietica divenne la Repubblica Democratica Tedesca (Deutsche Demokratische Republik o DDR). Informalmente questi due Stati divennero noti come "Germania Ovest" e "Germania Est" e le due parti di Berlino come Berlino Ovest e Berlino Est. Lo stato orientale aveva come capitale Berlino Est, mentre la repubblica federale scelse Bonn come capitale provvisoria.
La Germania Ovest divenne un'economia di mercato con una stretta alleanza con Stati Uniti e Paesi dell'Europa occidentale, e godette di una prolungata crescita economica iniziata nei primi anni cinquanta (Wirtschaftswunder). La Germania Ovest aderì alla NATO nel 1955 e fu membro fondatore della Comunità economica europea nel 1958.

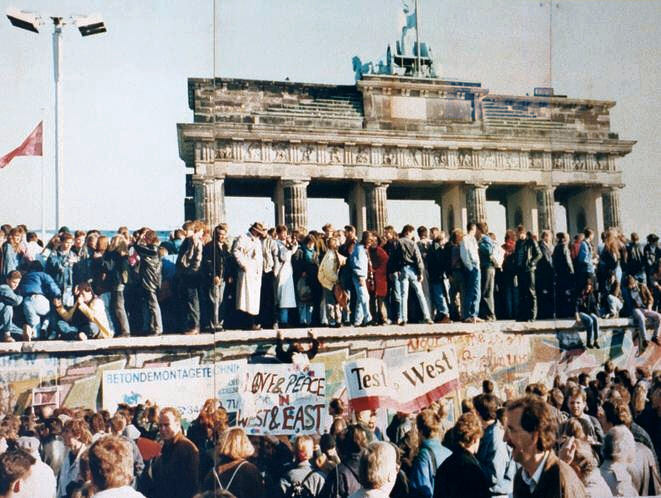
La caduta del Muro di Berlino nel 1989, e dietro la Porta di Brandeburgo.

La Germania Est rientrò nel Blocco Orientale sotto il controllo politico e militare dell'URSS, e facente parte del Patto di Varsavia. Stato socialista per costituzione, il suo potere politico fu in mano al Fronte Nazionale, un'alleanza di partiti politici guidati dal Partito Socialista Unificato. Il loro potere era assicurato dalla Stasi, un servizio segreto di immense dimensioni, e una serie di suborganizzazioni in grado di controllare ogni aspetto della società. A loro volta le esigenze fondamentali della popolazione erano soddisfatte a basso costo da parte dello Stato. La DDR divenne membro del COMECON. Mentre la propaganda si basava sui vantaggi dei programmi sociali della DDR e la presunta costante possibilità di un'invasione, molti dei suoi cittadini guardavano verso l'Occidente per le libertà politiche e la prosperità economica.
Il muro di Berlino, costruito nel 1961 per fermare l'immigrazione dei tedeschi dell'est verso la Germania Ovest, divenne un simbolo della guerra fredda.
Le tensioni tra Germania Est e Germania Ovest erano già state ridotte negli anni settanta dal cancelliere occidentale Willy Brandt e dalla sua Ostpolitik. Poi, alla fine degli anni ottanta, in una situazione di crescente migrazione dei tedeschi dell'Est verso la Germania Ovest attraverso l'Ungheria e di manifestazioni di massa durante l'estate del 1989, le autorità della Germania Est indebolirono inaspettatamente le restrizioni di confine nel novembre 1989, consentendo ai propri cittadini di viaggiare verso l'Occidente.
Tra le conseguenze della riunificazione e dell'impoverimento dell'Est vanno ricordati i moti neonazisti, in particolare a Rostock e Solingen.

### Berlino capitale (1990)

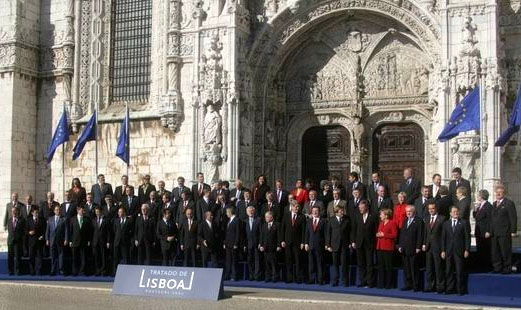
La Germania è uno dei membri fondatori dell'Unione Europea, nonché una delle parti del Trattato di Lisbona.

L'apertura delle frontiere portò ad un'accelerazione del processo di riforma nella DDR, e poi al crollo del regime socialista, che si concluse con la riunificazione tedesca del 3 ottobre 1990, quando i territori della Repubblica Democratica vennero annessi come nuovi Länder alla Repubblica Federale, che continua ad esistere al giorno d'oggi e smette quindi di essere colloquialmente chiamata "Germania Ovest". Berlino venne scelta per essere la capitale dello Stato unificato, mentre Bonn conservò alcuni ministeri federali. La delocalizzazione del governo fu completata nel 1999.
Il federalismo è rafforzato sul piano economico-finanziario da un sistema di casse di risparmio e cooperative locali che al 2018 raccolgono il 15% degli attivi nazionali e nelle quali una quota fra l'82 e l'84 dei presidenti dei consigli di amministrazione sono anche sindaci o presidenti di provincia. Secondo uno studio di Reuters pubblicato nel sito della BCE, le Sparkassen variano le percentuali di titoli di debito pubblico regionali o provinciali rispetto ai bond tedeschi in portafoglio, utilizzando tale conflitto di interessi come strumento di lobbying politico sui governi locali e sullo Stato centrale.
Dopo la riunificazione, la Germania assunse un ruolo più attivo nell'Unione europea e nella NATO. Durante la guerra del Kosovo partecipò marginalmente ai bombardamenti della NATO sulla Serbia nel 1999 (operazione Allied Force) e poi, in maniera più consistente, alla missione di pace della Kosovo Force insediata nella regione; tra il 2001 e il 2014 la Germania inviò truppe in Afghanistan nell'ambito della International Security Assistance Force per assicurare la sicurezza del paese, contribuendo anche alla successiva operazione Sostegno Risoluto proseguita fino al 2021.

## Geografia
| Anno | Denominazione                   | Superficie in km² | Popolazione | Abitanti per km² |
| ---- | ------------------------------- | ----------------- | ----------- | ---------------- |
| 1910 | Impero tedesco                  | 540.858           | 64.925.993  | 120              |
| 1925 | Repubblica di Weimar            | 468.718           | 62.410.619  | 133              |
| 1939 | Terzo Reich                     | 583.370           | 79.375.281  | 136              |
| 2022 | Repubblica Federale di Germania | 357.596           | 84.358.845  | 236              |

### Morfologia

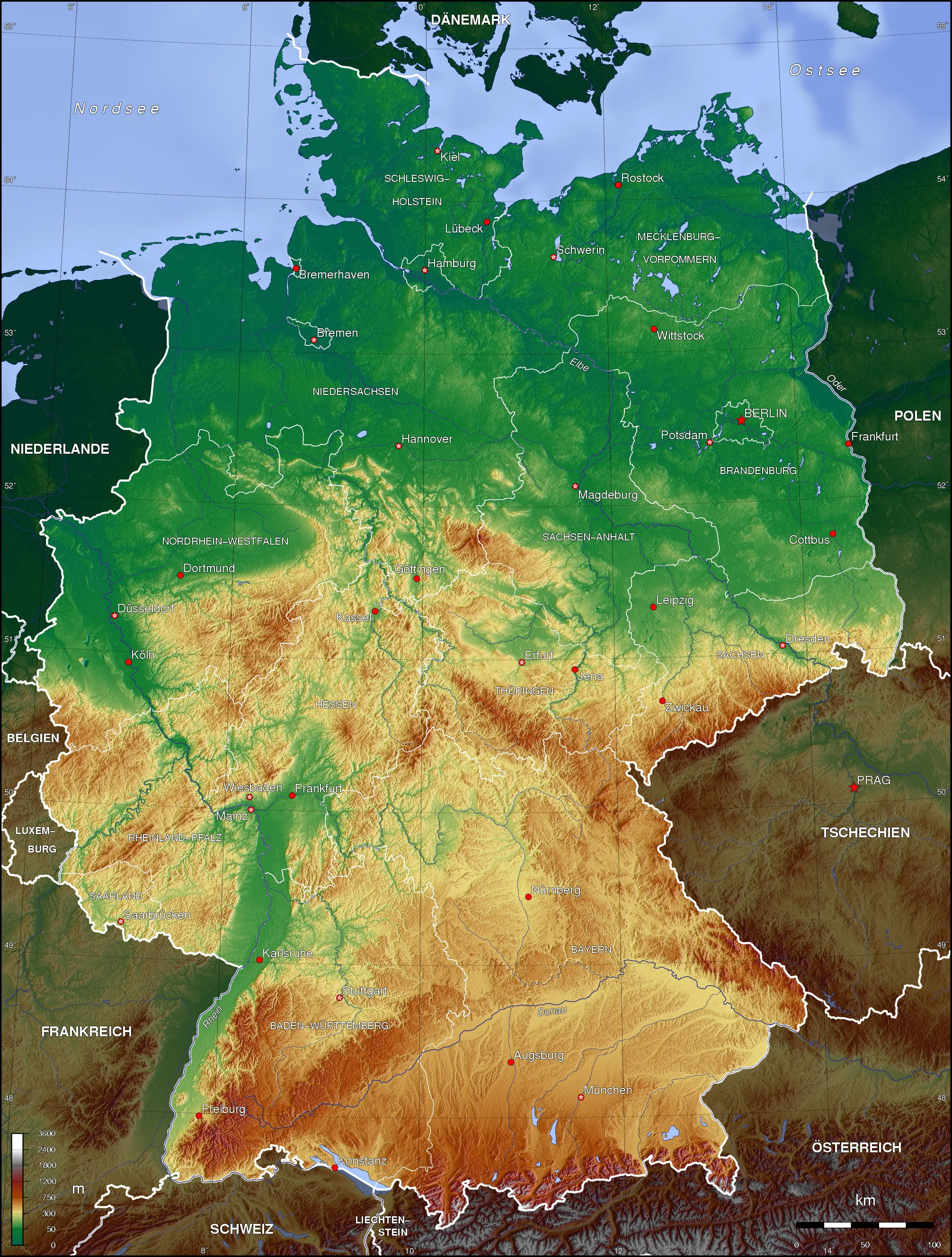
Carta topografica della Germania.

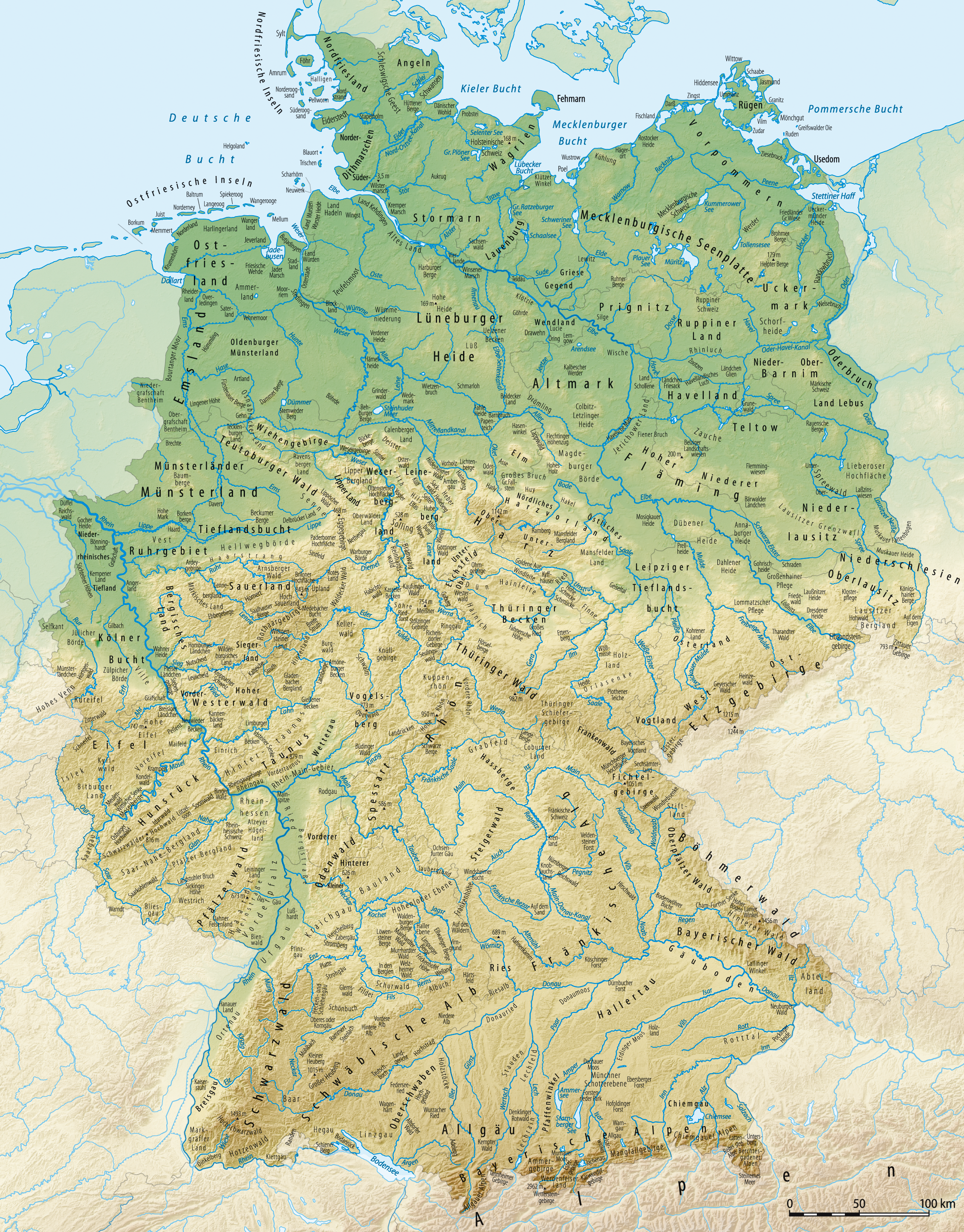
Carta fisica.

Il territorio della Germania copre una superficie di 357,596 km², costituito di 349223 km² di terre e di 7798 km² di superfici d'acqua. È il settimo paese più grande dell'Europa. Di forma simile ad un quadrilatero, si estende dalle alte montagne delle Alpi (punto più alto: lo Zugspitze a 2962 m) a sud, fino alle coste del Mare del Nord e del Mar Baltico a nord, a est è delimitata dalla confluenza dei fiumi Oder e Neisse mentre a ovest la delimitano il bacino e la valle del Reno.
Le coste del mare del Nord sono pianeggianti con dune sabbiose (sandig) e fronteggiate da arcipelaghi come le Frisone Orientali e Frisone Settentrionali mentre le coste del mar Baltico hanno un profilo più irregolare con numerose lagune (dette Bodden) che si insinuano in profondità nell'entroterra. Fronteggiano la costa le due isole di Rügen e Usedom.
Da un punto di vista geografico il territorio tedesco può essere suddiviso in quattro zone ben distinte:
1. il Bassopiano germanico, un'ampia area pianeggiante situata nella parte settentrionale del paese;
2. i rilievi ercinici del Mittelgebirge, una zona di rilievi situata tra le pianure settentrionali e le Alpi comprendente diverse formazioni montuose tra cui le più note sono il Massiccio scistoso renano, la Selva di Turingia, la Foresta di Teutoburgo, la Selva Nera, i Monti Metalliferi, la Selva Boema e la Selva Bavarese;
3. l'altopiano Svevo-Bavarese situato ai piedi delle Alpi con un'altezza media di circa 500 m s.l.m. e con numerosi laghi morenici, è attraversato da diversi affluenti del Danubio;
4. a meridione si trova la zona delle Alpi tedesche che delimitano il confine con l'Austria: caratterizzate dalla presenza di numerosi laghi alpini, il loro punto più elevato è la vetta dello Zugspitze (2962 m s.l.m.).

### Idrografia
I fiumi principali nel territorio tedesco sono il Danubio, l'Elba, il Reno, il Meno, l'Oder, il Weser e l'Ems. La Germania è ricca di canali artificiali che permettono il trasporto delle merci attraverso tutto il paese. In particolare il Canale Reno-Meno-Danubio (Rhein-Main-Donau-Kanal), inaugurato nel 1992, superando lo spartiacque tra il bacino idrografico renano e il bacino idrografico danubiano, mette in collegamento il Mare del Nord con il Mar Nero.

### Clima
Quasi tutto il territorio della Germania subisce l'influsso dei venti atlantici provenienti da ovest; ciò fa sì che il clima sia più umido mano a mano che ci si spinge da sud verso nord. Le zone dal clima più umido sono le pianure a ridosso dei Paesi Bassi e le regioni affacciate sul Mare del Nord, tra cui la penisola dello Jutland, che hanno un clima oceanico. Nel nord-ovest e nel nord, quindi, le precipitazioni si susseguono durante tutto l'arco dell'anno con un massimo durante l'estate. Gli inverni sono caratterizzati da venti freddo-umidi occidentali, la neve cade frequentemente ma gli accumuli sono per lo più irrisori, le gelate sono frequenti e le estati tendono ad essere fresche, ventilate, spesso temporalesche. Verso oriente il clima è più continentale; gli inverni sono spesso lunghi e molto rigidi e le estati generalmente piuttosto calde. La Germania centrale è una regione di transizione tra clima oceanico e continentale. Il clima della Germania meridionale è il più continentale di tutta la nazione con forti escursioni termiche annue; gli inverni sono generalmente rigidi e nevosi, con lunghi periodi di gelo; il caldo estivo è spesso rotto da intensi temporali che si formano generalmente sulle Alpi per poi discendere verso le pianure.

## Società

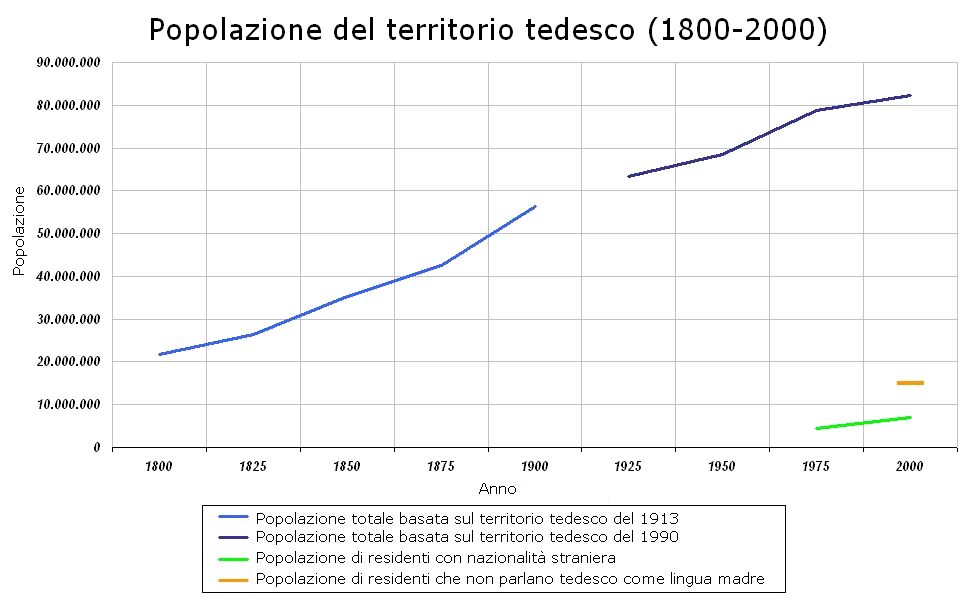
Popolazione dal 1800 al 2000, con numero di cittadini stranieri.

All'inizio dell'epoca storica le popolazioni insediate sul territorio della Germania attuale erano di tre stirpi: i Celti, insediati nella parte più occidentale del Paese e nel sud; le popolazioni germaniche, originarie della Scandinavia, che si erano espanse verso sud e giungendo nel tempo fino ai confini dell'Impero romano; gli Slavi, in lenta espansione dall'area baltica verso occidente.
Con l'espansione verso nord dell'Impero romano la parte renana e meridionale dell'attuale Germania furono incluse in esso: le città più antiche della Germania sono proprio di origine romana. A partire dal V secolo iniziarono le invasioni germaniche nei territori dell'Impero romano: Franchi e Alemanni si insediarono nella regione del Reno. Nel nord dell'attuale Germania la compagine sassone iniziò a espandersi in Britannia.
Nell'alto Medioevo iniziò l'espansione dei popoli tedeschi verso est (la Ostsiedlung): i territori baltici e slavi furono progressivamente invasi, conquistati e convertiti al Cristianesimo. Le popolazioni baltiche e slave, i Balti Prussiani e gli Slavi Venedi, furono in gran parte germanizzate e assorbite dai Sassoni, con l'eccezione di gruppi di Sorbi che ancora oggi mantengono distinzione culturale. In alcune aree (Pomerania, Slesia) l'invasione fu pacifica e incentivata dai principi slavi. In alcuni territori slavi, come ad esempio in Polonia, rimasero popolazioni tedesche con privilegi particolari fino a prima della seconda guerra mondiale. Coloni tedeschi si trasferirono anche in Slovacchia e Transilvania. Il movimento di espansione subì un arresto con la guerra dei trent'anni e successivamente si assistette ad un processo di riflusso dei tedeschi dalle sedi occupate precedentemente da parte delle popolazioni slave. Gran parte dei tedeschi della Germania orientale discende dai Balto-Slavi germanizzati, come dimostra la forte presenza dell'aplogruppo R1a nella genetica della popolazione della regione.
Nel XIX secolo le migliorate condizioni economiche favorirono un progressivo aumento della popolazione, dal 1871 al 1939 si passò da 41 a 69 milioni di abitanti. In particolare l'incremento interessò la valle del Reno, l'area del medio corso dell'Elba, le grandi aree rurali non videro invece sostanziali cambiamenti della popolazione. Si affermò anche il movimento per i diritti alle donne con personalità di spicco come Clara Zetkin, Emma Ihrer e l'importante teologo Zaccaria Ursino. Dopo la seconda guerra mondiale vi fu una ripresa demografica in parte provocata dal grande numero di profughi proveniente dall'est.

### Evoluzione demografica

Andamento della popolazione della Germania dal 1950 al 2021

Con circa 83 milioni di abitanti, la Germania è il Paese più popoloso dell'Unione europea ed il secondo Paese più popoloso dell'Europa dopo la Russia, nonché il 19° più popoloso della Terra. Tuttavia, il suo tasso di fecondità di 1,41 figli per donna (2011) è uno dei più bassi del mondo, anche se in crescita negli ultimi anni (da 1,36 a 1,41 tra il 2011 ed il 2013). Sin dagli anni 1970, il tasso di mortalità in Germania supera il tasso di natalità. Tra il 1989 e il 2009, circa 2.000 scuole vennero chiuse nella ex-Germania est per la scarsità di bambini. La popolazione tedesca è la terza più anziana del mondo con un'età media di 47,4 anni.
Al 2011, il 92,3% della popolazione è di nazionalità tedesca mentre i cittadini stranieri residenti sono 6 milioni (7,7% della popolazione). Per quanto riguarda la matrice etnica, al 2010 il 20% della popolazione (16 milioni di persone) è di parziale o totale ascendenza straniera (questo dato include i rimpatriati di etnia tedesca [Deutschstämmige] che prima della seconda guerra mondiale abitavano in territori al di fuori dei confini dello Stato tedesco [gli Aussiedler e Spätaussiedler], soprattutto in Europa orientale). Il 96% di questa fetta della popolazione vive negli Stati della ex-Germania Ovest o nella città-stato di Berlino.
Le comunità straniere più numerose al 2010 sono quella turca (3,2 milioni), quella di provenienti da altri paesi dell'Europa occidentale (3 milioni), della ex-Jugoslavia (2,8 milioni), quella polacca (1,6 milioni), quella asiatica (1,6 milioni) e quella russa (1,3 milioni); seguono altre comunità straniere, come quella italiana, che provengono soprattutto dall'Italia meridionale.
Lo United Nations Population Fund rileva come la Germania ospiti il terzo più alto numero di migranti internazionali fra tutti i Paesi del mondo, circa il 5% (10 milioni di abitanti) dei 191 milioni di migranti, che corrisponde a circa il 12% della popolazione della Germania.
Come conseguenza alle restrizioni poste in Germania alle disposizioni in materia di asilo e immigrazione, il numero di immigrati è in calo costante dal 2000. La maggior parte degli immigrati non-tedeschi risiede nelle grandi metropoli, mentre nelle aree rurali, nelle piccole città, e negli Stati della ex-Germania Est l'immigrazione è un fenomeno pressoché inesistente.

### Città principali

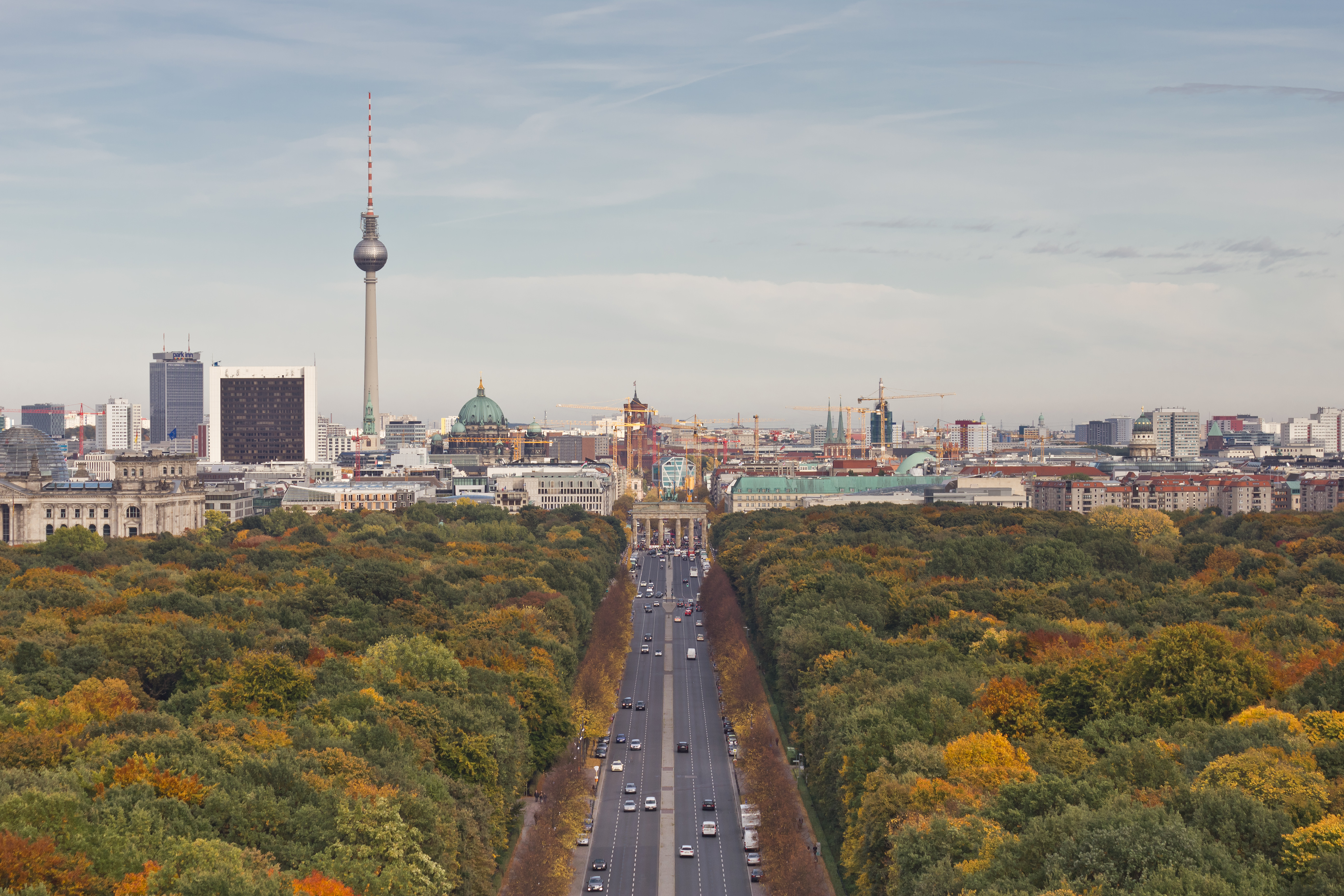
Berlino

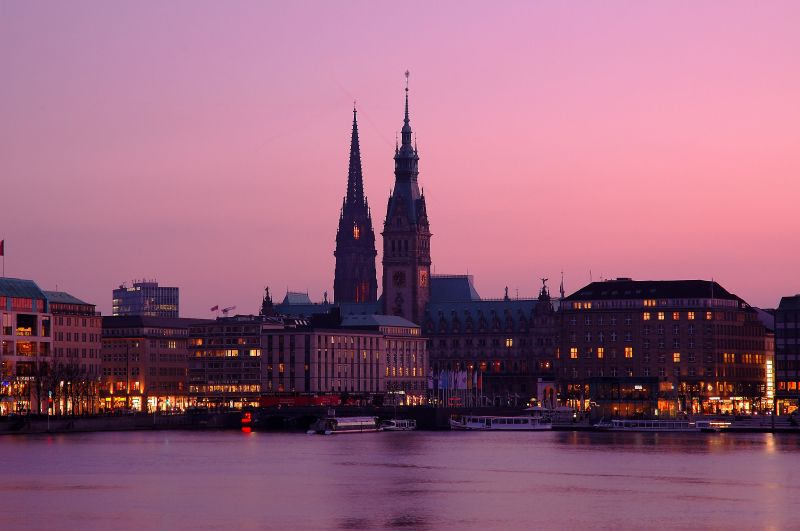
Amburgo

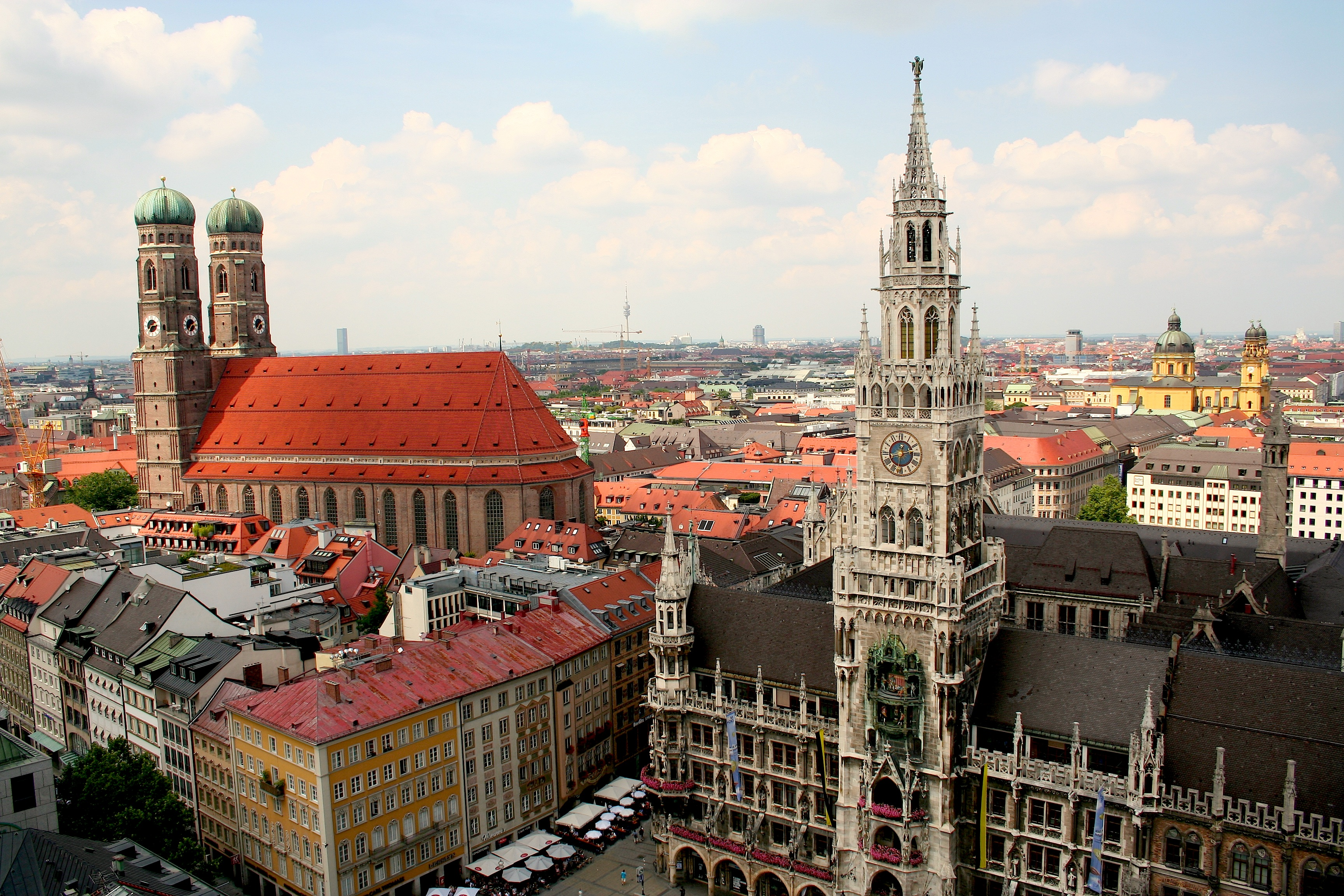
Monaco

La Germania possiede un gran numero di grandi città; Berlino e Amburgo sono le più popolose. Il maggior agglomerato urbano è la zona della Reno-Ruhr, che comprende le città di Düsseldorf (la capitale della Renania Settentrionale-Vestfalia), Colonia, Essen, Dortmund, Duisburg, e Bochum.
| 1  | Berlino              | Berlino                          | 3 644 826 | 11 | Brema      | Brema                            | 554 649 |
| 2  | Amburgo              | Amburgo                          | 1 841 179 | 12 | Dresda     | Sassonia                         | 569 352 |
| 3  | Monaco di Baviera    | Baviera                          | 1 471 508 | 13 | Hannover   | Bassa Sassonia                   | 538 068 |
| 4  | Colonia              | Renania Settentrionale-Vestfalia | 1 085 664 | 14 | Norimberga | Baviera                          | 518 365 |
| 5  | Francoforte sul Meno | Assia                            | 753 056   | 15 | Duisburg   | Renania Settentrionale-Vestfalia | 498 590 |
| 6  | Stoccarda            | Baden-Württemberg                | 634 830   | 16 | Bochum     | Renania Settentrionale-Vestfalia | 364 628 |
| 7  | Düsseldorf           | Renania Settentrionale-Vestfalia | 619 294   | 17 | Wuppertal  | Renania Settentrionale-Vestfalia | 354 382 |
| 8  | Lipsia               | Sassonia                         | 587 857   | 18 | Bielefeld  | Renania Settentrionale-Vestfalia | 333 786 |
| 9  | Dortmund             | Renania Settentrionale-Vestfalia | 587 010   | 19 | Bonn       | Renania Settentrionale-Vestfalia | 327 258 |
| 10 | Essen                | Renania Settentrionale-Vestfalia | 583 109   | 20 | Münster    | Renania Settentrionale-Vestfalia | 314 319 |

### Religione

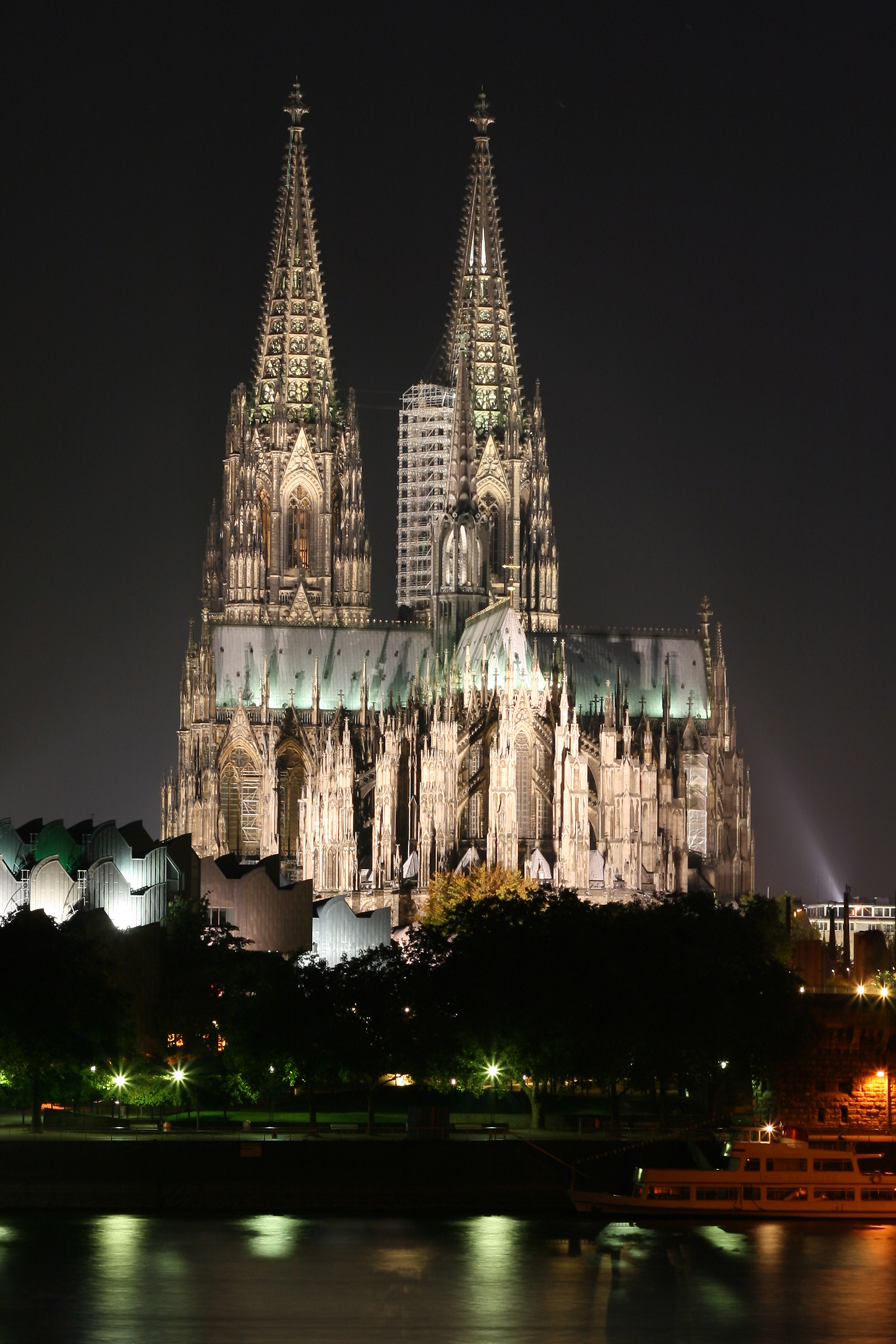
Il Duomo di Colonia, patrimonio dell'umanità tutelato dall'UNESCO.

Il cristianesimo è la principale fede religiosa dei tedeschi, con circa 45,8 milioni di credenti (55,1%), al 2019 divisi in parti quasi uguali tra protestanti (24,9% della popolazione) – con una predominanza storica nelle terre sassoni (tutto il nord) e una forte presenza in Franconia-Renania – e cattolici (27,2% della popolazione), concentrati nel sud e nell'ovest, vale a dire la Baviera e le aree alemanniche e francone-renane. La Germania settentrionale (Sassonia), storicamente epicentro del Luteranesimo, la prima religione protestante, è oggi la zona più scristianizzata della Germania, anche per effetto del periodo sovietico: in Sassonia-Anhalt terra nativa di Martin Lutero, l'80,4% della popolazione non è religiosa, mentre i protestanti sono il 14,1%.

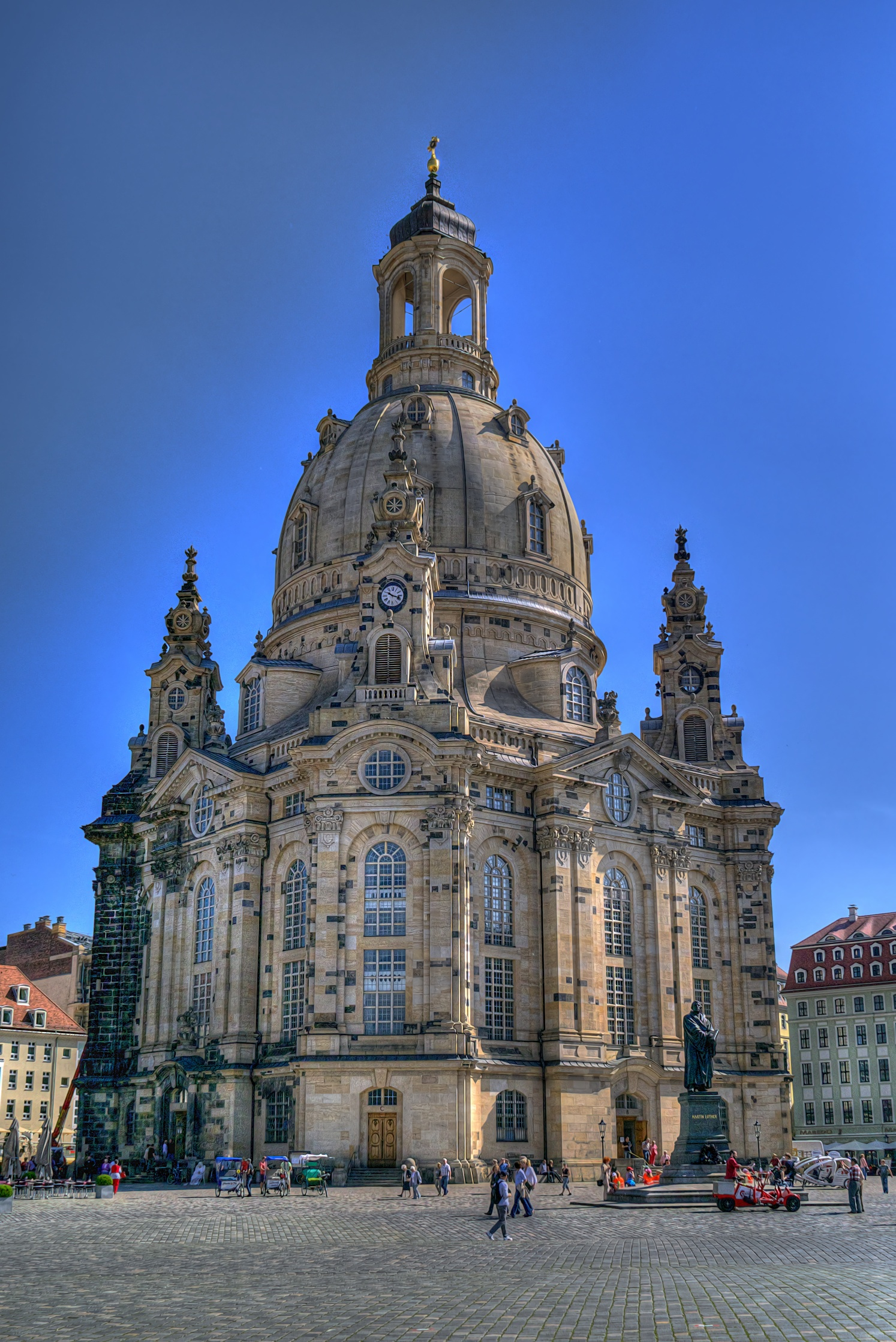
La Frauenkirche (Dresda).

Circa l'1,9% della popolazione è cristiana ortodossa, con serbi e greci i più numerosi.
In Germania, più di 4,3 milioni di abitanti sono musulmani (5,2%), rendendo l'Islam la seconda religione del Paese, di cui in maggioranza (74%) di fede sunnita, ma è presente una piccola comunità sciita. Nel territorio tedesco si trovano circa 2.500 moschee e oltre 300 000 associazioni islamiche.
La terza religione più diffusa è il buddismo, con circa 250 000 aderenti (0,31%), di cui circa la metà di origine asiatica. In Germania si contano circa 620 organizzazioni buddiste.
La Germania ha, nell'Europa occidentale, la terza più grande popolazione ebraica, preceduta da Francia e Regno Unito: nel 2007, in seguito all'emigrazione di ebrei dalle ex-repubbliche sovietiche, si contavano circa 200 000 ebrei, rispetto ai 30 000 prima della riunificazione. Città con rilevanti minoranze ebraiche sono Berlino, Francoforte e Monaco di Baviera. Altre minoranze religiose includono circa 100 000 induisti (0,1%) prevalentemente tamil.
Circa 32,3 milioni di tedeschi (38,8%) si dichiarano non credenti. Secondo il sondaggio stilato dall'Eurobarometro del 2005, il 47% dei cittadini tedeschi concordava con l'affermazione "Credo che vi è un Dio", mentre il 25% concordava con "Credo che vi sia una sorta di spirito o forza vitale" e il 25% ha dichiarato: "Non credo vi sia alcun tipo di spirito, dio, o forza vitale".

### Lingue
Il tedesco è la lingua ufficiale, la più parlata in Germania.
È una delle 24 lingue ufficiali dell'Unione europea e una delle tre lingue di lavoro della Commissione europea, insieme con l'inglese ed il francese. Minoranze linguistiche riconosciute in Germania sono danese, sorabo, rom e frisone, ufficialmente protetti dalla Carta europea per le lingue regionali e minoritarie. La maggior parte degli immigrati utilizzano lingue quali turco, polacco, lingue dei Balcani e della Russia.
Il tedesco è una lingua germanica occidentale, strettamente legato a inglese, olandese e frisone. La maggior parte del vocabolario tedesco deriva dal ramo germanico del ramo della famiglia linguistica indo-europea.
Alcune parole derivano dal latino, dal greco, in misura minore dal francese, e recentemente dall'inglese (noto come Denglisch). Il tedesco è scritto usando l'alfabeto latino. In aggiunta alle 26 lettere standard, il tedesco ha tre vocali con l'umlaut, vale a dire ä, ö e ü, così come l'eszett o scharfes S (S forte), che è scritta "ß" o, in alternativa, "ss".

Conoscenza del tedesco nei Paesi dell'Unione europea.

I dialetti della lingua tedesca sono varianti del continuum linguistico germanico distinte dal tedesco standard. Molti di essi non sono facilmente comprensibili a chi conosce solo il tedesco standard, dal momento che spesso differiscono nel lessico, sintassi e fonologia. I gruppi principali sono il tedesco superiore, il tedesco centrale occidentale, il tedesco centrale orientale e la lingua basso-tedesca.
In tutto il mondo, il tedesco è parlato da circa 100 milioni di persone come madre lingua e da circa 80 milioni non-madrelingua.
Il tedesco è la lingua principale per circa 90 milioni di persone (18%) nell'Unione europea. Il 67% dei cittadini tedeschi affermano di essere in grado di comunicare in almeno una lingua straniera, il 27% in almeno due lingue diverse dalla propria.
Una minoranza di danesi di circa 50 000 persone vive nello Schleswig, la maggior parte vicino al confine con la Danimarca, a nord; un piccolo numero di genti slave, note come Sorbi, vive negli Stati della Sassonia (circa 40 000) e del Brandeburgo (circa 20 000). La lingua frisona, considerata quella tra le lingue vive più vicina all'inglese, è lingua madre per circa 22 000 persone in Germania, le altre vivono nei Paesi Bassi. Nelle aree rurali della Germania settentrionale viene ampiamente usato il Basso Sassone. Esiste anche una minoranza francofona che ha anche una propria rivista in francese.
L'immigrazione ha creato una considerevole minoranza turca (più di due milioni tra Curdi e Turchi) ed altre comunità più piccole tra cui italiani (600 000), serbi (600 000), greci (400 000), polacchi (300 000), albanesi (300 000) e croati (200 000) (dati del 2002).
Esiste anche un considerevole numero di tedeschi immigrati e/o fuggiti dall'ex-Unione Sovietica (1,7 milioni), dalla Polonia (700 000) e dalla Romania (300 000) (totale del periodo 1980-1999), ai quali venne automaticamente concessa la cittadinanza tedesca, e che, pertanto, non compare nelle statistiche dei residenti stranieri; contrariamente agli stranieri, i suddetti furono insediati dal governo, in modo uniforme, su tutto il territorio tedesco. Molti di loro parlano la lingua della loro ex-nazione di appartenenza.

## Costituzione e ordinamento dello Stato
La Costituzione tedesca (Grundgesetz) risale all'8 maggio 1949 ed è caratterizzata dal principio di democrazia e dal federalismo. Essa prevede un sistema bicamerale caratterizzato dal federalismo e dall'assenza di elementi di democrazia diretta a livello nazionale. La carica rappresentativa è affidata al presidente federale.
I principali organi sono i seguenti:
- Potere legislativo: Bundesrat,[61] camera dei Länder e Bundestag, rappresentanza popolare[62].
- Potere esecutivo: Governo federale,[63] presieduto dal cancelliere federale.
- Potere giudiziario: organi supremi sono la Corte di giustizia federale[64] e la Corte costituzionale federale.

### Suddivisioni amministrative

Mappa dei Lander tedeschi

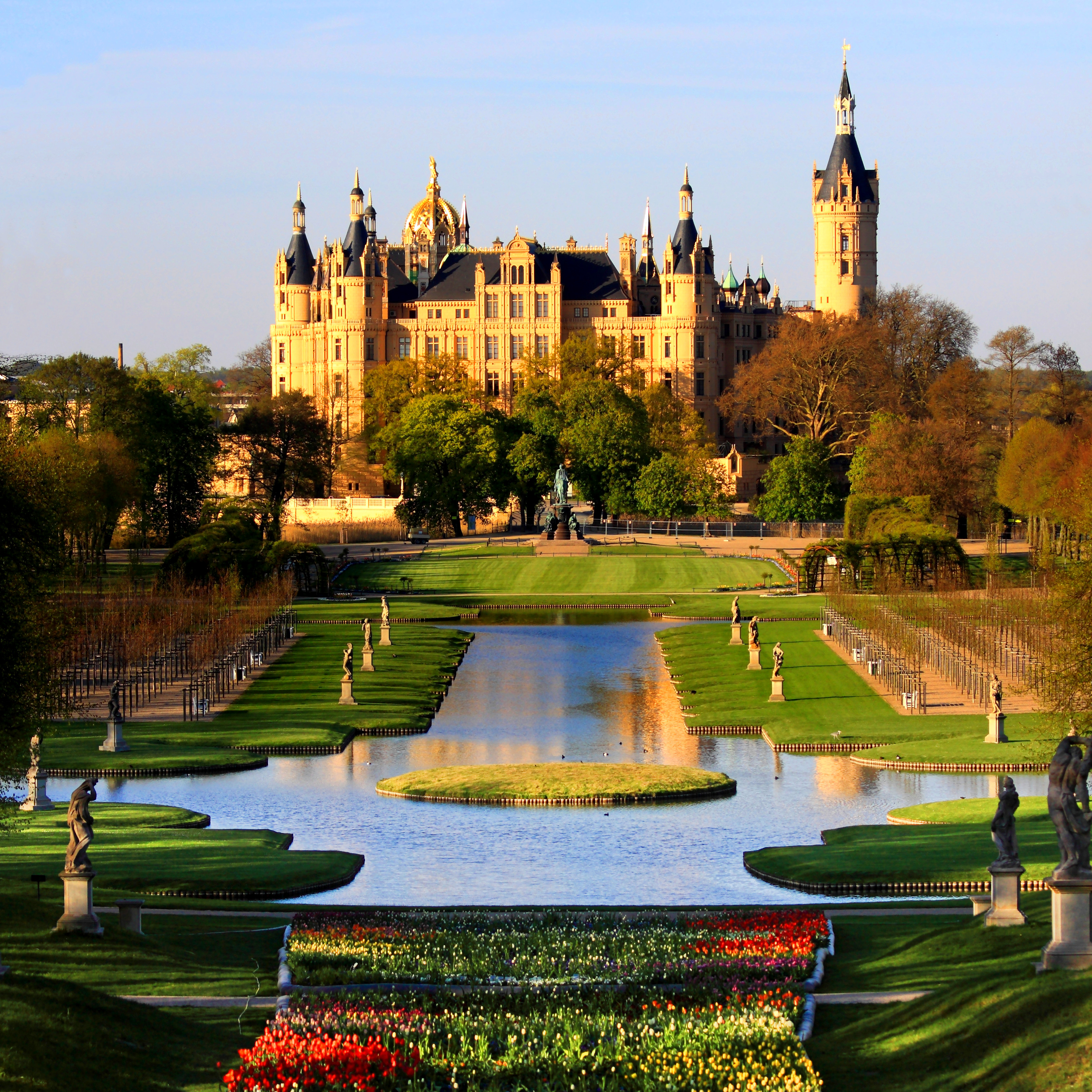
Castello di Schwerin, parlamento del Meclemburgo-Pomerania Anteriore.

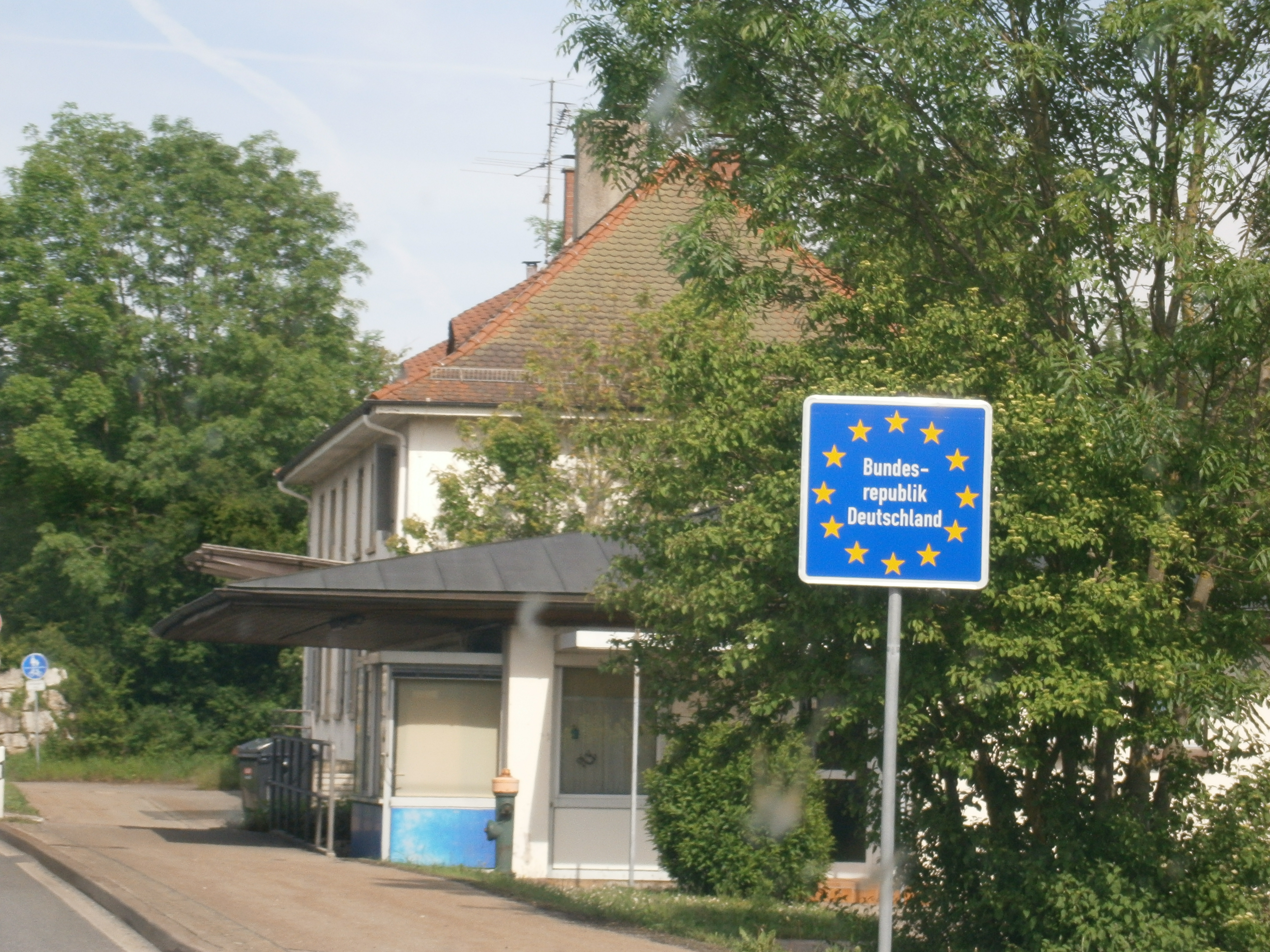
Un cartello al confine con la Svizzera.

La Germania è divisa in sedici stati federati (in tedesco Länder, sing. Land):
| N.   | Stato/Regione                    | Capoluogo   | Superficie (km²) | Abitanti (in migliaia) |
| ---- | -------------------------------- | ----------- | ---------------- | ---------------------- |
| 1    | Baden-Württemberg                | Stoccarda   | 35 752           | 10 736                 |
| 2    | Baviera                          | Monaco      | 70 552           | 12 469                 |
| 3    | Berlino*                         | Berlino*    | 892              | 3 395                  |
| 4    | Brandeburgo                      | Potsdam     | 29 479           | 2 559                  |
| 5    | Brema*                           | Brema*      | 404              | 663                    |
| 6    | Amburgo*                         | Amburgo*    | 755              | 1 744                  |
| 7    | Assia                            | Wiesbaden   | 21 115           | 6 092                  |
| 8    | Meclemburgo-Pomerania Anteriore  | Schwerin    | 23 180           | 1 707                  |
| 9    | Bassa Sassonia                   | Hannover    | 47 624           | 7 994                  |
| 10   | Renania Settentrionale-Vestfalia | Düsseldorf  | 34 085           | 18 058                 |
| 11   | Renania-Palatinato               | Magonza     | 19 853           | 4 059                  |
| 12   | Saarland                         | Saarbrücken | 2 569            | 1 050                  |
| 13   | Sassonia                         | Dresda      | 18 416           | 4 274                  |
| 14   | Sassonia-Anhalt                  | Magdeburgo  | 20 446           | 2 470                  |
| 15   | Schleswig-Holstein               | Kiel        | 15 799           | 2 833                  |
| 16   | Turingia                         | Erfurt      | 16 172           | 2 335                  |
| Tot. | Germania                         | Berlino     | 357 578          | 82 438                 |

Alcuni dei Länder sono suddivisi in distretti governativi.
I Länder sono amministrativamente suddivisi in Kreise (circondari), nel numero complessivo di 438.
A causa delle difficoltà economiche dei Länder orientali è attualmente in avanzata discussione la riunione di alcuni di essi in entità più grandi. Si prevede l'unificazione di Berlino con il Brandeburgo e quella di Amburgo con il Meclemburgo-Pomerania Occidentale e lo Schleswig-Holstein.
La Repubblica Federale di Germania non ha alcuna rivendicazione territoriale nei confronti degli Stati confinanti, memore degli esiti catastrofici, per l'Europa e per la Germania stessa, della politica imperialistica perseguita tra la seconda metà del XIX secolo e la prima metà del XX secolo.
L'unica exclave della Germania è la località di Büsingen am Hochrhein situata sull'Alto Reno e che appartiene al circondario di Costanza nel Baden-Württemberg. La superficie è di 7,62 km², è inserita all'interno del territorio svizzero, confinando con i cantoni svizzeri di Sciaffusa, Turgovia e Zurigo. Per la peculiare posizione della località, esistono particolari decisioni amministrative concordate tra la Germania e la Svizzera, i servizi postale e telefonico sono duplicati, ed è possibile richiedere l'intervento di ambedue i servizi di Polizia e di soccorso civile tedesco oppure svizzero; per puri motivi di vicinanza il servizio svizzero è spesso preferito (il territorio è completamente circondato dalla Svizzera), appartiene comunque, concordatamente, al regime doganale svizzero.
Esiste inoltre una cosiddetta enclave "funzionale", il Kleinwalsertal (piccola valle dei walser), una vallata appartenente all'Austria ma raggiungibile, sia per via stradale che per vie d'acqua, solo attraversando il territorio tedesco. Anche per tale territorio sono in funzione particolari condizioni concordate tra Austria e Germania: esistono doppi sistemi postali, ed è costituita come zona extradoganale appartenente al regime doganale tedesco; in epoca precedente l'adozione dell'Euro vi era in vigore come moneta il Marco tedesco.

### Istituzioni, enti e associazioni
Il Parlamento (Bundestag in lingua tedesca) è composto da un numero variabile di deputati (circa 700), eletti con un sistema misto: per metà in collegi uninominali con il sistema maggioritario plurality e per l'altra metà con il sistema proporzionale del quoziente.
Il periodo di legislatura del Bundestag dura quattro anni. Il Bundestag tedesco tiene le sue sedute dal 1999 nel Palazzo del Reichstag. I deputati portano il titolo di membri del Bundestag (MdB).
Il presidente del Bundestag viene eletto di regola nella seduta costituente del parlamento, è espressione del gruppo parlamentare più numeroso. Il presidente del Bundestag attuale è Bärbel Bas (SPD).
Il sistema legislativo tedesco prevede la presenza, oltre al Bundestag, anche del Bundesrat, il Consiglio federale.

### Sistema scolastico e Università
Nel 1386 venne fondata da Roberto I del Palatinato la più antica università tedesca: l'Università di Heidelberg: si tratta di un'università pubblica che si trova a Heidelberg, nel Baden-Wurttemberg. Venne istituita e prese il nome dal Conte palatino del Reno Roberto I del Palatinato. È la quarta Università fondata nel Sacro Romano Impero.

### Forze armate

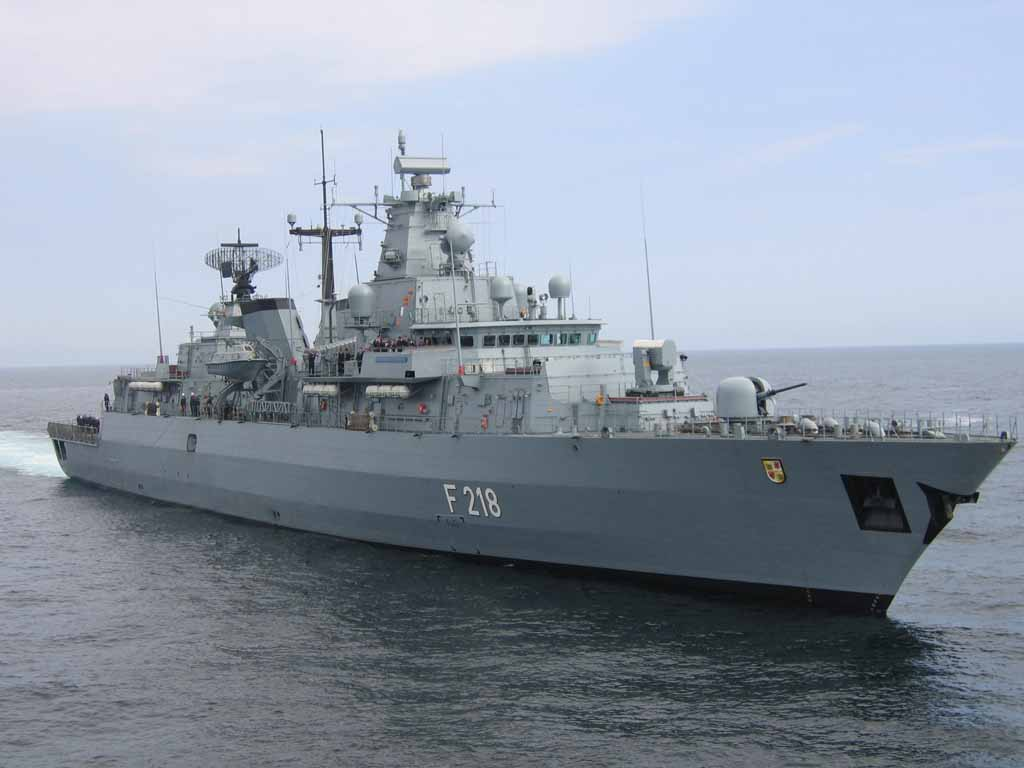
La Mecklenburg-Vorpommern.

Nel 1949, al momento della sua istituzione, la Repubblica Federale di Germania non aveva proprie forze armate; queste vennero istituite solo a partire dal 1955 quando, in seguito alla guerra di Corea e alla crescente influenza dell'Unione Sovietica nel blocco orientale, il paese entrò a far parte della NATO. Dopo il 1991 parte delle forze armate della DDR (costituenti la Nationale Volksarmee) sono state integrate nella Bundeswehr.
La Bundeswehr (che tradotto letteralmente significa "difesa federale") è costituita dalle forze armate e dall'apparato logistico-amministrativo. Le forze armate sono divise in Esercito (Deutsches Heer), Aeronautica militare (Luftwaffe) e Marina militare (Deutsche Marine); si occupano invece delle attività logistiche e di servizi la Streitkräftebasis e il servizio sanitario centrale (Zentraler Sanitätsdienst).
In tempo di pace, la Bundeswehr è comandata dal Ministro della Difesa con la consulenza tecnica dell'Ispettore generale della Bundeswehr che è l'ufficiale superiore più alto in grado delle forze armate. In caso di guerra, che secondo la Costituzione è consentita solo per scopi difensivi, il Cancelliere diviene comandante in capo della Bundeswehr.

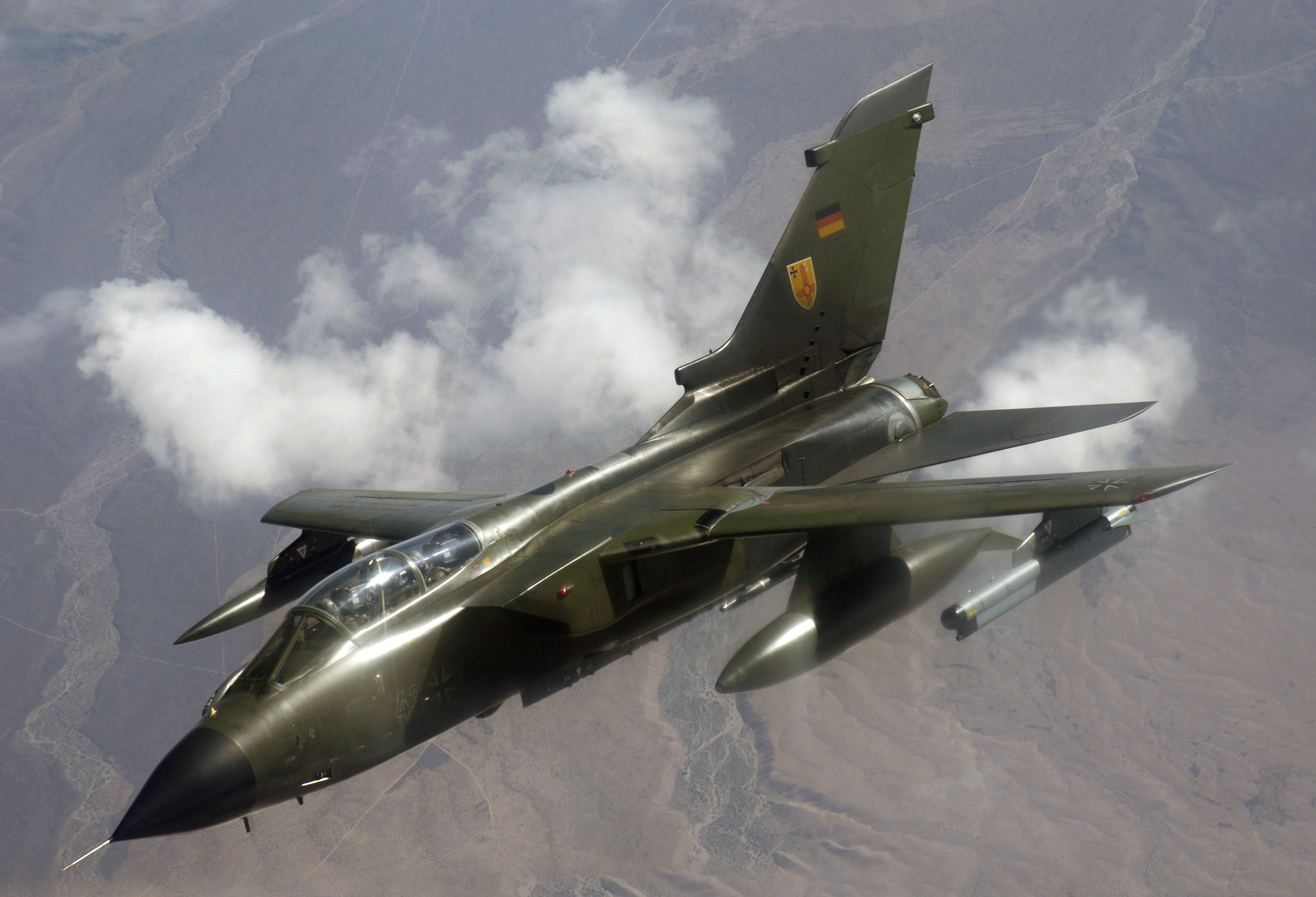
Un Tornado della Luftwaffe in volo.

La Germania aderisce al programma di "condivisione nucleare" della NATO, e ospita quindi nelle sue basi armi nucleari statunitensi ricevendo addestramento al loro impiego.
Nel marzo 2024 la Bundeswehr contava circa 170.000 Militari di professione e circa 10.000 volontari, così suddivisi: Esercito, 61.165; Marina Militare, 15.318; Aeronautica Militare, 26.931; Base di forza, 22.313; Servizio Medico Centrale, 20.153; Spazio cibernetico e informativo, 13.747. Le donne hanno accesso alla carriera militare e costituiscono circa il 13% dell’attuale forza lavoro, pari a 24.290 soldati. Circa 2.200 soldati tedeschi sono impegnati in varie missioni all'estero, di cui 1.000 con l'eFP Battlegroup in Lituania. Nel 2024, la Germania ha comunicato alla NATO 90,6 miliardi di euro di spese per la difesa. Ciò corrisponde al 2,12% del PIL. Ciò pone la Germania a metà campo tra i membri della NATO.
Il servizio militare è stato obbligatorio per gli uomini dal 1956 al 2011 e durava sei mesi. In alternativa era possibile prestare servizio civile in patria (nove mesi) o all'estero (durata minima 11 mesi) oppure intraprendere una collaborazione di almeno 6 anni con la Protezione civile o i vigili del fuoco. Dal 1º luglio 2011 quest'obbligo è stato sospeso, sebbene sia costituzionalmente ancora riattivabile in futuro.

### Forze di polizia
In Germania la responsabilità di far rispettare la legge è unicamente dei vari Länder e non del governo centrale. Non esiste quindi un corpo di polizia paragonabile alla Polizia di Stato o ai Carabinieri o alla Police Nationale. Fra i pochi corpi di polizia di competenza esclusivamente federale, ci sono i servizi di polizia federale (Bundespolizei), di controllo dei confini e delle dogane. Le agenzie di polizia di ciascun land si chiamano Landespolizei, ciascuna indipendente dalle altre sebbene abbiano in comune equipaggiamenti e veicoli.

## Politica

### Politica interna

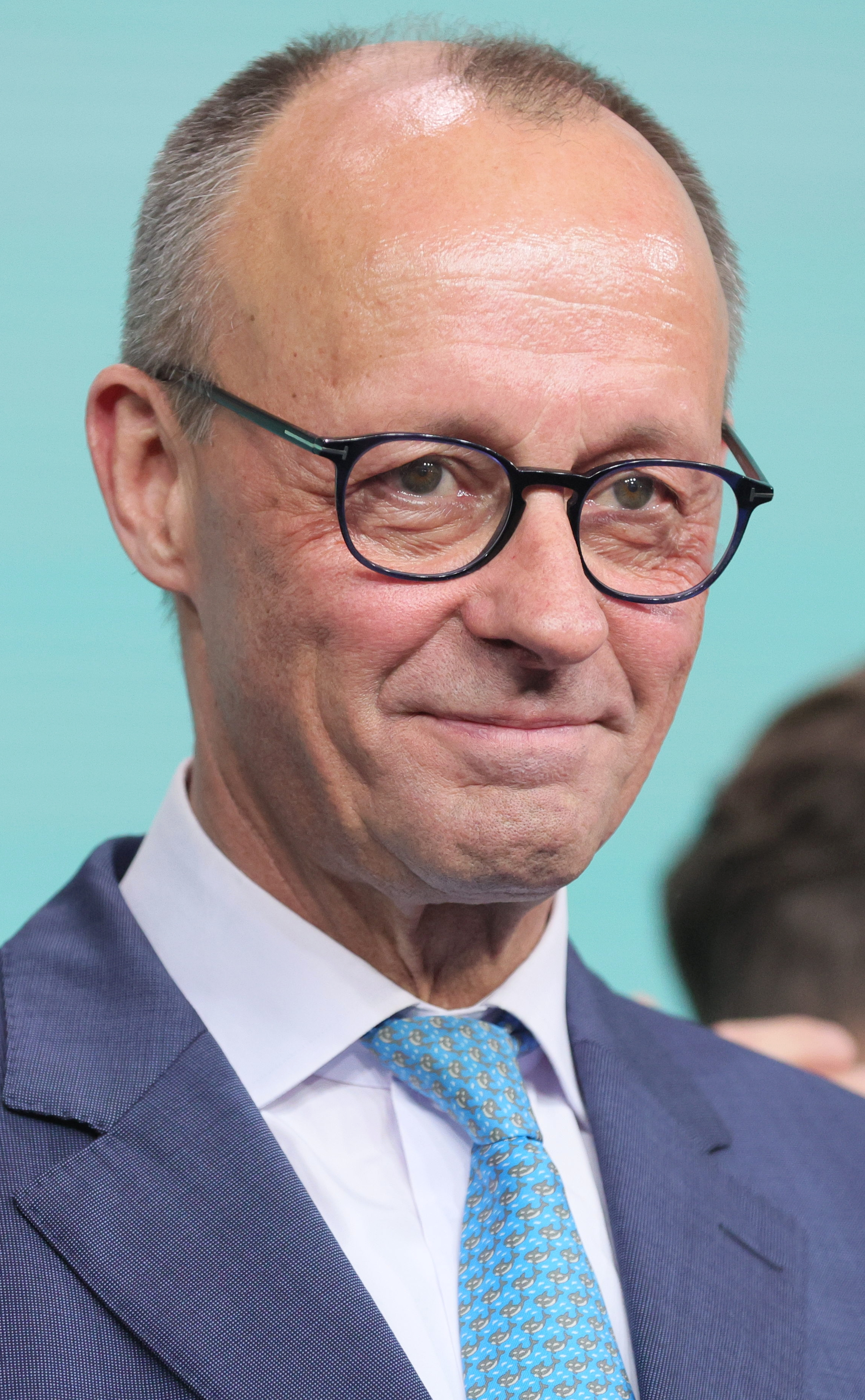
L’attuale Cancelliere Federale di Germania, Friedrich Merz, CDU

Il sistema dei partiti nella Repubblica Federale si è sviluppato in tre fasi successive. Nella prima fase, dal 1949 al 1961, si è assistito ad una contrazione del numero di partiti, dovuta anche all'introduzione della soglia di sbarramento al 5%. Dal 1961 al 1980 si è avuto un sistema di tre partiti stabili e dal 1983 il numero dei partiti è di nuovo in espansione.
Oggi i principali partiti sono:
- Unione Cristiano-Democratica di Germania (Christlich-Demokratische Union Deutschlands - CDU)
- Partito Socialdemocratico di Germania (Sozialdemokratische Partei Deutschlands - SPD)
- Alternativa per la Germania (Alternative für Deutschland - AfD)
- Alleanza 90/I Verdi (Bündnis 90/Die Grünen - B90/G)
- Die Linke, erede del Partito del Socialismo Democratico (PDS) e di dissidenti della sinistra socialdemocratica (WASG)
- Unione Cristiano-Sociale in Baviera (Christlich Soziale Union in Bayern - CSU), partito fratello della CDU, presente solo in Baviera, dove la CDU non esiste
- Partito Liberale Democratico (Freie Demokratische Partei - FDP)

### Politica estera

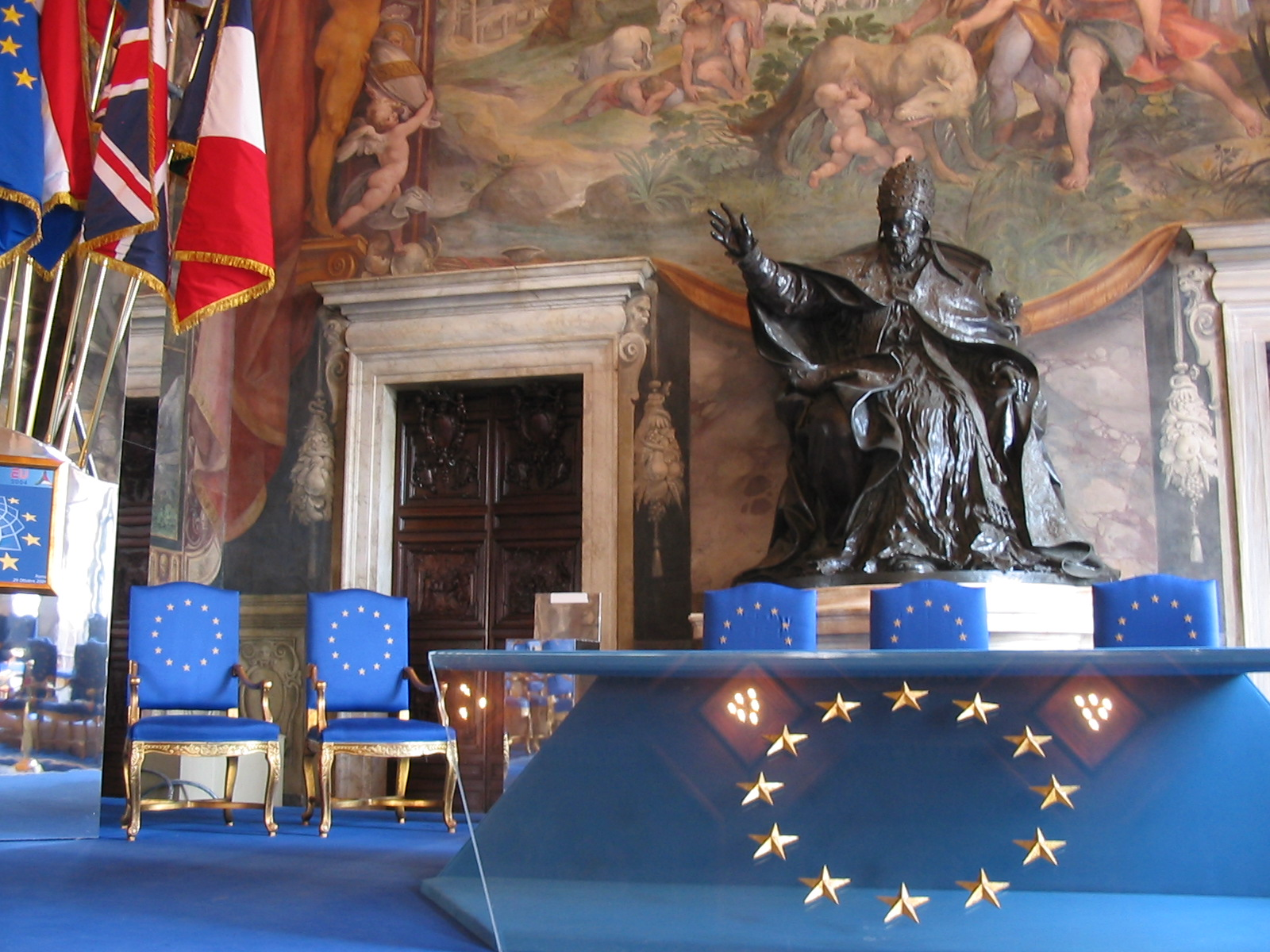
La Germania è uno dei membri fondatori della Comunità europea, ora Unione europea.

Sin dai tempi del primo cancelliere Konrad Adenauer, la politica estera tedesca si è sempre basata su due colonne portanti: l'amicizia transatlantica con gli Stati Uniti, consolidata con l'appartenenza alla NATO dal 1955, e la partnership con la Francia sviluppata nell'ambito dell'Unione europea. A questi due pilastri irrinunciabili si è affiancato, rafforzandosi con il tempo, il dialogo con la Russia.
La Germania ha svolto un ruolo di primo piano nell'integrazione europea sin dal suo inizio, privilegiando soprattutto la riconciliazione con la Francia dopo la fine della seconda guerra mondiale. Questa alleanza, definita anche "asse franco-tedesco" oppure "asse Bonn-Parigi", è stata particolarmente stretta alla fine degli anni ottanta e all'inizio degli anni novanta sotto la guida del cristianodemocratico Helmut Kohl e del socialista francese François Mitterrand. La Germania è in prima linea tra gli Stati europei che cercano di far progredire la creazione di una politica comune più unita ed efficace.
Fin dalla sua istituzione, il 23 maggio 1949, la Repubblica federale di Germania ha mantenuto un profilo basso, in particolare nelle relazioni internazionali, sia a causa della storia recente, che a causa dell'occupazione da parte delle potenze straniere.
Durante la guerra fredda, la Germania divisa dalla cortina di ferro è divenuta un simbolo delle tensioni Est-Ovest e un campo di battaglia politico in Europa. Tuttavia, la politica di Willy Brandt e della Ostpolitik è divenuta un fattore chiave per la distensione durante gli anni settanta. Nel 1999, il governo del cancelliere Gerhard Schröder aprì una nuova fase per la politica estera tedesca, prendendo parte a pieno titolo alle decisioni riguardo all'intervento della NATO contro la ex Jugoslavia e all'invio di truppe tedesche per la prima volta dalla fine della seconda guerra mondiale.
La Germania e gli Stati Uniti sono stretti alleati.
Il Piano Marshall del 1948, con il sostegno degli Stati Uniti (JCS 1067) durante il processo di ricostruzione (Piani industriali per la Germania) dopo la seconda guerra mondiale, come pure politiche volte alla fraternità, al sostegno alimentare, e i forti legami culturali hanno creato un saldo legame tra i due paesi, anche se la politica di Gerhard Schröder di opposizione alla guerra in Iraq ha suggerito la fine dell'atlantismo e un raffreddamento delle relazioni tedesco-americane.
I due Paesi sono anche economicamente interdipendenti: l'8,8% delle esportazioni tedesche sono verso gli USA e il 6,6% delle importazioni tedesche provengono dagli Stati Uniti.
Altro segno dello stretto legame politico è la base americana di Ramstein (Ramstein Air Base, vicino a Kaiserslautern), che rappresenta la più grande comunità militare statunitense al di fuori dell'America.

### L'aiuto allo sviluppo internazionale
La politica per lo sviluppo portata avanti della Repubblica federale di Germania è uno spazio indipendente della politica estera tedesca. È formulata dal ministero federale per la cooperazione economica e lo sviluppo (BMZ). Il governo tedesco ritiene che la politica di sviluppo sia una responsabilità congiunta della comunità internazionale.
Gli aiuti ufficiali allo sviluppo e gli aiuti umanitari tedeschi nel 2007 ammontavano a 8,96 miliardi di euro (12,26 miliardi di dollari americani), con un aumento del 5,9 per cento sul 2006, divenendo il secondo più grande paese donatore dopo gli Stati Uniti.
Germania spende lo 0,37 per cento del proprio prodotto interno lordo (PIL) per favorire lo sviluppo internazionale, comunque al di sotto degli obiettivi del governo di aumentare gli aiuti al 0,51 per cento del PIL entro il 2010. L'obiettivo internazionale dello 0,7% del PIL non viene raggiunto da nessun paese.

## Economia

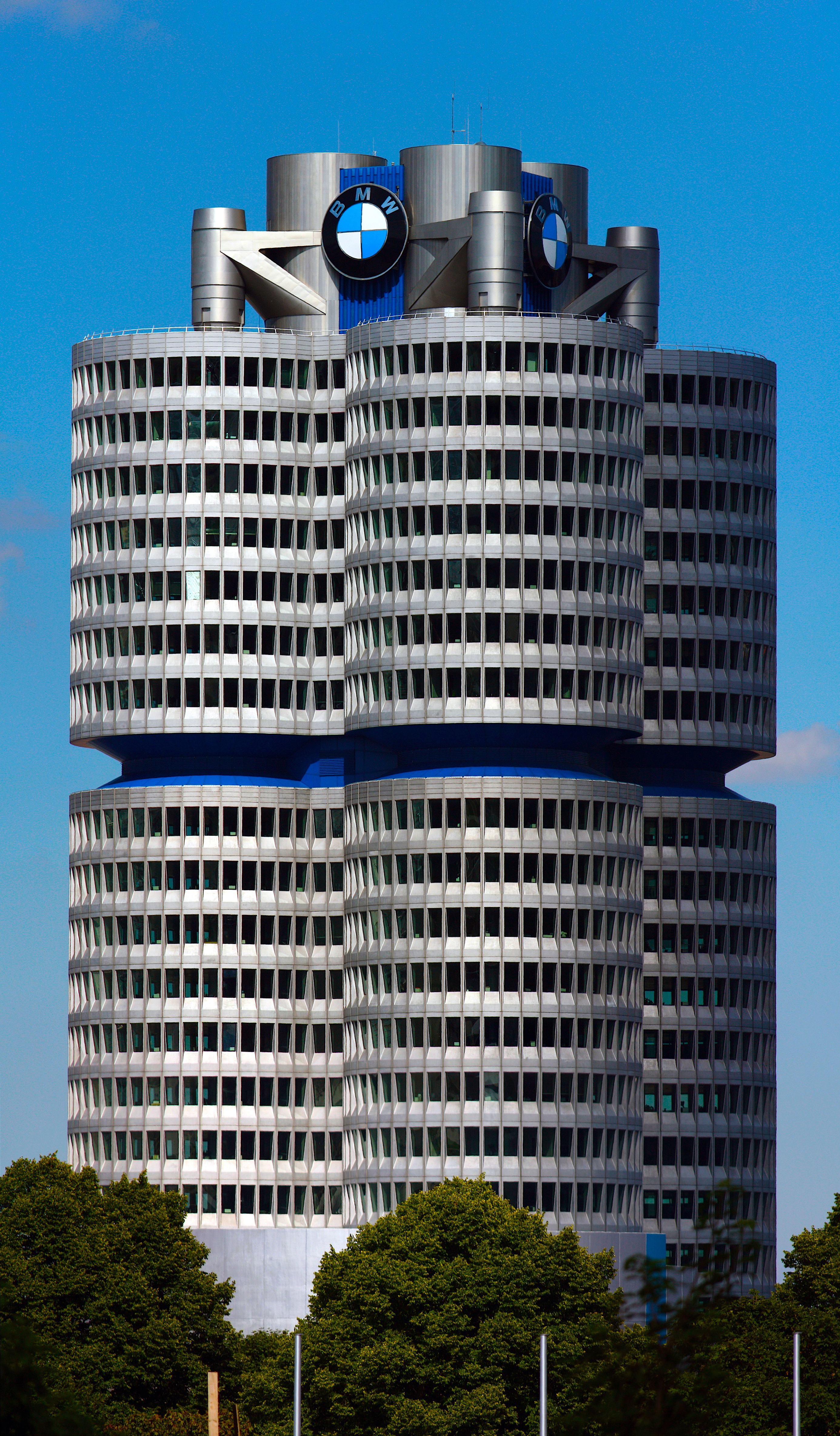
La Torre BMW a Monaco di Baviera, sede centrale dell'azienda automobilistica BMW.

La Germania ha la più grande economia nazionale in Europa, la terza più grande in termini di PIL nominale del mondo, e la quinta in termini di PIL a parità di potere d'acquisto (PPP).
Dopo la crisi economica del 2008, che ha visto una contrazione del Pil tedesco del 5,1%, l'economia ha ricominciato a crescere, facendo registrare un incremento del 4,2% nel 2010 e del 3% nel 2011. Fin dalla rivoluzione industriale il paese è stato motore economico, innovatore e beneficiario della crescente globalizzazione, risollevandosi pienamente dalle due guerre mondiali perse.
La Germania è fra i maggiori paesi in termini di esportazioni con 1.133 miliardi di dollari statunitensi esportati nel 2006, generando un avanzo commerciale di 165 miliardi di euro.
Come nella maggior parte dei Paesi industrializzati, anche in Germania il settore economico prevalente è quello dei servizi (terziario), comprendente turismo, commercio, banche, assicurazioni, media, che contribuisce a circa il 72% del PIL.
Anche l'industria mantiene comunque un peso rilevante, producendo il 27,1% del prodotto interno lordo. Le principali industrie sono quelle automobilistiche, siderurgiche, chimiche, elettroniche e dei macchinari. Inoltre il Paese è anche un buon produttore di carbone e gas naturale. All'interno delle 500 imprese con maggior fatturato a livello globale, 37 sono imprese con sede in Germania. Le dieci più grandi sono Daimler, Volkswagen, Allianz, Siemens, Deutsche Bank, E.ON, Deutsche Post, Deutsche Telekom, Metro AG e BASF.
Tra le imprese con più forza lavoro vi sono Deutsche Post, Robert Bosch GmbH ed Edeka. Marchi noti a livello mondiale sono Mercedes-Benz, SAP AG, BMW, Adidas, Puma, Audi, Porsche, Volkswagen, Infineon, Henkel e Nivea.
Il settore agricolo ha invece un'influenza molto più limitata, tranne che in comparti come la zootecnica e la produzione di patate e cereali, e costituisce solo lo 0,9% del PIL.
La Germania è una forte sostenitrice di una più stretta integrazione economica e politica a livello europeo, e le sue politiche commerciali sono determinate da accordi tra Unione europea e stati membri, e dalla legislazione sul mercato unico. La Germania utilizza la moneta comune europea, l'euro, e la sua politica monetaria è fissata dalla Banca centrale europea con sede a Francoforte. Dopo la riunificazione tedesca nel 1990, lo standard di vita e il reddito annuo continuano a rimanere significativamente più elevati nella ex Germania occidentale.
La modernizzazione e l'integrazione della parte orientale continua ad essere un processo a lungo termine, con trasferimenti annuali da ovest a est, pari a circa 80 miliardi di $. Il tasso di disoccupazione è costantemente diminuito dal 2005 e ha raggiunto il livello più basso degli ultimi 15 anni nel giugno 2008 con il 7,5%.
La percentuale varia dal 6,2% nella ex Germania occidentale al 12,7% nella ex Germania orientale.

### Infrastrutture

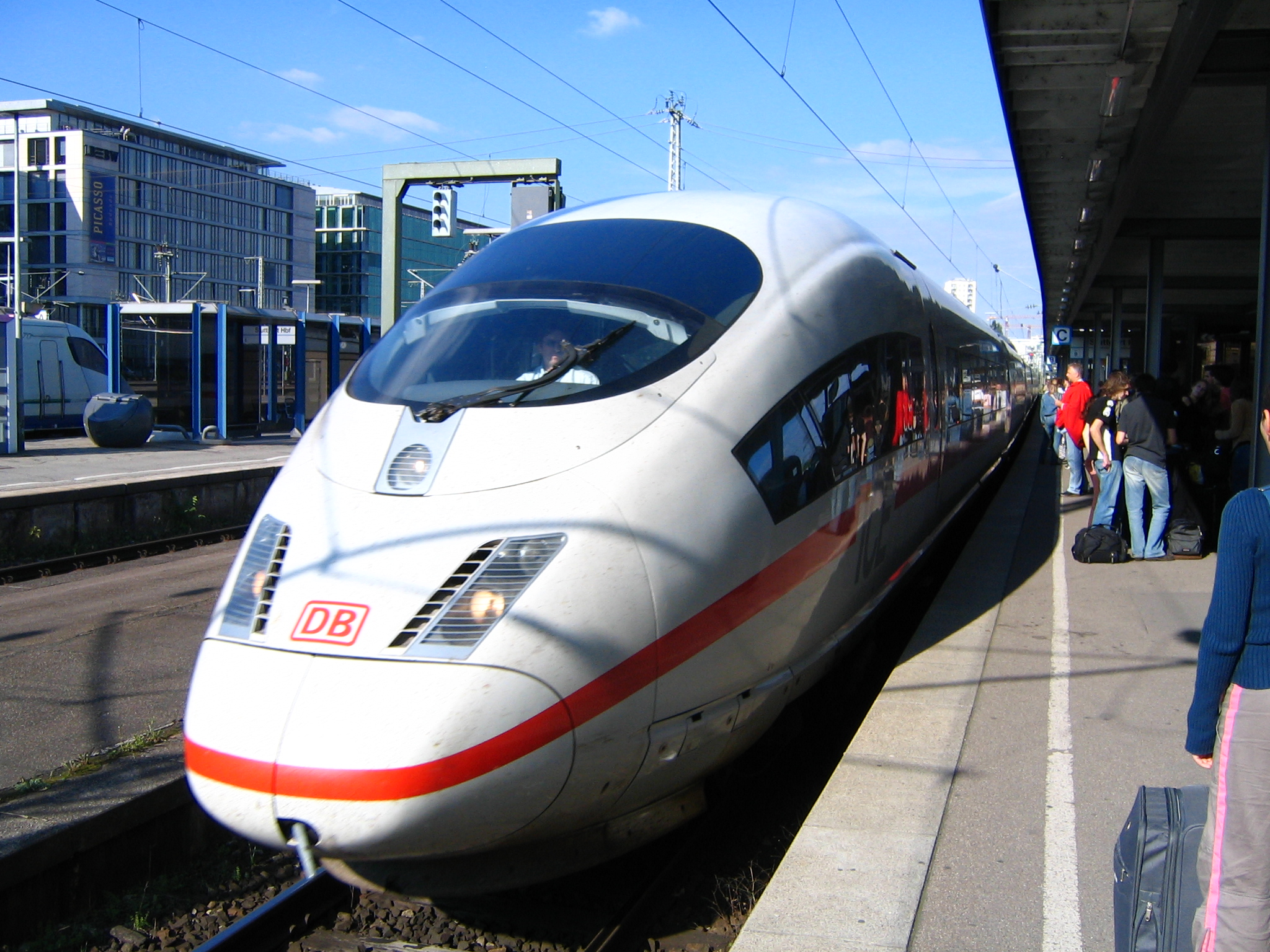
Un ICE 3.

Con la sua posizione centrale in seno all'Europa, la Germania è un importante nodo nel settore dei trasporti. Ricordiamo l'aeroporto di Francoforte sul Meno che ha il secondo hub in Europa. Ciò si riflette nella sua densa e moderna rete di trasporto. Importante è l'ampia rete autostradale (Autobahn), classificata come la terza più estesa del mondo e caratterizzata dalla gratuità e dalla mancanza di limiti di velocità sulla maggior parte del tracciato.
La Germania ha istituito una rete policentrica di treni ad alta velocità. L'InterCityExpress o ICE serve prevalentemente le grandi città tedesche e le destinazioni nei paesi vicini. La velocità del treno varia dai 160 km/h ai 300 km/h ed è il più avanzato servizio nella Deutsche Bahn. I collegamenti sono offerti ad intervalli che possono variare dai 30 minuti, all'ora o ogni due ore.
La Germania è il quinto più grande consumatore di energia, mentre i due terzi della propria energia primaria sono stati importati nel 2002. Nello stesso anno il consumo di energia elettrica ammontava a 512,9 miliardi di chilowattora. La politica del governo sottolinea la conservazione e lo sviluppo delle fonti di energia rinnovabili, come solare, eolica, da biomassa, idroelettrica, geotermica. Come risultato delle misure volte al risparmio energetico, l'efficienza energetica è migliorata dall'inizio degli anni settanta. Il governo ha fissato l'obiettivo di soddisfare la metà delle richieste energetiche del paese attraverso fonti rinnovabili entro il 2050.
Nel 2000 il governo tedesco ha convenuto una dismissione graduale dalle centrali nucleari entro il 2021.
Tuttavia le energie rinnovabili stanno giocando un ruolo modesto della produzione di energia. Nel 2006 la produzione di energia è venuta dalle seguenti fonti: petrolio (35,7%), carbone e lignite (23,9%), gas naturale (22,8%), energia nucleare (12,6%), energia idroelettrica ed energia eolica (1,3%), ed altre fonti (3,7%).

## Cultura

### Arte

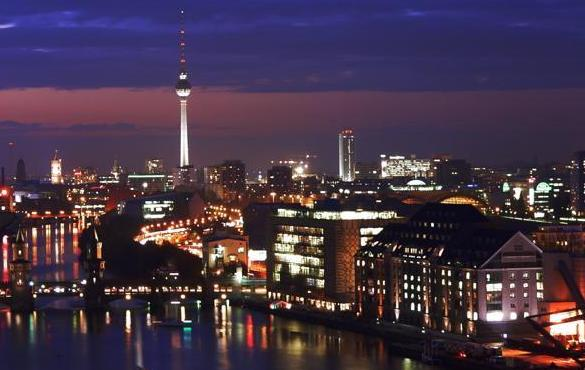
Berlino, capitale e centro di cultura.

#### Pittura e scultura

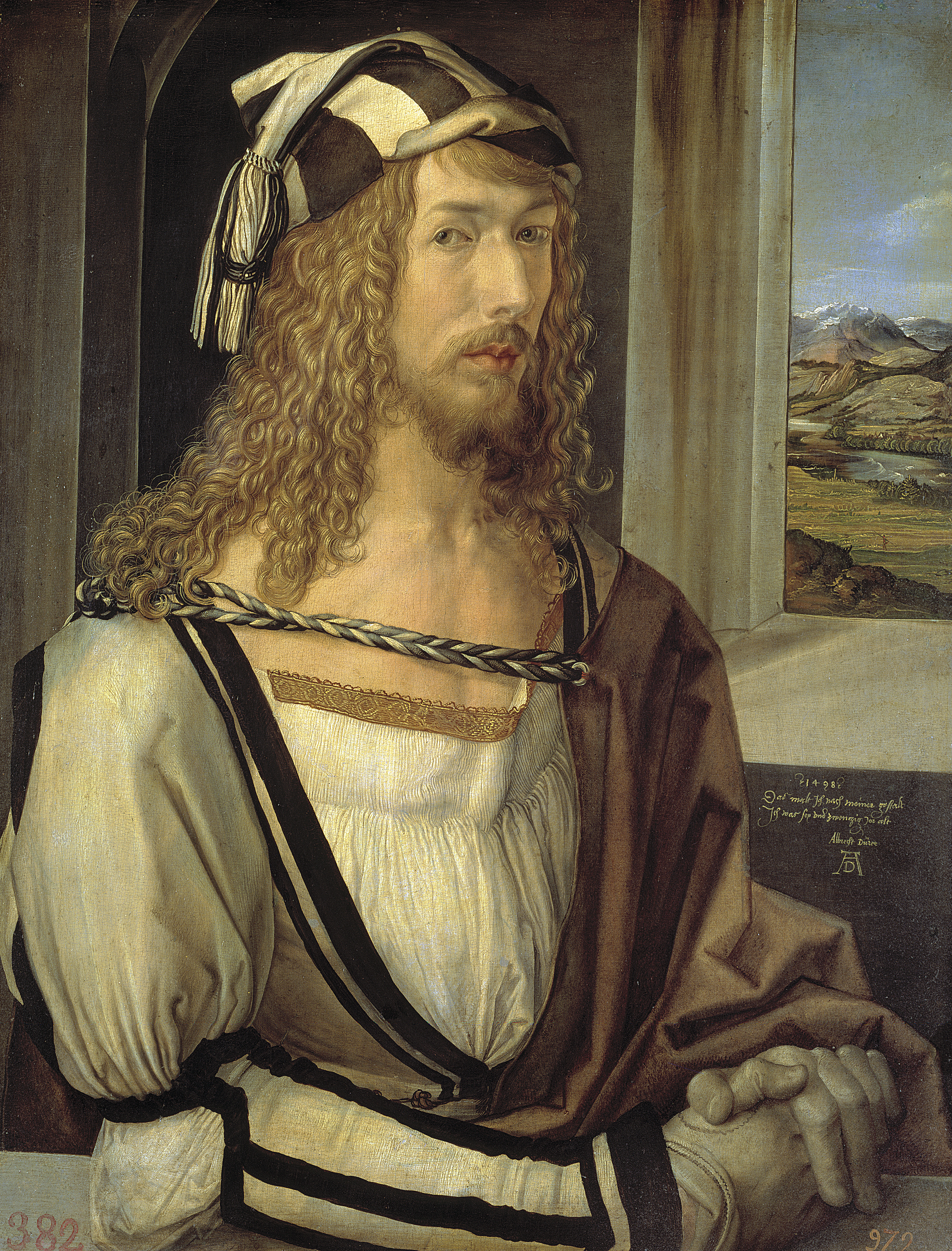
Albrecht Dürer, Autoritratto con guanti, al Museo del Prado.

La Germania divenne, a partire dalla caduta dell'Impero romano d'Occidente, centrale nella scena storica, politica e culturale dell'Europa.
Nell'Alto Medioevo città come Spira, Magonza e Bamberga videro la costruzione di superbe cattedrali romaniche mentre il gotico tardò ad affermarsi in Germania. Nel XV secolo l'arte dell'incisione si affermò con Martin Schongauer. Sempre nel XV secolo si afferma il pittore tedesco, ma esponente della pittura fiamminga Hans Memling. Tra il XV e il XVI secolo la scultura trovò illustri personalità in Veit Stoss e Tilman Riemenschneider esponenti del tardo gotico. Durante il Rinascimento e nel contesto si può parlare di rinascimento tedesco, artisti come Albrecht Dürer, spesso considerato «il più grande artista tedesco dell'epoca rinascimentale» e Grünewald, tra i pittori tedeschi del rinascimento, si fecero notare nella scena europea anche se l'epicentro culturale in quel periodo rimaneva l'Italia. Altri esponenti illustri del cinquecento furono Lucas Cranach il Vecchio, esponente del luteranesimo nell'arte e della cosiddetta Scuola danubiana, il figlio Lucas Cranach il Giovane e ancora Hans Holbein il Vecchio, Hans Holbein il Giovane, il figlio, esponente del cosiddetto rinascimento nordico e definito spesso maestro del ritratto, e Albrecht Altdorfer, esponente della Scuola danubiana e del rinascimento tedesco. Tra il XVI e il XVII secolo si afferma il manierismo nordico con Hans von Aachen
Ma fu in particolar modo nei secoli XVIII e XIX che la Germania divenne un polo culturale senza eguali vedendo la nascita di diverse correnti artistiche e letterarie come il romanticismo e lo "Sturm und Drang" ma anche il periodo dell'attività di filosofi come per esempio Immanuel Kant, e di pittori come Georg Friedrich Grebner. L'arte romantica si afferma invece con Caspar David Friedrich.
Fu proprio in Germania che nacque, nel 1905, il momento artistico, in particolare pittorico, dell'espressionismo, con la formazione di un gruppo di artisti denominati Die Brücke (Dresda, 7 giugno 1905). Rilevante, nel contesto, fu l'espressionismo tedesco, con importanti esponenti, tra cui Franz Marc e Ernst Ludwig Kirchner. I due nuclei fondamentali dell'espressionismo tedesco furono Die Brücke e Der Blaue Reiter. Nel XX secolo si afferma anche la cosiddetta Nuova oggettività con esponenti quali Otto Dix e George Grosz. Esponente del surrealismo fu invece Max Ernst che utilizzò la tecnica pittorica del frottage e del grattage.
Per quanto concerne la scultura nel XX secolo si afferma Ernst Barlach, esponente dell'espressionismo.

#### Architettura
Per quanto riguarda l'architettura nel 1841 venne eretto il Semperoper, il Teatro dell'Opera di Dresda, progettato dall'architetto tedesco Gottfried Semper.
Un altro periodo artistico di notevole importanza del XX secolo è rappresentato dall'istituzione il 12 aprile 1919 del Bauhaus (1919-1933), una scuola di architettura e design, ideata da Walter Gropius.
E nel XX secolo, tra le due Guerre, si afferma in campo architettonico il Movimento Moderno, con maestri quali Walter Gropius e Ludwig Mies van der Rohe. Altro architetto noto fu Peter Behrens.
Gli anni delle due guerre mondiali furono gli anni della perdita di capolavori artistici come la città di Dresda, Florenz an der Elbe cioè la Firenze sull'Elba, che venne parzialmente distrutta dalla RAF. Tuttavia dopo la fine della seconda guerra mondiale, la Germania si riprese con grande sforzo economico e sacrificio della popolazione, diventando nuovamente un polo di attrazione culturale di primo piano e all'avanguardia.

### Patrimoni dell'umanità
Numerosi siti della Germania sono stati iscritti nella Lista dei patrimoni dell'umanità dell'UNESCO.

### Archeologia
Anche nel campo dell'archeologia la Germania vanta illustri personalità e importanti contributi artistici e archeologici:
- Johann Joachim Winckelmann (1717-1768), uno dei massimi esponenti del Neoclassicismo, autore della Storia dell'arte nell'antichità (1763).
- La scoperta della mitica città di Troia (1871) e del Tesoro di Priamo (1873) ad opera di Heinrich Schliemann (1822-1890).
- Maria Reiche (1903-1998), nota per i suoi studi sulle Linee di Nazca, in Perù, ovvero delle particolari linee tracciate sul terreno.

### Scienza
La Germania è la patria di numerosi scienziati e matematici tra cui si ricordano Gottfried Wilhelm von Leibniz, Carl Friedrich Gauss, Giovanni Keplero, Bernhard Riemann, Karl Weierstrass, Christian Goldbach, Friedrich Wilhelm Bessel, Peter Gustav Lejeune Dirichlet, Georg Cantor, Carl Jacobi, Pascual Jordan, Felix Klein, Richard Dedekind, Hermann Minkowski, Edmund Landau, David Hilbert, Emmy Noether, Ernst Zermelo, Gotthold Eisenstein, Rudolf Clausius, Nikolaus August Otto, Georg Ohm, Gustav Robert Kirchhoff, Franz Ernst Neumann, Hermann von Helmholtz, Heinrich Rudolf Hertz, Robert Koch, Albert Einstein, Max Planck, Werner Heisenberg, Arnold Sommerfeld, Max Born, Karl Schwarzschild, Hans Bethe e altri.

#### Tecnologia
- L'invenzione del clarinetto da parte di Johann Christoph Denner, il 15 gennaio 1690.
- L'invenzione della draisina (la futura bicicletta), da parte di Karl Drais, avvenuta il 5 aprile 1817.
- 3 luglio 1886[87][88]: nasce la prima automobile della storia[89]: la Benz Patent Motorwagen brevettata da Karl Benz.
- L'invenzione del giradischi (o grammofono), da parte di Emile Berliner, avvenuta nel 1887; invenzione, da parte di Berliner, del disco fonografico, introdotto nel 1889.
- 1897: nasce il Motore Diesel, brevettato da Rudolf Diesel.
- Sviluppi decisivi nella missilistica da parte di Wernher von Braun, inventore del razzo V2 e padre del programma Apollo.

#### Ecologia
- 1866: viene coniato il termine ecologia dallo scienziato tedesco Ernst Haeckel.

#### Matematica

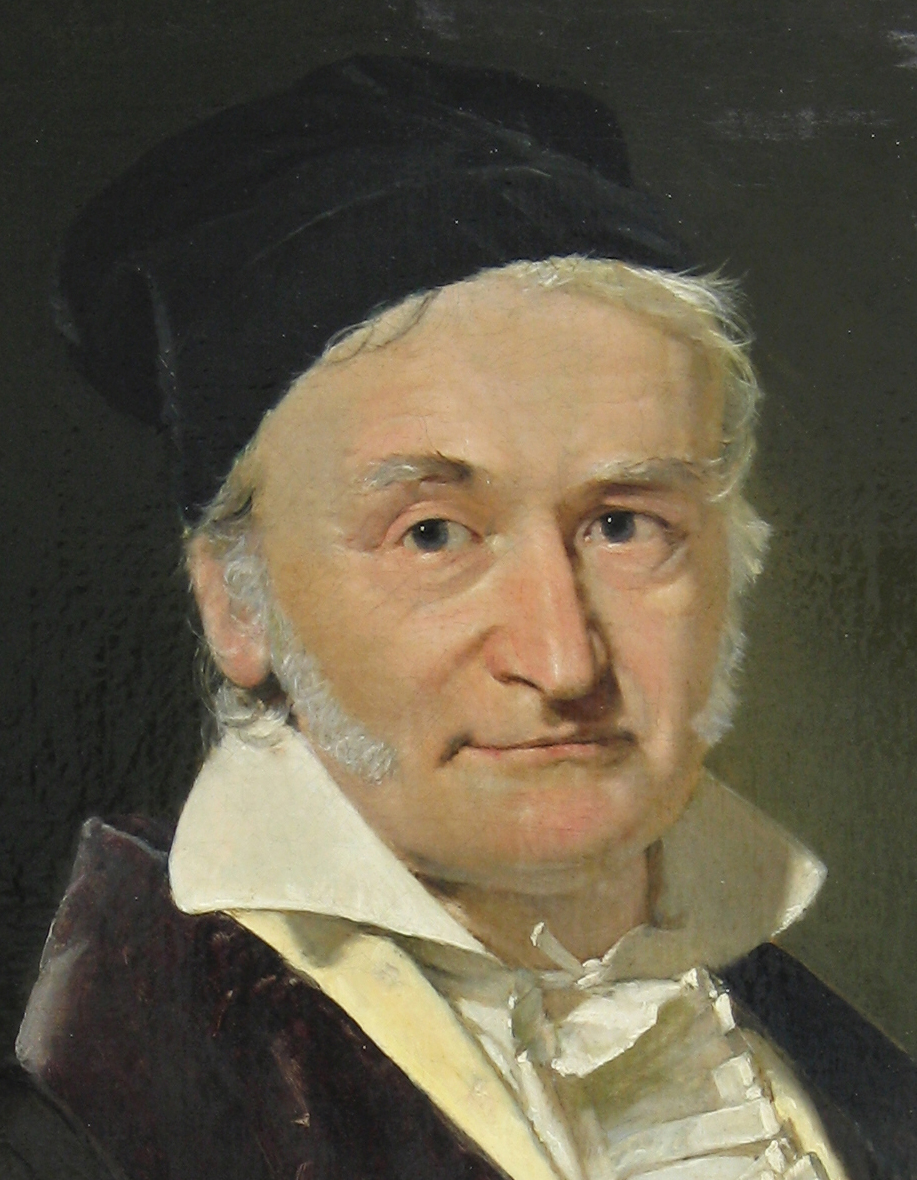
Ritratto di Carl Friedrich Gauss, definito Princeps mathematicorum; da un'opera di Christian Albrecht Jensen.

Un importante contributo venne dato anche in campo matematico: nel 1623 venne costruita da Wilhelm Schickard la prima macchina calcolatrice.. Tra il XVII e il XVIII secolo un importante contributo matematico e in particolare al calcolo infinitesimale venne dato da Gottfried Wilhelm von Leibniz (1646-1716), che introdusse, tra l'altro, il termine funzione (1694). Seguirono le notevoli innovazioni da parte di Carl Friedrich Gauss, definito Princeps mathematicorum, celebre autore delle Disquisitiones Arithmeticae (1801). Nel XIX secolo si distinsero, tra gli altri, Karl Weierstrass, tra i padri dell'analisi matematica moderna e Bernhard Riemann, che diede un determinante contributo alle scienze matematiche. Nel XIX secolo viene, inoltre, formulata la moderna teoria degli insiemi (1874-1884), il cui padre fu Georg Cantor. Tra il XIX e il XX secolo spicca la figura di David Hilbert, noto, fra l'altro, per il teorema della base di Hilbert (1890) e per il teorema degli zeri di Hilbert (1893). Nel 1896 è la volta della teoria dei numeri geometrica di Hermann Minkowski. E ancora Gottlob Frege, tra i padri della logica matematica moderna, Richard Dedekind che ha dato importanti contributi alla teoria dei numeri, e Ferdinand von Lindemann. Nel XX secolo importanti contributi alla matematica con il Teorema di Noether (1915) da parte di Emmy Noether

#### Medicina
- 1583: oftalmologia (oculistica): viene pubblicato Ophthalmodouleia di Georg Bartisch, il padre dell'oftalmologia [91]
- La scoperta del bacillo della tubercolosi, da parte del medico tedesco Robert Koch, avvenuta il [24 marzo 1882: oggi questa data è celebrata, a livello internazionale, con la Giornata mondiale della tubercolosi.
- 1886: Psychopathia sexualis di Richard von Krafft-Ebing, importante opera sulla sessuologia del XIX secolo
- La scoperta, (assieme al giapponese Kitasato Shibasaburō), del siero anti-difterico e del siero anti-tetanico, da parte di Emil Adolf von Behring (importante il suo contributo sulla sieroprofilassi), che vinse il primo Premio Nobel per la medicina, nel 1901.
- 1906: viene descritta per la prima volta la malattia di Alzheimer dallo psichiatra tedesco Alois Alzheimer

#### Pedagogia
- Il pensiero pedagogico di Johann Friedrich Herbart, fondatore della pedagogia sia in ambito scientifico che accademico
- Il concetto di Kindergarten (Giardino d'infanzia), (attuale scuola dell'infanzia), nel pensiero di Friedrich Fröbel (1782-1852), definito il pedagogista del Romanticismo.

#### Psicologia e psichiatria
Tra il XIX e il XX secolo si afferma la figura di Wilhelm Wundt, che ha dato notevoli contributi anche nell'ambito della psicologia, tanto da essere considerato il padre della psicologia, fondatore del primo laboratorio di psicologia (1879), e autore dell'opera  Principi di psicologia fisiologica (1874). Tra il XIX e il XX secolo, in ambito psichiatrico, si distinse invece la figura di Emil Kraepelin (1856-1926), fondatore della moderna psichiatria scientifica

#### Fisica

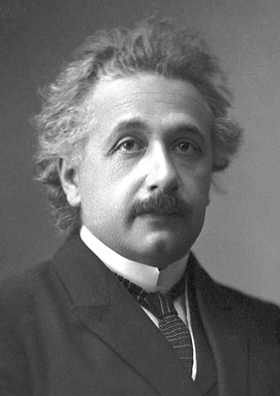
Albert Einstein, foto ufficiale per il Premio Nobel per la fisica, del 1921.

- Il primo generatore elettrostatico (1672) e gli studi sulle proprietà dell'aria e del vuoto, da parte di Otto von Guericke.
- Il grado Fahrenheit, l'unità di una scala di misura della temperatura, proposta nel 1714 da Daniel Gabriel Fahrenheit.
- I contributi notevoli nell'ambito dell'elettrotecnica da parte di Georg Ohm: Legge di Ohm (1827).
- La scoperta delle onde elettromagnetiche (o radiazione elettromagnetica) (13 dicembre 1888), da parte di Heinrich Rudolf Hertz.
- La scoperta dei Raggi X da parte del fisico tedesco Wilhelm Conrad Röntgen, (il primo tedesco a vincere il Nobel[95] e primo Premio Nobel per la fisica, nel 1901), avvenuta l'8 novembre 1895 che pose le basi alla nuova disciplina medica della radiologia: la data viene celebrata nel mondo con la Giornata internazionale della radiologia.
- Il concetto di Quanto (1900), la Meccanica quantistica, introdotte da Max Planck: nel contesto si celebra il 14 aprile la Giornata mondiale dei quanti
- La teoria della Relatività ristretta (1905), e Relatività generale (1916) di Albert Einstein.
- La meccanica delle matrici (1925) o formulazione della meccanica quantistica, elaborata da Werner Karl Heisenberg, Max Born e Pascual Jordan.
- Scoperta delle fissione nucleare nel 1938 da Otto Hahn e Fritz Straßmann
- Inventore dello spettroscopio e fondatore della spettroscopia da parte di Joseph von Fraunhofer
- Il fisico e matematico Rudolf Clausius fu uno dei fondatori della termodinamica e scopritore del secondo principio della termodinamica.
- Il fisico Walther Nernst scopritore del terzo principio della termodinamica.
- Il fisico Gustav Robert Kirchhoff scopritore delle leggi di Kirchoff sulla conservazione della carica dell'energia nei circuiti elettrici.

#### Chimica
- 1250: viene isolato per la prima volta come metallo l'arsenico da Alberto Magno.[96]
- 1789: Scoperta degli elementi chimici dell'uranio e dello zirconio da parte di Martin Heinrich Klaproth.
- 1819: Scoperta della caffeina,[97] dall'analisi di chicchi di caffè, da parte del chimico Friedlieb Ferdinand Runge.[98]

#### Geografia
- Nasce la geografia moderna: Alexander von Humboldt, (autore de Il cosmo (1845-1862)), e Carl Ritter

#### Geologia
- 6 gennaio 1912: viene formulata la teoria della deriva dei continenti da parte del geologo tedesco Alfred Wegener.

#### Astronomia

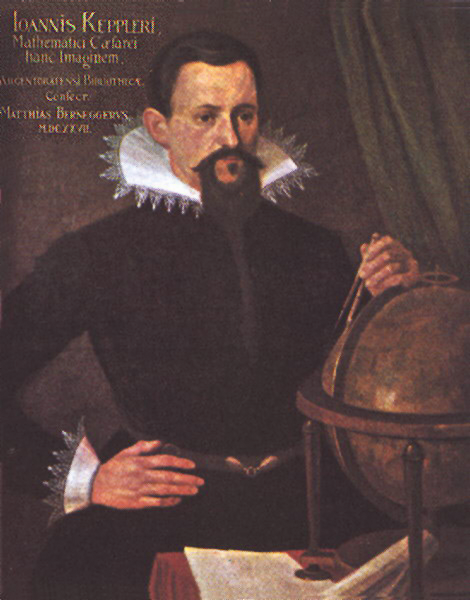
Giovanni Keplero, tra i maggiori esponenti della Rivoluzione scientifica.

- 1609: Le Leggi di Keplero: nell'opera Astronomia nova (1609), vengono enunciate dall'astronomo tedesco Johannes Kepler le prime due Leggi sul moto dei pianeti; (nel 1619: la terza Legge, enunciata nell'opera Harmonices Mundi).
- La scoperta del pianeta Nettuno, da parte di Johann Gottfried Galle, avvenuta il 23 settembre 1846.

#### La Germania nello spazio
- 8 novembre 1969: viene lanciato Azur, il primo satellite tedesco (Germania Occidentale).
- 26 agosto 1978: Sigmund Jähn è il primo uomo tedesco ad andare nello spazio.
- 1º aprile 2025: Rabea Rogge è la prima donna tedesca nello spazio[99]

#### L'invenzione della stampa
- L'invenzione della stampa, la cosiddetta stampa a caratteri mobili, è attribuita a Johannes Gutenberg che il 23 febbraio 1454 (o 1455) stampò a Magonza la Bibbia di Gutenberg, il primo libro stampato in Europa.

#### Albert Einstein e la fisica moderna
- Sviluppo della fisica moderna del XX secolo: con l'elaborazione della Relatività ristretta (1905) e della Relatività generale (1916) da parte del fisico tedesco Albert Einstein.

### Letteratura
La letteratura tedesca raccoglie l'insieme delle opere letterarie scritte in tedesco, per cui vengono incluse la letteratura austriaca, quella della Svizzera tedesca e quella delle altre isole linguistiche tedesche come l'isola di Rugen. Si inscrivono nel campo della letteratura anche le opere che non perseguono in maniera diretta un progetto estetico, ma comunque frutto di particolare rigore compositivo, come gli scritti storiografici, delle scienze sociali, di filosofia, di storia della letteratura, inoltre diari ed epistolari. Le periodizzazioni letterarie sono sempre difficili da delineare. I periodi sono qui ordinati (fin dove sarà possibile) a seconda del loro inizio. In tal modo le interdipendenze tra le varie fasi potranno essere meglio ravvisate.

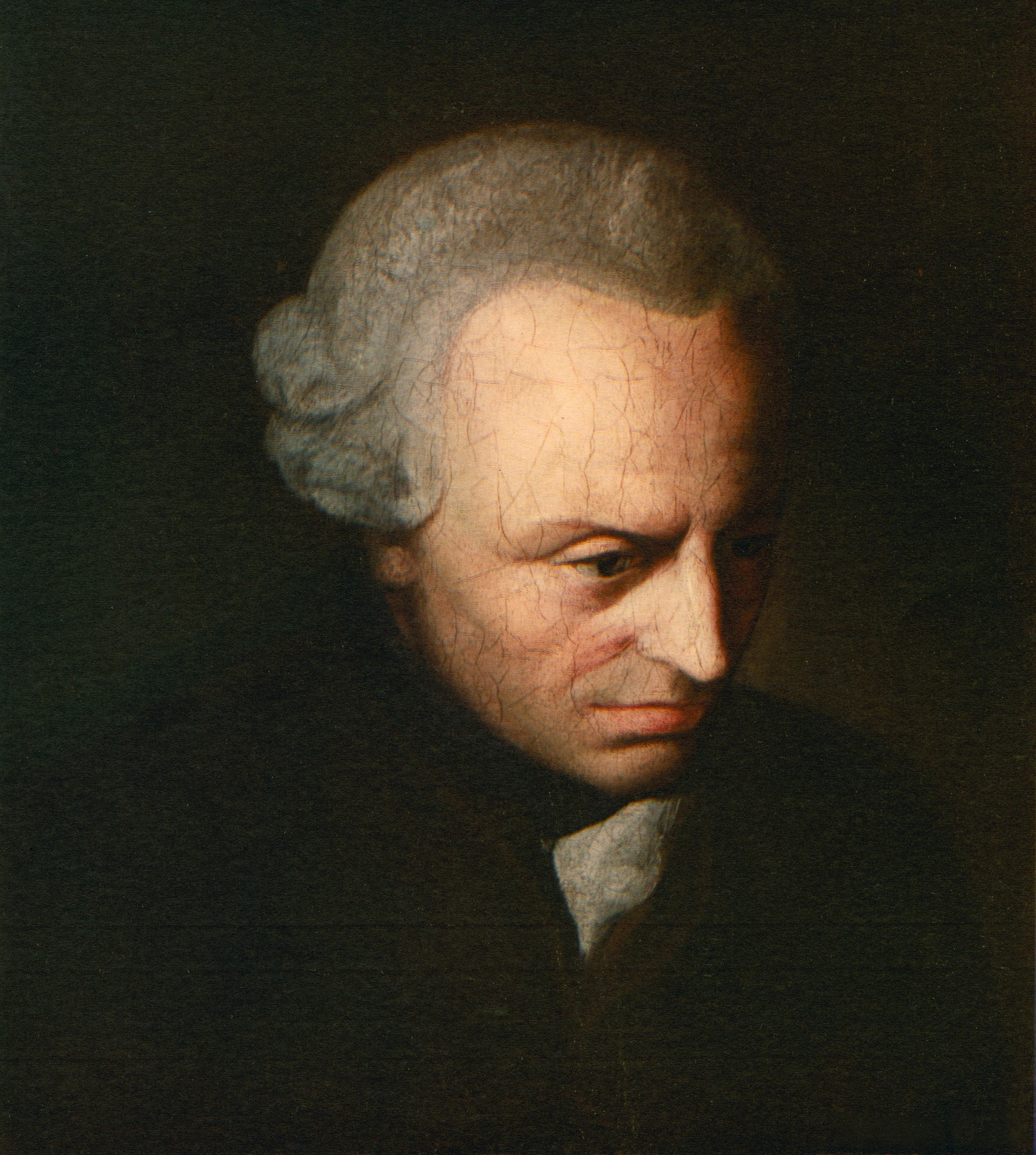
Immanuel Kant (1724-1804)
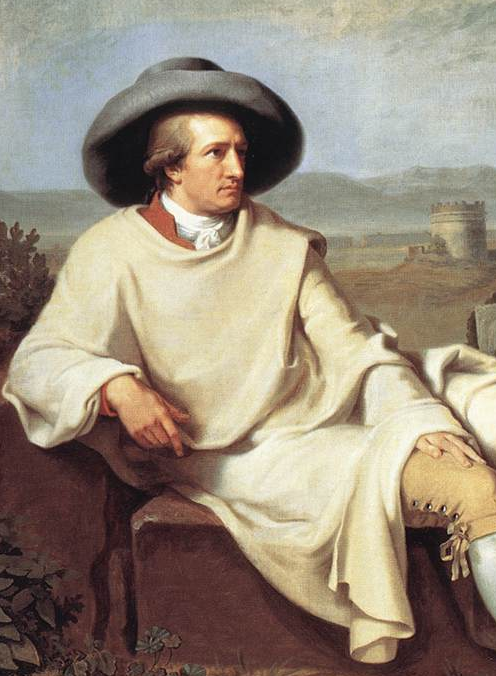
J.W. von Goethe (1749-1832)
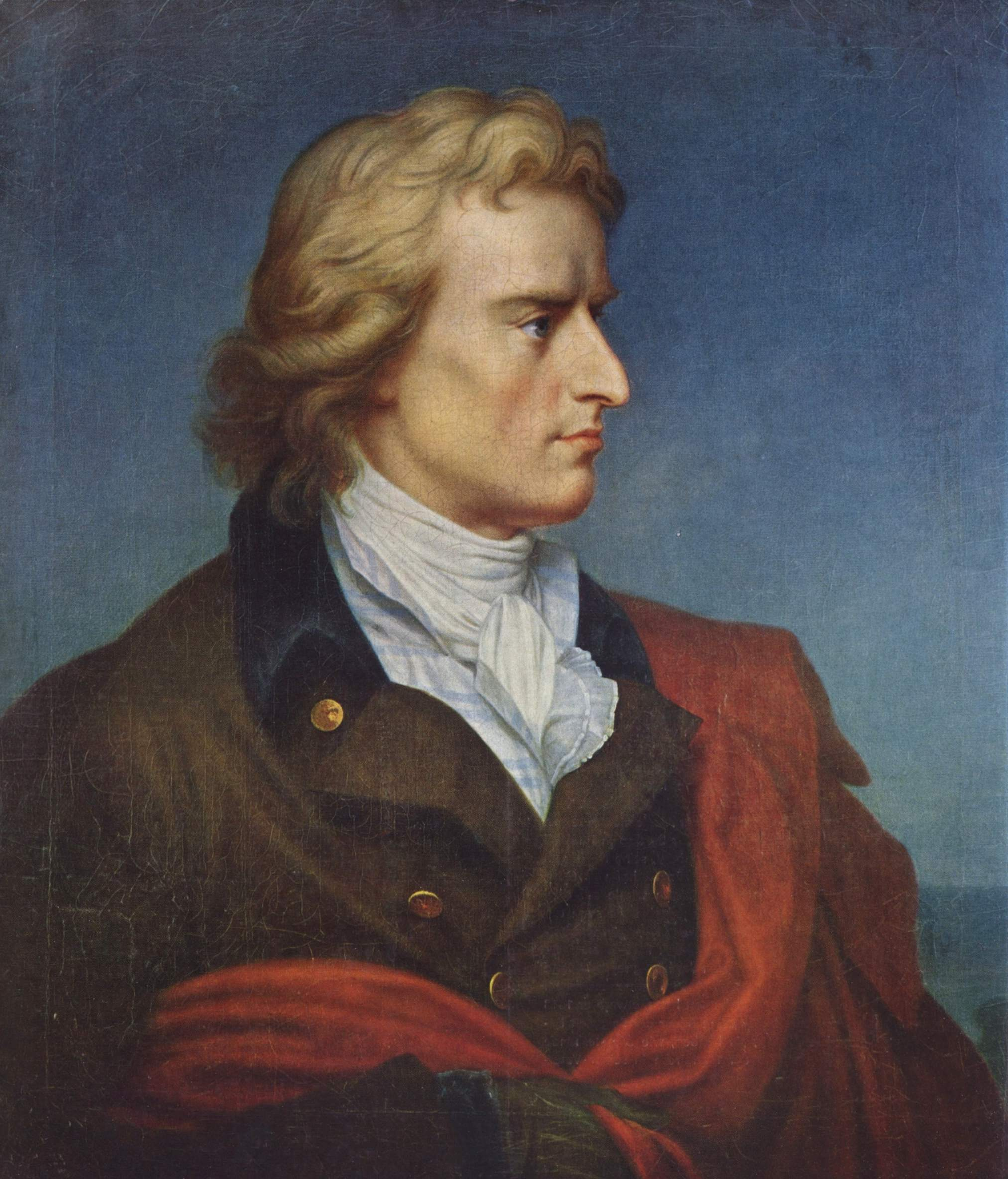
Friedrich Schiller (1759-1805)
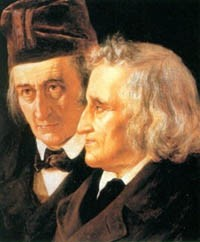
Fratelli Grimm (1785-1863)
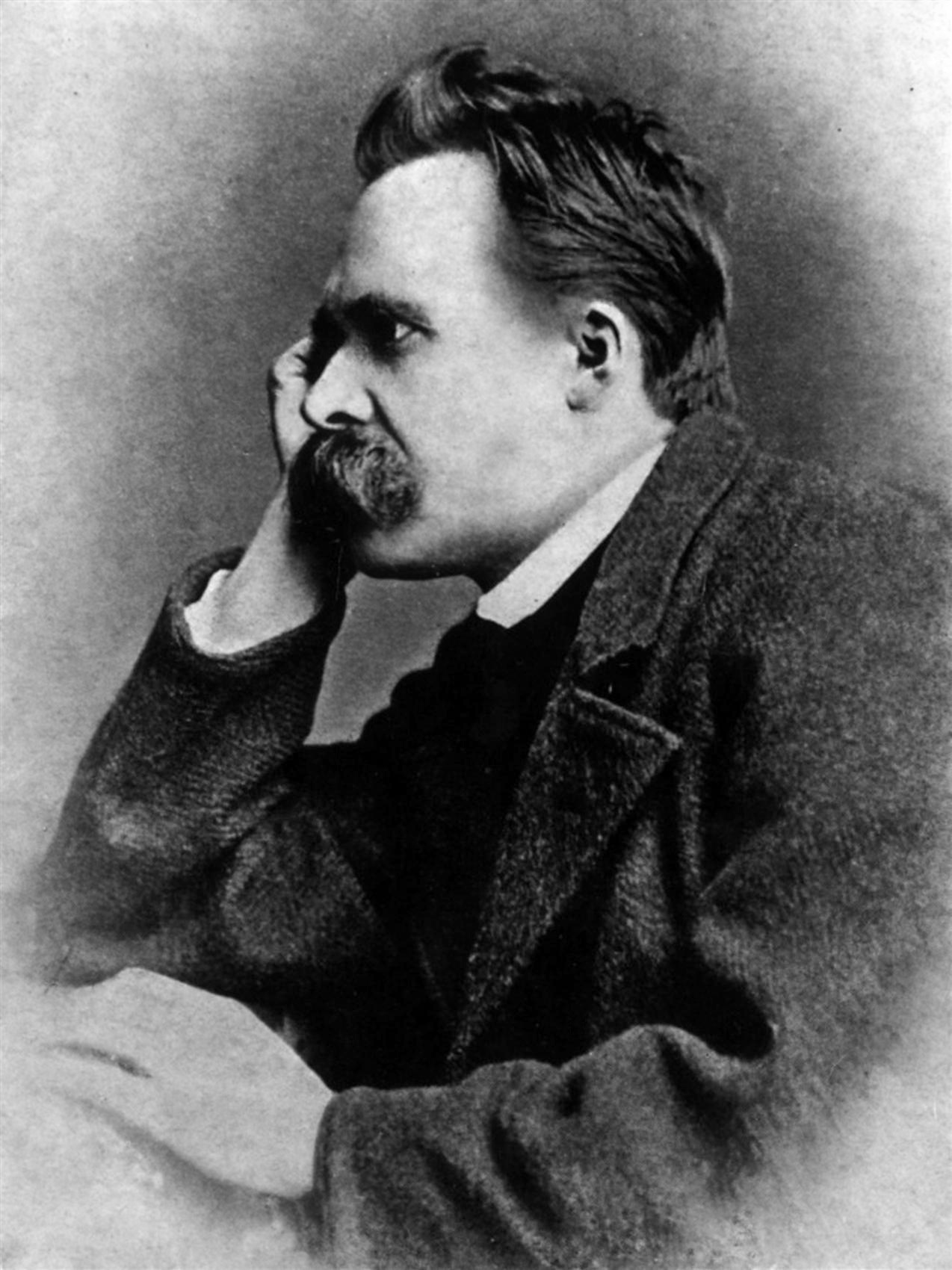
Friedrich Nietzsche (1844-1900)
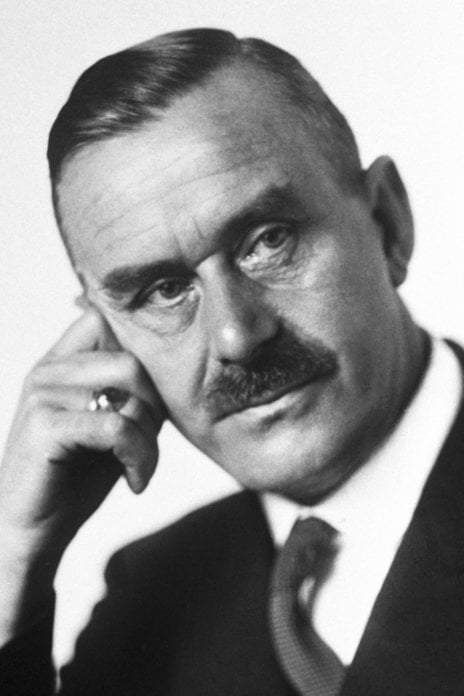
Thomas Mann (1875-1955)
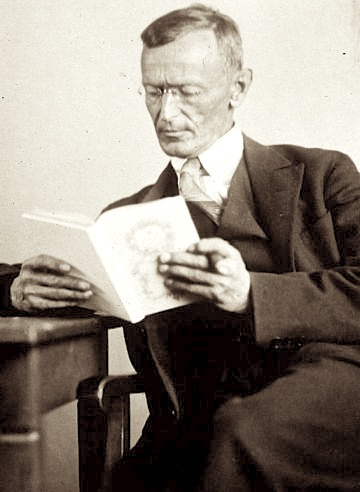
Hermann Hesse (1877-1962)

### Filosofia

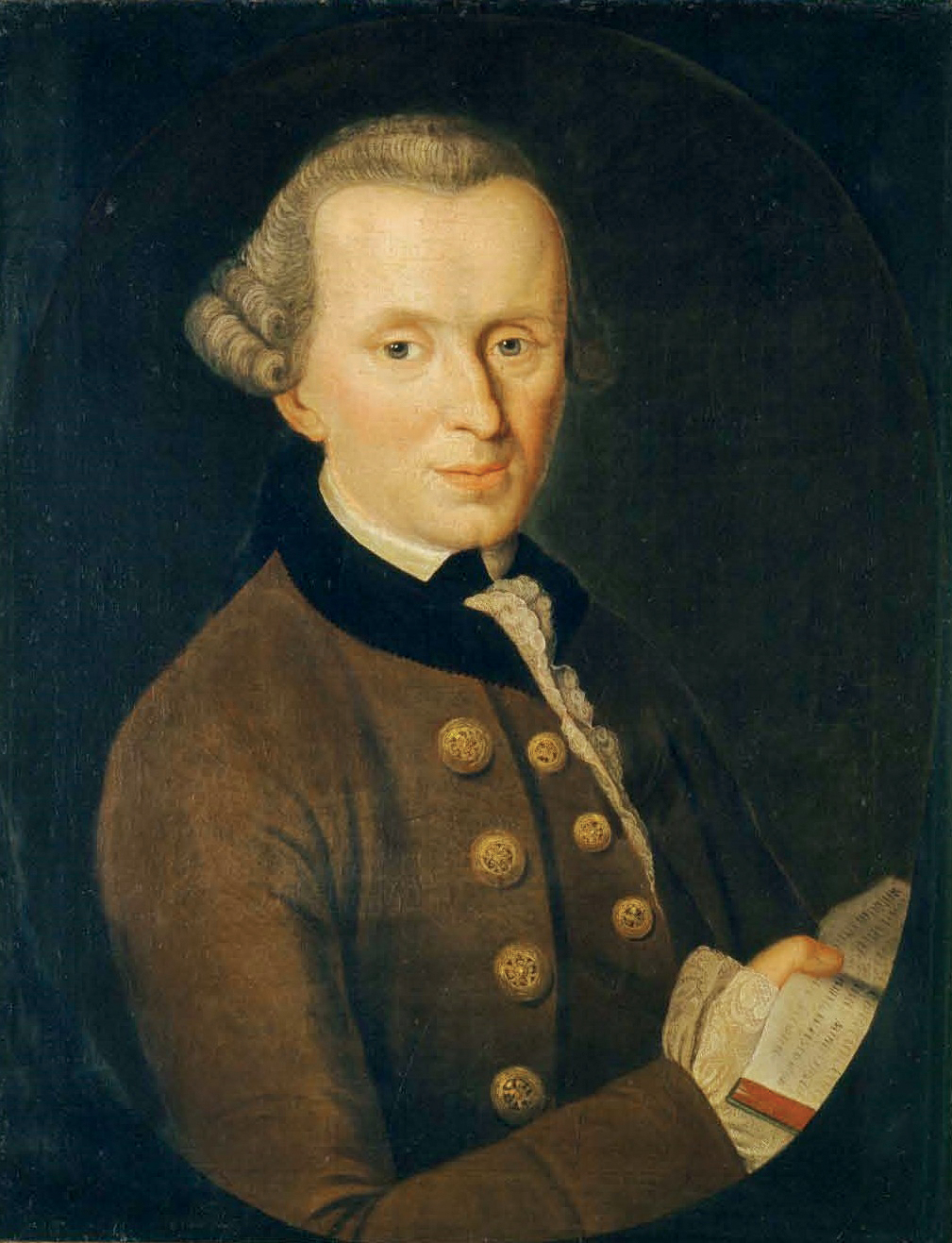
Immanuel Kant in un ritratto di Johann Gottlieb Becker (1768)

Notevole è anche la tradizione filosofica con importanti pensatori: nel XII secolo la mistica medievale trova un importante esponente in Ildegarda di Bingen, autrice dell'opera Scivias (1152). Nel XIII secolo si distinse Alberto Magno, che diede un importante contributo allo sviluppo della filosofia scolastica e all'aristotelismo e tra le opere importanti possiamo ricordare Metafisica (1262-1270). Tra il XIII e il XIV secolo spicca la figura del filosofo e teologo Meister Eckhart esponente della mistica tedesca, della filosofia scolastica, del neoplatonismo e autore di noti Sermoni (Predigten), in tedesco. Nel XV secolo si afferma la figura di Nicola Cusano, esponente del neoplatonismo rinascimentale e autore dell'opera De docta ignorantia (1440). Tra la metà del XV e il XVI secolo spicca la figura dell'umanista Johannes Reuchlin, rappresentante del rinascimento e del platonismo. Nel XVI secolo importante la figura di Martin Lutero, che pubblicò le celebri 95 tesi il 31 ottobre 1517 dando inizio alla Riforma protestante e dalla cui confessione religiosa si sviluppò il luteranesimo. Lutero fu inoltre il primo traduttore della Bibbia in tedesco, la cosiddetta Bibbia di Lutero (1534). Importanti esponenti della Riforma protestante furono anche Thomas Müntzer e Filippo Melantone, autore del Loci communes (1521,) e della Confessione augustana (1530). Un altro importante esponente della filosofia rinascimentale tedesca, dell'astrologia e dell'occulto fu Agrippa von Nettesheim, autore de La filosofia occulta o La magia (1531). Esponente del misticismo cristiano moderno fu Jacob Böhme (1575-1624). Tra il XVII e il XVIII secolo Gottfried Leibniz, esponente del razionalismo, autore della monadologia (1720), in cui formula la teoria delle monadi. Nel XVIII secolo si afferma l'illuminismo tedesco con Christian Wolff, considerato spesso l'esponente più significato dell'illuminismo tedesco, Gotthold Ephraim Lessing, altro importante esponente dell'illuminismo tedesco, Alexander Gottlieb Baumgarten che nel 1735 conia il termine estetica, Immanuel Kant, esponente del criticismo, del principio di imperativo categorico, e autore della Critica della ragion pura (1781). Nel XVIII secolo, inoltre, nasce proprio in Germania la Haskalah (illuminismo ebraico), il cui padre viene considerato Moses Mendelssohn. Tra il XVIII secolo e il XIX secolo si afferma la corrente dell'idealismo tedesco con Johann Gottlieb Fichte, Friedrich Schelling e Georg Wilhelm Friedrich Hegel, autore della Fenomenologia dello spirito (1807); nel XIX secolo si impongono Arthur Schopenhauer, autore de Il mondo come volontà e rappresentazione (1819), (la cui filosofia è spesso caratterizzata da un marcato pessimismo), Friedrich Nietzsche (la filosofia della vita e l'irrazionalismo) e autore di Così parlò Zarathustra (1883-1885), Ludwig Feuerbach, esponente della sinistra hegeliana e fra i più importanti critici della religione, Karl Marx (autore de Il Capitale) (1867-1885-1894) e assieme a Friedrich Engels del Manifesto del Partito Comunista (1848), e la corrente del marxismo. Engels, assieme a Marx, fu il fondatore del socialismo scientifico e fu anche teorico del materialismo dialettico. Tra il XIX e il XX secolo si distinsero Franz Brentano (importante la cosiddetta scuola di Brentano), Edmund Husserl, fondatore della fenomenologia, Max Weber, autore de L'etica protestante e lo spirito del capitalismo (1904-1905) e de La politica come professione (1919), fu uno dei padri della sociologia moderna, Gottlob Frege, esponente della filosofia analitica e della logica matematica e Wilhelm Dilthey, importante rappresentante dello storicismo contemporaneo. Nel XX secolo spiccano Karl Jaspers, esponente dell'esistenzialismo, Martin Heidegger, autore de Essere e tempo (1927) e importante figura dell'esistenzialismo ontologico e fenomenologico, Hannah Arendt, studiosa di teoria della politica e autrice del saggio La banalità del male (1963), Rudolf Carnap importante esponente del positivismo logico, Erich Fromm, noto psicologo e sociologo e Theodor W. Adorno esponenti della scuola di Francoforte, Hans-Georg Gadamer, esponente dell'ermeneutica e altri.

### Diritto
Anche in campo giuridico la Germania ha dato importanti personalità: nel XVII secolo si afferma il giusnaturalismo, in particolare con Johannes Althusius, (autore della Politica methodice digesta (1603); il pensiero federalista e la sovranità popolare), e Samuel von Pufendorf, che scrisse il De iure naturae et gentium (libri octo) (1672). Altri giusnaturalisti noti, vissuti tra il XVII e il XVIII secolo, sono Christian Thomasius e Christian Wolff.

### Cinema
Il cinema tedesco è stato superato in termini di popolarità e vendita da produzioni americane, francesi e italiane dalla fine della Seconda guerra mondiale fino alla Caduta del Muro di Berlino. Durante questo periodo storico vi erano inoltre enormi differenze tra il cinema realizzato nella parte ovest della nazione e quello realizzato nell'est. Solo da quando è avvenuta la riunificazione della nazione il cinema tedesco ha cominciato a riavere un nuova vita e identità.
Tra i registi più famosi e importanti vi sono Werner Herzog, Wim Wenders, Rainer Werner Fassbinder, Leni Riefenstahl e Wolfgang Petersen.

### Musica
| Johann S. Bach Toccata e fuga | Ludwig v. Beethoven Sinfonia n. 5 | Richard Wagner Die Walküre |
| ----------------------------- | --------------------------------- | -------------------------- |
|                               |                                   |                            |

In campo musicale la Germania ha dato i natali a molti famosi compositori classici: i più noti sono Johann Sebastian Bach, spesso definito il padre della musica, importante esponente della musica barocca, Ludwig van Beethoven, noto rappresentante del classicismo musicale e della cosiddetta Prima scuola di Vienna; ma tedeschi erano anche: nel XII secolo Ildegarda di Bingen, nota autrice di inni e musica sacra; nel XVII secolo Heinrich Schütz, detto il padre della musica tedesca; tra il XVII e il XVIII secolo Dietrich Buxtehude e Johann Pachelbel (noto per il suo Canone), anch'essi del periodo barocco. E ancora Pantaleon Hebenstreit, inventore del pantaleon. Nel XVIII secolo Georg Friedrich Händel e Georg Philipp Telemann, noti esponenti della musica barocca e Christoph Willibald Gluck, operista e appartenente all'epoca del classicismo musicale, noto anche per la riforma gluckiana; nel XIX secolo si affermano Carl Maria von Weber, Felix Mendelssohn, Clara e Robert Schumann, Richard Wagner, esponenti della musica romantica, come anche Jacques Offenbach, padre dell'operetta (1856), nome inventato da lui con l'operetta La Rose de Saint-Flour; e ancora Johannes Brahms, Richard Strauss e Max Reger, noti esponenti della musica tardo-romantica. Nel XX secolo si affermarono Carl Orff, noto per i celebri Carmina Burana (1937), Paul Hindemith, Hans Werner Henze, Karlheinz Stockhausen e altri.
Tra i più celebri artisti pop e rock vi sono Alphaville, Udo Lindenberg, Herbert Grönemeyer, Modern Talking, Cinema Bizarre, Nena, Dieter Bohlen, Xavier Naidoo, Guano Apes, Tokio Hotel, per il rock gotico spicca Nico, e ancora per il genere pop Daniel Küblböck. Nel campo del jazz vi sono artisti noti internazionalmente come Peter Brötzmann e Theo Jörgensmann.
Più recente è lo sviluppo dell'hip hop tedesco, dove i maggior rappresentati sono il gruppo Die Atzen (Frauenarzt & Manny Marc), Bushido, Sido e Cro seguiti da Die Fantastischen Vier, Fettes Brot, Samy Deluxe, Kool Savas, Raptile, Prinz Pi, Marteria. La canzone tedesca più cliccata nel web è Disco Pogo del gruppo hip-hop Die Atzen che conta oltre 50 milioni di visualizzazioni.
Nell'evoluzione della musica elettronica hanno avuto un ruolo importante alcuni gruppi tedeschi come i Kraftwerk, i Tangerine Dream e Klaus Schulze. La Germania è anche il luogo natio della trance e uno fra quelli di sviluppo della techno. DJ di spicco sono Sven Väth, Paul van Dyk, ATB e il duo Cosmic Gate.
Tra i gruppi metal di maggiore notorietà internazionale vi sono i Blind Guardian, gli Scorpions, gli Helloween, gli Accept e i Rammstein: questi ultimi sono, al momento, la band metal tedesca più famosa al mondo, con testi in lingua tedesca e stabilmente presente nelle classifiche internazionali.

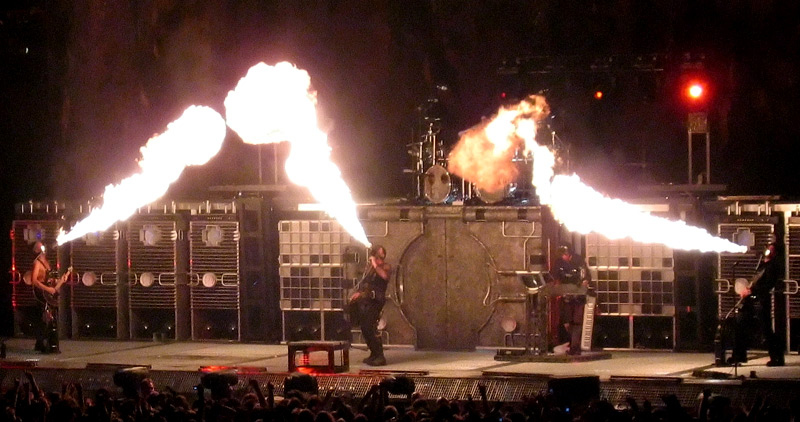
Rammstein.

Durante gli anni settanta la Germania era teatro di numerose formazioni hard rock come gli Scorpions, ma anche di artisti d'avanguardia elettronica e del cosiddetto krautrock (fra i vari nomi Neu!, Kraan, Klaus Schulze). Durante gli anni ottanta sono venute a costituirsi molte realtà, come la techno tedesca, thrash metal (Sodom, Kreator, Destruction, Tankard, Assassin, Holy Moses), il power metal (molto famosi sono i Blind Guardian, gli Helloween, i Gamma Ray, gli Avantasia e gli Edguy) e l'industrial elettronico (dove il nome più famoso sono gli Einstürzende Neubauten). Questi generi ebbero notevoli sviluppi negli anni novanta, in cui fecero la loro comparsa altri gruppi più mainstream che seppero ottenere ampi consensi in tutto il mondo, anche più di molte altre band del decennio precedente: sono noti per esempio i Rammstein. Sono presenti anche scene più ristrette di dark rock, folk acustico, elettronica sperimentale e hardcore (molto noti sono gli Atari Teenage Riot che riuscivano a combinare l'hardcore punk con l'hardcore elettronico, generi di cui spesso si dice che siano totalmente distanti nonostante il nome). Celebri sono anche i Toten Hosen, che combinano sonorità punk rock e metal e godono di una certa popolarità soprattutto nell'Europa orientale. In ambito nu metal e rap rock si fanno notare i Panik, mentre in ambito eurodance ha riscosso successo il gruppo musicale La Bouche, formatosi nel 1994.
Un gruppo curioso sono gli Haggard, che uniscono un metal rude e potente ad ampie orchestrazioni di strumenti classici, con anche duetti fra voci maschili e femminili in rigorose tonalità liriche (ma anche ruggite, retaggio ereditato dal folk metal nordico). Altri gruppi noti sono gli Scorpions e i Die Apokalyptischen Reiter.
A Wacken si svolge un famoso festival Metal, il Wacken Open Air.
L'inno nazionale è la terza strofa di Das Lied der Deutschen.

### Coreografia
Nel XX secolo, in campo coreografico, si afferma l'importante figura di Oskar Schlemmer (1888-1943), noto per il Triadisches Ballett (1922), opera notevole della danza moderna del XX secolo.

### Design e moda
Designer tedeschi hanno aperto la strada al moderno disegno industriale, come i designer Bauhaus e Dieter Rams della Braun.

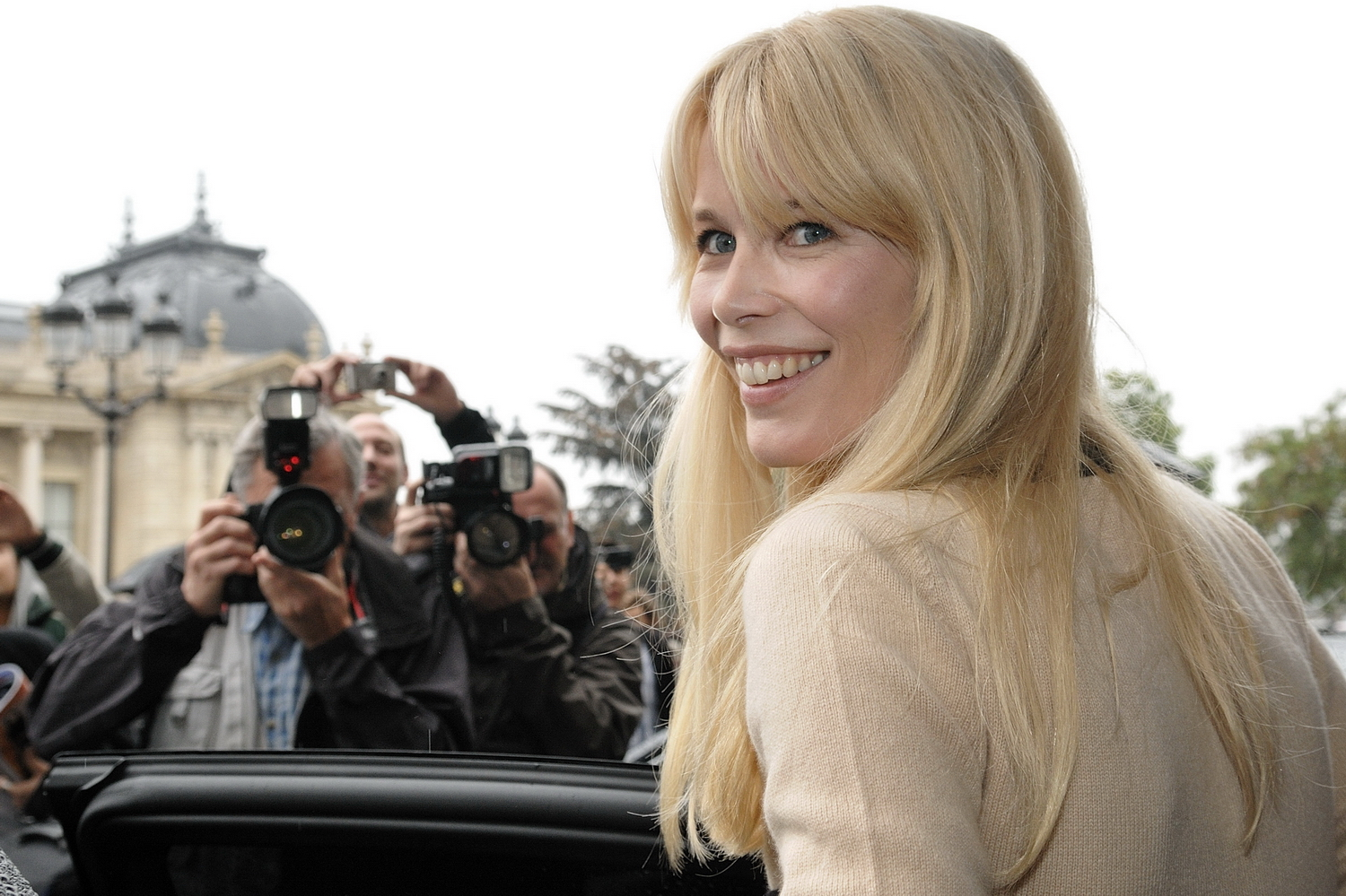
Claudia Schiffer è una nota top model tedesca.

La Germania è stata anche influente nella moda occidentale nel corso della storia. Oggi è un paese leader nel settore della moda. Con circa 1 300 aziende che impiegano più di 130 000 dipendenti, il settore tessile tedesco genera un fatturato di 28 miliardi di euro. Quasi il 44% dei prodotti è destinato all'esportazione. Il ramo tessile è così il secondo più grande produttore di beni di consumo dopo la produzione alimentare.
La moda tedesca è famosa per le sue linee eleganti, così come il design giovane e non convenzionale e la sua grande varietà di stili. Berlino è il centro della moda giovane e creativa in Germania, ben visibile a Berlin Fashion Week (due volte l'anno). Ospita anche la più grande fiera della moda in Europa chiamato Bread & Butter Berlin. Altri centri importanti della scena sono Monaco, Düsseldorf, Amburgo e Colonia. Anche luoghi più piccoli sono importanti centri di progettazione e di produzione dell'industria della moda tedesca, come ad esempio Herford, Metzingen, Herzogenaurach, Schorndorf, Albstadt, Chemnitz e Detmold.
I fashion designer più famosi della Germania sono Karl Lagerfeld, Hugo Boss, Jil Sander, Tomas Maier, Damir Doma, Fritz August Breuhaus, Wolfgang Joop, Torsten Amft, Rudolph Moshammer, Etienne Aigner, Willy Bogner, Harald Glööckler, Heidi Klum, Boris Bidjan Saberi, Michael Michalsky e Adi Dassler. Famosi marchi di fascia alta sono ad esempio BOSS e Escada. Mainstream, all'aperto, sport e strada marchi di moda provenienti dalla Germania sono globalmente popolari, come ad esempio Adidas, Puma, P&C, Reusch, Uhlsport e Jack Wolfskin.
La moda tedesca è popolare nel mondo delle celebrità, con modelli di alta moda. Tra modelle e modelli di successo di nazionalità tedesca si trovano Claudia Schiffer, Heidi Klum, Diane Kruger, Eva Padberg, Julia Stegner, Toni Garrn, Julia Stegner, Kirsten Dunst, Tatjana Patitz, Nico, Bettina Zimmermann, Lena Gercke, Sara Nuru, Barbara Meier, Andrea Meyer, Nadja Auermann, Claudia Ciesla, Shermine Shahrivar, Jana Beller, Carlotta Cornehl, Erol Sander e Lars Burmeister.

### Gastronomia
La cucina tedesca, oltre a basarsi sul consumo tipico di birra, maiale, cavoli e cioccolato, possiede una gastronomia di tipo locale diversa in ogni regione tedesca e piuttosto innovativa e rinomata: esiste quindi un rilevante numero di piatti regionali.

## Festività nazionali
| Data      | Nome                      | Significato                                |
| --------- | ------------------------- | ------------------------------------------ |
| 3 ottobre | Giorno dell'unità tedesca | celebra la Riunificazione tedesca del 1990 |

### Ricorrenze varie
| Data                                                         | Nome                               | Significato                                                                        |
| ------------------------------------------------------------ | ---------------------------------- | ---------------------------------------------------------------------------------- |
| lunedì precedente il mercoledì delle ceneri                  | Rosenmontag                        | si celebra il giorno principale del Carnevale                                      |
| giovedì prima del mercoledì delle ceneri                     | Weiberfastnacht                    | tipica manifestazione carnevalesca, il Carnevale delle donne                       |
| 27 giugno                                                    | Giorno dei sette dormienti         | si ricollega alla leggenda dei Sette dormienti di Efeso                            |
| ultimi due fine settimana di settembre e il primo di ottobre | Oktoberfest                        | festival popolare che si tiene a Monaco di Baviera                                 |
| 31 ottobre                                                   | Giorno della Riforma               | celebra la Riforma luterana, nel 1517                                              |
| 9 novembre                                                   | Schicksalstag (Giorno del Destino) | commemorazione di vari Avvenimenti tra cui la caduta del Muro di Berlino, nel 1989 |
| 25-26 dicembre                                               | Natale in Germania                 | Celebrazioni per la ricorrenza del Natale                                          |

## Sport

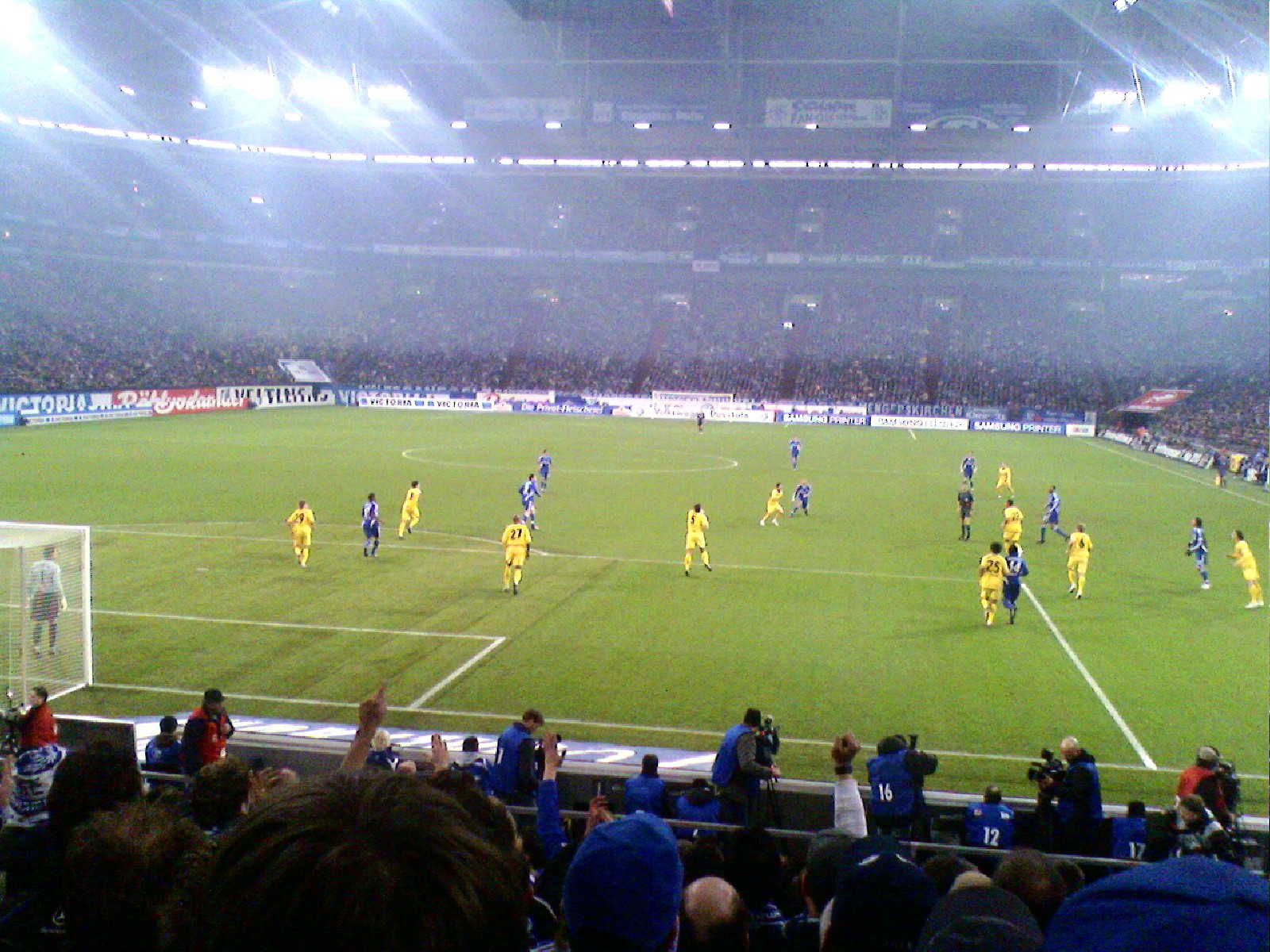
contro lo Schalke in Bundesliga.

La pratica sportiva è ampiamente diffusa fra la popolazione tedesca, nel 2006 circa 27 milioni di persone facevano parte di associazioni sportive. L'ampia base trova riscontro nella classifica dei paesi con il maggior numero di medaglie olimpiche nella quale la Germania occupa la seconda posizione se si sommano quelle ottenute nel periodo della separazione in Germania Ovest e Germania Est.

### Calcio
Lo sport più diffuso è il calcio, la federazione calcistica tedesca (Deutscher Fußball-Bund) ha circa 6 milioni di tesserati e oltre 170 000 squadre iscritte; il maggior campionato professionistico è la Bundesliga.
La Germania ha ospitato i campionati mondiali del 1974 e quelli del 2006. La nazionale tedesca è una delle più titolate al mondo; nel suo palmarès figurano, fra gli altri, 4 titoli mondiali e 3 titoli europei. In essa hanno militato campioni come Franz Beckenbauer, Gerd Müller, Lothar Matthäus, Uwe Seeler, Karl-Heinz Rummenigge, Matthias Sammer, Rudi Voeller, Jürgen Klinsmann e Miroslav Klose, capocannoniere della Nazionale tedesca con ben 71 reti. L'allora Germania Ovest ha ospitato anche il campionato europeo di calcio del 1988.

### Pallamano
Diffusi sono anche la pallamano il cui campionato nazionale è considerato uno dei migliori al mondo, nel 2007 la nazionale maschile è divenuta campione mondiale per la terza volta.

### Hockey su prato
Importante affermazione tedesca anche nell'hockey su prato di cui la nazionale maschile ha vinto i mondiali nel 2002 e quella femminile il titolo olimpico nel 2004.

### Hockey su ghiaccio
Il campionato nazionale di hockey su ghiaccio, la Deutsche Eishockey Liga (DEL), che nel 1995 ha sostituito la precedente Eishockey-Bundesliga, è tra i più seguiti d'Europa. La nazionale tedesca di hockey su ghiaccio, al 2021, ha partecipato a 66 mondiali e 20 edizioni dei giochi olimpici invernali, ottenendo inoltre una medaglia d'argento al torneo del 2018. Alcuni tra i giocatori tedeschi più rappresentativi sono Olaf Kölzig, Uwe Krupp, Dennis Seidenberg e Leon Draisaitl.

### Automobilismo

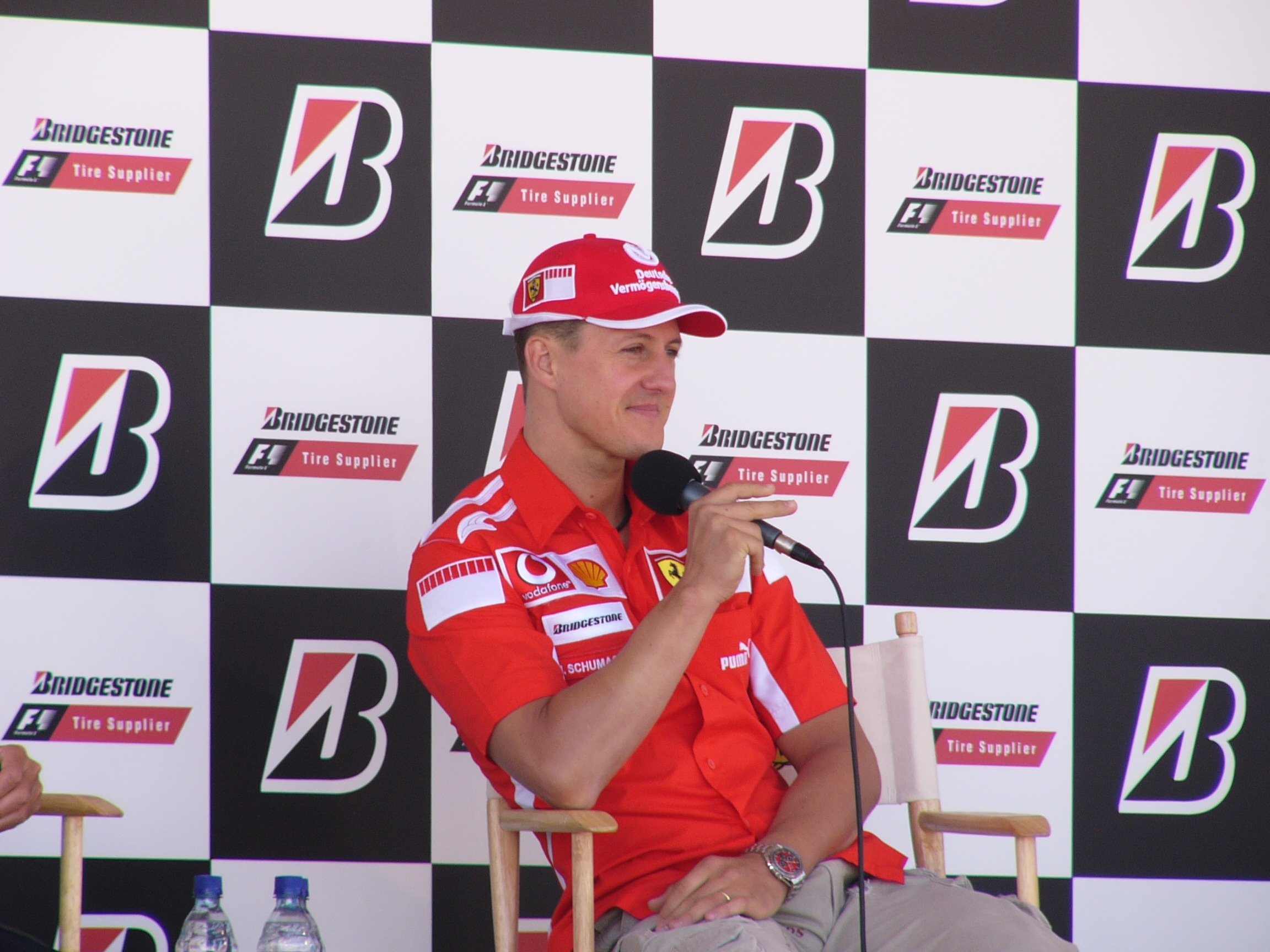
Michael Schumacher, sette volte campione del mondo in Formula 1.

Rivestendo un ruolo di prim'ordine nell'industria e nel mercato dell'automobile, la Germania possiede una radicata e nobile tradizione motoristica agonistica. Marchi come Mercedes-Benz, Porsche, Audi (prima della seconda guerra mondiale come Auto Union) e BMW, fra gli altri, hanno fatto la storia dell'automobilismo sportivo e il Paese ha dato i natali ad alcuni fra i più grandi campioni della storia in tutte le maggiori categorie motoristiche internazionali (basti citare i plurititolati piloti di Formula 1 Michael Schumacher e Sebastian Vettel, ma anche leggendari piloti come Stefan Bellof); la Germania ospita quasi ogni anno il Gran Premio di Germania di Formula 1, che solitamente si svolge all'Hockenheimring, e sul territorio nazionale si trovano circuiti automobilistici conosciuti in tutto il mondo (primo fra tutti il Nürburgring, definito dal appassionati "l'Inferno Verde" per via della sua difficoltà contrapposta alla bellezza del paesaggio circostante).

### Motociclismo

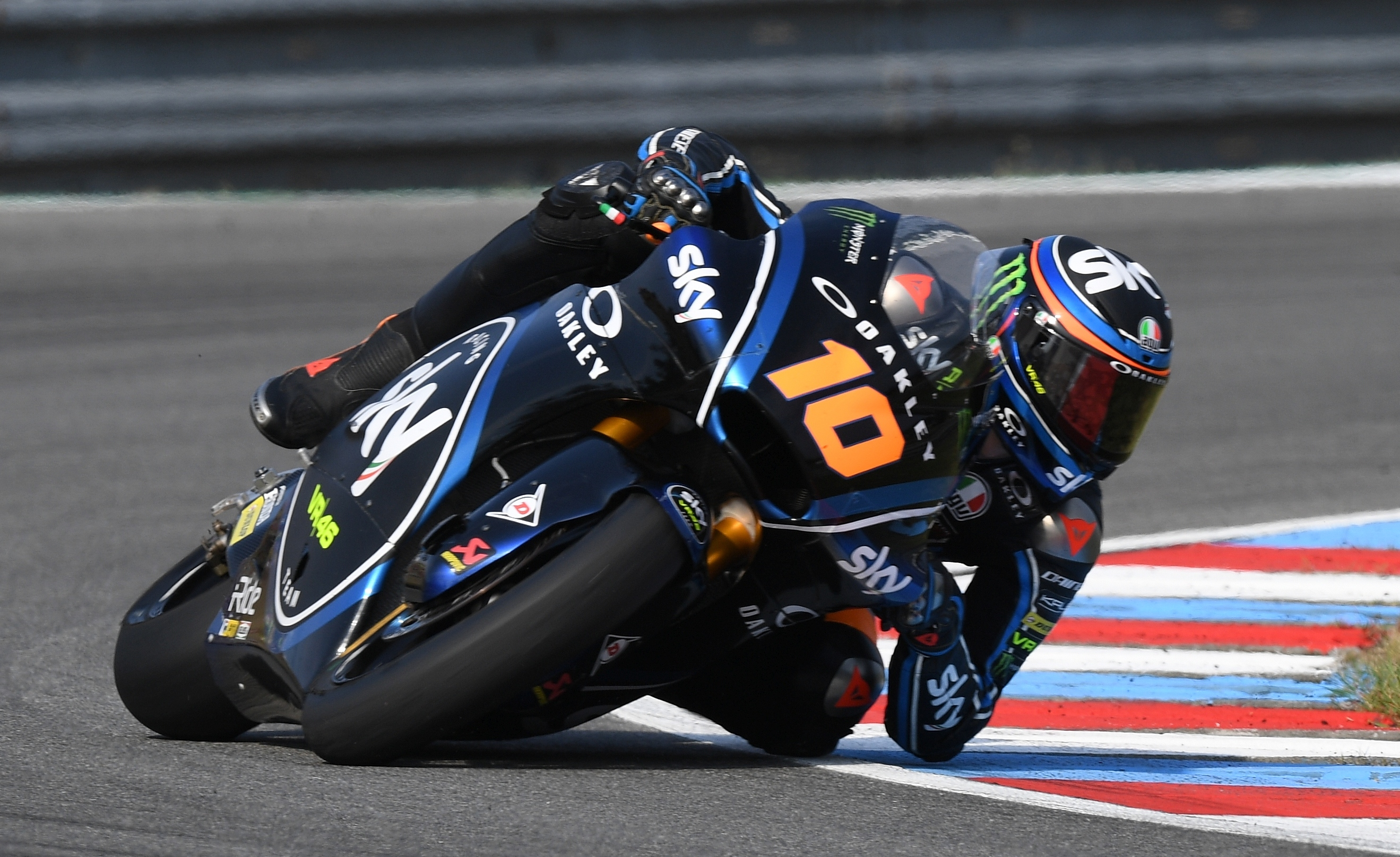
Una Kalex Moto2 in pista con Luca Marini.

Come per l'automobilismo, anche nel settore delle moto la Germania riveste un ruolo di prim'ordine. Fin dalla prima edizione del 1949 sono presenti innumerevoli piloti e case motociclistiche tedesche. Da ricordare Kreidler otto volte campione costruttori nella Classe 50 del Motomondiale, Krauser e Zündapp iridate nella Classe 80 e NSU, vincitrice di un titolo nella Classe 250. Oltre a ciò vanno contati anche i 19 titoli costruttori vinti da BMW nella Classe sidecar. Tra i piloti più titolati vi sono Anton Mang, vincitore di cinque mondiali; Werner Haas e Hans-Georg Anscheidt tre volte campioni del mondo.
Nel 2010, anno d'esordio della Moto2, partecipa la casa tedesca Kalex vincitrice, negli anni successivi, di oltre dieci titoli costruttori e piloti di cui il primo, nel 2011 con un pilota tedescoː Stefan Bradl. Il Gran Premio motociclistico di Germania al Sachsenring è stabilmente nel calendario del Motomondiale.
Tra le motociclette derivate dalla serie BMW fa il suo esordio nel 2009 prendendo parte, con la S1000RR al Campionato mondiale Superbike. In questa categoria la casa bavarese ha ottenuto più di dieci vittorie sfiorando il titolo nel 2012 con Marco Melandri. Dal 2010, con lo stesso modello, BMW prende parte anche alla Superstock 1000 FIM Cup dove risulta la seconda moto più titolata, dopo Ducati, con tre titoli costruttori e cinque titoli piloti di cui l'ultimo, nell'ultima edizione del 2018, con il tedesco Markus Reiterberger.

### Ciclismo
Seguito anche il ciclismo con campioni del passato come Rudi Altig, Jens Voigt, Erik Zabel, Jan Ullrich e André Greipel.

### Alpinismo
Il 27 agosto 1820 avvenne la prima ascensione dello Zugspitze, la montagna più elevata della Germania, ad opera dell'ufficiale Josef Naus.
Il primo tedesco a raggiungere la vetta del monte Everest fu Reinhard Karl, il 10 maggio 1978.

### Altri sport
Ampia diffusione ha il tiro a volo, la federazione nazionale ha circa 1,5 milioni di iscritti.
In anni recenti ha avuto una rapida diffusione il baseball (il massimo campionato è chiamato Bundesliga) e la pallacanestro, mentre è leggermente calata la popolarità del tennis, che godeva di forte seguito negli anni 1980 e 1990 sulla scorta dei successi di alcuni giocatori tedeschi come Boris Becker, Michael Stich, Steffi Graf, Anke Huber e Tommy Haas.
Per la vela si tiene ogni anno a Kiel, nell'ultima settimana di giugno, la Settimana di Kiel, il più grande evento velico al mondo come numero di partecipanti.

### Giochi olimpici
Il primo vincitore olimpico tedesco fu Carl Schuhmann, nella ginnastica (volteggio), ai Giochi della I Olimpiade (Atene 1896). La prima medaglia olimpica fu la medaglia d'oro vinta nella ginnastica (parallele a squadre maschile), sempre ai Giochi olimpici di Atene 1896.
L'atleta tedesca più titolata dei Giochi olimpici è Birgit Fischer, vincitrice di otto medaglie d'oro e quattro d'argento nella canoa/kayak, con le rappresentative olimpiche di Germania Est e Germania unificata, vincitrice, tra l'altro, di ben 16 medaglie d'oro mondiali con la Germania Est e 9 ori mondiali con la Germania unificata.